# 슈퍼 전대
슈퍼 전대(スーパー戦隊 스파센타이[*])는 일본 토에이에서 제작하고 있는 특촬 텔레비전 드라마 시리즈이다. 가면라이더 시리즈, 메탈 히어로 시리즈와 함께 일본 특촬프로그램을 대표하는 시리즈이며, 미니특공대 시리즈, 용자 시리즈와 함께 세계 3대 거대로봇 장르 작품프로그램을 대표하는 시리즈이기도 하다. 1992년 제작된 《공룡전대 주레인저》부터는 미국에서 1993년부터 《파워레인저》라는 이름으로 리메이크하고 있는 히어로 드라마 시리즈이기도 하다.

## 개요
본 시리즈는 도에이가 제작, TV 아사히를 비롯한. 아사히 방송(이하 ABC - 긴키 광역권), 나고야 TV 방송(이하 NBN - 주쿄 광역권), 규슈 아사히 방송(이하 KBC), 히로시마 홈 TV, 시즈오카 아사히 TV(구 시즈오카 현민 방송) 등 ANN 지역 민방 네트워크를 통해서, 전국적으로 일제히 송출하는 특수 촬영 히어로 프로그램이다. 시리즈에 포함되는 작품의 범위에 대해서는 제작 시기·대리점과 원작자의 차이 등에서 당초 《배틀 피버 J》을 기점으로 포함됐다가, 나중에는 그 이전에 제작된 《비밀전대 고레인저》 《재커 전격대》도 이에 포함시키는 형태가 정착했다(후술). 본 항목에서는 1975년 4월 시작한 《고레인저》을 제 첫번째로 인식에 입각해서 해설한다.
《고레인저》의 성공을 받고 동일 개념에 근거한 집단 영웅 프로그램이 제작되어 1979년 제작 《배틀 피버 J》 이후에 〈거대 로봇〉이란 요소를 도입하여, 슈퍼 전대 시리즈의 성공 요인으로 분석된, 최장수 히어로 액션 시리즈이다.
시리즈 내의 각 작품에서 횟수 표기는 매 기수별 작품마다 다르지만, 본 항목에서는 모든 작품 〈제○(횟수)이야기〉의 표기로 통일한다. 〈최종회는 "최종 이야기"로 표기〉.또 통산 방송 횟수는 〈통산 ○ ○(통산 횟수)회〉으로 표기한다.

## 탄생 배경
시리즈의 시작 이전, 1971년에 시작된 큰 인기를 자랑했다. 《가면라이더 시리즈》의 새 프로그램의 방안으로 〈"처음부터 5명의 가면 라이더를 한꺼번에 등장시킨다."〉란 것이 있었지만 당시의 《가면라이더 시리즈》 제작사인 자이한 키국 자회사·마이니치 방송의 영화부 부장·쇼노 타루가 "영웅은 한 것"으로 강력한 반대로 무산됐다."스타의 경연은 그 때야말로 뜨거워지지만 끝나면 우울하고, 이를 막는다며 올스타 작품을 남발한 것이 도에이 시대극 작품의 쇠퇴를 앞당긴다."라고 말하고 있었기 때문이다.
전환기가 된 것은 1975년 4월 인터넷 체인지이다. 당시 NET(현:TV 아사히)의 준 키사가 매일 방송부터 아사히 방송으로 변경되면서 그것에 따른 MBS의 키사가 TBS로 이행함으로써 NET측은 《가면라이더 시리즈》의 방영권을 잃는 사태로 급히 이를 대체할 새로운 프로그램을 만들 필요성을 느꼈다. 그 때 한번은 상영을 중지당하고 있었다〈5명의 가면 라이더〉의 아이디어를 바탕으로 5명 팀의 히어로 프로그램 《비밀전대 고레인저》이 제작됐다. 항상 5명으로 등장하는 영웅은 도에이 히라야마 토오루가 〈그 만드는 방법은 내 비술〉라고 자랑스럽게 말할 정도로 획기적인 아이디어였다. 또 이 5이라는 인원은 가부키의 명작 《다섯 사나이의 도둑》의 영향, 도에이 내〈3명은 적고, 4명은 재수가 없다. 7명은 너무 많다.〉라는 의견도 기여하고 있다.
히어로가 팀에서 싸운다는 프로그램도 과거에 사례는 있지만 《비밀전대 고레인저》에서는 변신 후의 모습을 각각 분류한 정장과, 팀명의 참여 포즈나 필살기 등 움직임을 싱크로나이즈 시키고 싸우는 스타일로 했다. 이것들은 넓은 학생층에 받아들여지고 시청률이 20%를 웃도는 대인기 프로그램으로 방송 기간도 2년에 걸친 대 히트작이 됐다. 그러나 나중 프로그램 《재커 전격대》(1977년)은 전 프로그램만큼 인기는 얻지 못하고 방송 개시 9개월에 중단됐기 때문에 시리즈화의 시도는 일단 좌절한다.
다음 1978년, 도에이는 마벨·코믹 그룹과 손 잡고 마벨의 간판 작품의 1개 《스파이더 맨》을 원작으로 한 《스파이더 맨 (도에이 판)》을 제작(도쿄 12채널(현 TV 도쿄)에서 방송) 한다. 토에이 측이 독자적으로 도입한 실물 크기 히어로가 거대 로봇의 조종을 한다는 획기적 아이디어는 호평을 부르며 거대 로봇 〈레오파르돈〉완구도 상업적으로 큰 성공을 가져왔다.
그 결과 '집단 영웅'과 '거대 로봇'이라는 2가지 소재가 가미한 작품이 기획되자마자, 1979년 1년여간의 공백을 깨고 《배틀 피버 J》가 다시 부활되어, TV 아사히 계열 지역 민방 네트워크를 통해서, 방송 개시되었다. 이 작품 역시 성공을 거둔 이후, 오늘날에 이르기까지 단 한번의 중단도 없이 몇 차례씩 방송 시간 변경을 거치면서, 매년 기수별로 새로운 시리즈가 장르별로 제작되고 있다.

## 역대 슈퍼 전대의 역사
| 기수                                                              | 시리즈                                      | 시리즈                                             | 방송 기간                         | 주제 및 장르         | 색 | 악의 세력                                                          | 국내수입명 |
| 기수                                                              | 제목                                        | 원제                                               | 방송 기간                         | 주제 및 장르         | 색 | 악의 세력                                                          | 국내수입명 |
| ----------------------------------------------------------------- | ------------------------------------------- | -------------------------------------------------- | --------------------------------- | -------------------- | --- | ------------------------------------------------------------------ | --- |
| 1970년대                                                          |                                             |                                                    |                                   |                      | |                                                                    | |
| 1                                                                 | 비밀전대 고레인저                           | 秘密戦隊ゴレンジャー                               | 1975년 4월 5일 ~ 1977년 3월 26일  | 비밀요원             | ■ 아카레인저(레드)(♂) ■ 아오레인저(블루)(♂) ■ 키레인저(옐로우)(♂) ■ 모모레인저(핑크)(♀) ■ 미도레인저(그린)(♂) | 흑십자군                                                           | 파워레인저 파이브레인저(파워레인저 캡틴포스) |
| 2                                                                 | 재커 전격대                                 | ジャッカー電撃隊                                   | 1977년 4월 9일 ~ 1977년 12월 24일 | 플레잉카드           | ■ 스페이드(레드)(♂) ■ 다이아(블루)(♂) ■ 하트(핑크)(♀) ■ 클로버(그린)(♂) ■ 빅원(화이트)(♂) | 범죄조직 크라임                                                    | 쟈가-전격대(아카데미 과학) 파워레인저 재커(파워레인저 캡틴포스) |
| 3                                                                 | 배틀 피버 J                                 | バトルフィーバー J                                 | 1979년 2월 3일 ~ 1980년 1월 26일  | 전 세계의 모든 춤    | ■ 재팬(레드)(♂) ■ 프랑스(블루)(♂) ■ 러시아(오렌지)(♂) ■ 케냐(블랙)(♂) ■ 아메리카(핑크)(♀) | 비밀결사 에고스                                                    | 파워레인저 배틀피버(파워레인저 캡틴포스) |
| 1980년대                                                          |                                             |                                                    |                                   |                      | |                                                                    | |
| 4                                                                 | 전자전대 덴지맨                             | 電子戦隊デンジマン                                 | 1980년 2월 2일 ~ 1981년 1월 31일  | 전기                 | ■ 레드(♂) ■ 블루(♂) ■ 옐로우(♂) ■ 그린(♂) ■ 핑크(♀) | 베이더 일족                                                        | 혹성전자(아카데미 과학) 파워레인저 파워맨(파워레인저 캡틴포스) |
| 5                                                                 | 태양전대 선벌컨                             | 太陽戦隊サンバルカン                               | 1981년 2월 7일 ~ 1982년 1월 30일  | 동물                 | ■ 이글(레드)(♂) ■ 샤크(블루)(♂) ■ 팬서(옐로우)(♂) | 기계제국 블랙 마그마                                               | 태양의 전사 썬발칸(영실업, 에디슨 과학) 파워레인저 썬바르칸(파워레인저 캡틴포스) |
| 6                                                                 | 대전대 고글파이브                           | 大戦隊ゴーグルファイブ                             | 1982년 2월 6일 ~ 1983년 1월 29일  | 보석                 | ■ 레드(루비)(♂) ■ 블랙(에메랄드)(♂) ■ 블루(사파이어)(♂) ■ 옐로우(단백석)(♂) ■ 핑크(다이아몬드)(♀) | 암흑과학제국 데스타크                                              | 지구특공대 가글파이브(대영팬더) 우주특공대 파이브맨(현대통상) 스타에이스(알파 과학) 파워레인저 고글파이브(파워레인저 캡틴포스) |
| 7                                                                 | 과학전대 다이너맨                           | 科学戦隊ダイナマン                                 | 1983년 2월 5일 ~ 1984년 1월 28일  | 과학                 | ■ 레드(♂) ■ 블랙(♂) ■ 블루(♂) ■ 옐로우(♂) ■ 핑크(♀) | 쟈신카 제국                                                        | 다이나맨(영실업) 파워레인저 다이너맨(파워레인저 캡틴포스) |
| 8                                                                 | 초전자 바이오맨                             | 超電子バイオマン                                   | 1984년 2월 4일 ~ 1985년 1월 26일  | 전기                 | ■ 레드(♂) ■ 그린(♂) ■ 블루(♂) ■ 옐로우(♀) ■ 핑크(♀) | 신제국 기어                                                        | 우주특공대 바이오맨(대영팬더, 영실업) 파워레인저 바이오맨(파워레인저 캡틴포스) |
| 9                                                                 | 전격전대 체인지맨                           | 電撃戦隊チェンジマン                               | 1985년 2월 2일 ~ 1986년 2월 22일  | 신화                 | ■ 드래곤(레드)(♂) ■ 그리폰(블랙)(♂) ■ 페가서스(블루)(♂) ■ 머메이드(화이트)(♀) ■ 피닉스(핑크)(♀) | 대성단 고즈마                                                      | 전격전대 체인지맨(대영팬더) 지구방위대 레이더맨(영실업, 에디슨 과학) 스타체인지(삼성교재) 파워레인저 체인지맨(파워레인저 캡틴포스) |
| 10                                                                | 초신성 플래시맨                             | 超新星フラッシュマン                               | 1986년 3월 1일 ~ 1987년 2월 21일  | 행성                 | ■ 레드(♂) ■ 그린(♂) ■ 블루(♂) ■ 옐로우(♀) ■ 핑크(♀) | 개조실험제국 메스                                                  | 지구방위대 후뢰시맨(대영팬더, 영실업) 파워레인저 플래시맨(파워레인저 캡틴포스) 파워레인저 후뢰시맨(파워레인저 젠카이저) |
| 11                                                                | 광전대 마스크맨                             | 光戦隊マスクマン                                   | 1987년 2월 28일 ~ 1988년 2월 20일 | 격투기               | ■ 레드(♂) ■ 블랙(♂) ■ 블루(♂) ■ 옐로우(♀) ■ 핑크(♀) ■ X1(그린)(♂) | 지저제국 츄브                                                      | 빛의 전사 마스크맨(대영팬더, 영실업) 파워레인저 마스크맨(파워레인저 캡틴포스) |
| 12                                                                | 초수전대 라이브맨                           | 超獣戦隊ライブマン                                 | 1988년 2월 27일 ~ 1989년 2월 18일 | 동물                 | ■ 레드(독수리)(♂) ■ 옐로우 (사자)(♂) ■ 블루(돌고래)(♀) ■ 블랙(들소)(♂) ■ 그린(코뿔소)(♂) | 무장두뇌군 볼트                                                    | 평화의 전사 라이브맨(대영팬더, 영실업) 파워레인저 라이브맨(파워레인저 캡틴포스) |
| 13                                                                | 고속전대 터보레인저                         | 高速戦隊ターボレンジャー                           | 1989년 2월 25일 ~ 1990년 2월 23일 | 자동차               | ■ 레드(GT카)(♂) ■ 블랙(트럭)(♂) ■ 블루(SUV)(♂) ■ 옐로우(버기카)(♂) ■ 핑크(웨건카)(♀) | 폭마백족                                                           | 터보유격대(현대통상) 파워레인저 터보레인저(파워레인저 캡틴포스) |
| 1990년대                                                          |                                             |                                                    |                                   |                      | |                                                                    | |
| 14                                                                | 지구전대 파이브맨                           | 地球戦隊ファイブマン                               | 1990년 3월 2일 ~ 1991년 2월 8일   | 격투기&교육          | ■ 레드(과학)(♂) ■ 블루(체육)(♂) ■ 블랙(국어)(♂) ■ 핑크(수학)(♀) ■ 옐로우(음악)(♀) | 은제군 존                                                          | 팬타보이(영실업) 지구전사 식스맨(현대통상) 슈퍼카이저맨(알파 과학) 파워레인저 파이브맨(파워레인저 캡틴포스) |
| 15                                                                | 조인전대 제트맨                             | 鳥人戦隊ジェットマン                               | 1991년 2월 15일 ~ 1992년 2월 14일 | 조류                 | ■ 레드(매)(♂) ■ 블랙(콘도르)(죽은)(♂) ■옐로우(올빼미)(♂) ■ 화이트(고니)(♀) ■ 블루(제비)(♀) | 차원전담 바이람                                                    | 제트맨(영실업) 슈퍼콘돌맨(소년중앙완구) 파워레인저 제트맨(파워레인저 캡틴포스) |
| 16                                                                | 공룡전대 주레인저                           | 恐竜戦隊ジュウレンジャー                           | 1992년 2월 21일 ~ 1993년 2월 12일 | 공룡                 | ■ 레드(티라노사우루스)(♂) ■ 블랙(매머드)(♂) ■ 블루(트리케라톱스)(♂) ■ 옐로우(스밀로돈)(♂) ■ 핑크(프테라노돈)(♀) ■ 그린(용)(죽은)(♂) | 반도라 일당                                                        | 쥬렌쟈(알파 과학) 마이티 모핀 파워레인저 무적 파워레인저 (1994년 1월 3일 KBS 첫방송, 파워레인저 젠카이저) 파워레인저 다이노레인저(파워레인저 캡틴포스) |
| 17                                                                | 오성전대 다이레인저                         | 五星戦隊ダイレンジャー                             | 1993년 2월 19일 ~ 1994년 2월 11일 | 중국 신화            | ■ 레드(용)(♂) ■ 그린(사자)(♂) ■ 블루(페가수스)(♂) ■ 옐로우(기린)(♂) ■ 핑크(불사조)(♀) ■ 화이트(호랑이)(♂) | 고마 일족                                                          | 마이티 모핀 파워레인저 시즌 2 파워레인저 다이레인저(파워레인저 캡틴포스) |
| 18                                                                | 닌자전대 카쿠레인저                         | 忍者戦隊カクレンジャー                             | 1994년 2월 18일 ~ 1995년 2월 24일 | 닌자                 | ■ 레드(♂) ■ 화이트(♀) ■ 블루(♂) ■ 옐로우(♂) ■ 블랙(♂) ■닌자맨(♂) | 요괴 군단                                                          | 마이티 모핀 파워레인저 시즌3, 마이티 모핀 에일리언 레인저 (1996년 2월 5일 첫방송) 파워레인저 닌자레인저(파워레인저 캡틴포스) |
| 19                                                                | 초력전대 오레인저                           | 超力戦隊オーレンジャー                             | 1995년 3월 3일 ~ 1996년 2월 23일  | 기하학               | ■ 레드(★)(♂) ■ 그린(■)(♂) ■ 블루(▼)(♂) ■ 옐로우(〓)(♀) ■ 핑크(●)(♀) ■ 킹(王)(♂) | 머신제국 바라노이아                                                | 파워레인저 지오 지오레인저(1998년 12월 3일 SBS 첫방송) 파워레인저 오레인저(파워레인저 캡틴포스) 파워레인저 지오레인저(파워레인저 젠카이저) |
| 20                                                                | 격주전대 카레인저                           | 激走戦隊カーレンジャー                             | 1996년 3월 1일 ~ 1997년 2월 7일   | 자동차               | ■ 레드(스포츠카)(♂) ■ 블루(트럭)(♂) ■ 그린(미니밴)(♂) ■ 옐로우(SUV)(♀) ■ 핑크(컴팩트카)(♀) ■ 시그널맨(사이렌더)(♂) ■ 블랙(VRV)(♂) | 우주폭주족 보족크                                                  | 파워레인저 터보(1997년 4월 19일 첫방송) 파워레인저 카레인저(파워레인저 캡틴포스) |
| 21                                                                | 전자전대 메가레인저                         | 電磁戦隊メガレンジャー                             | 1997년 2월 14일 ~ 1998년 2월 15일 | 전자공학             | ■ 레드(컴퓨터)(♂) ■ 블랙(인공위성)(♂) ■ 블루(텔레비전)(♂) ■ 옐로우(카메라)(♀) ■ 핑크(전화)(♀) ■ 실버(집적회로)(♂) | 사전왕국 네지레지아                                                | 파워레인저 인 스페이스 메가레인저(1999년 11월 29일 SBS 첫방송) 파워레인저 메가레인저(파워레인저 캡틴포스) |
| 22                                                                | 성수전대 긴가맨                             | 星獣戦隊ギンガマン                                 | 1998년 2월 22일 ~ 1999년 2월 14일 | 동물                 | ■ 레드(사자)(♂) ■ 그린(독수리)(♂) ■ 블루(고릴라)(♂) ■ 옐로우(늑대)(♂) ■ 핑크(스라소니)(♀) ■ 블랙(들소)(♂) | 우주해적 바르반                                                    | 파워레인저 로스트 갤럭시(1999년 2월 6일 첫방송) 파워레인저 갤럭시레인저(파워레인저 캡틴포스) |
| 23                                                                | 구급전대 고고파이브                         | 救急戦隊ゴーゴーファイブ                           | 1999년 2월 21일 ~ 2000년 2월 6일  | 재난&긴급서비스      | ■ 레드(♂) ■블루(♂) ■ 그린(♂) ■ 옐로우(♂) ■ 핑크(♀) ■ 골드(♂ → ♀) | 재마 일족                                                          | 파워레인저 라이트스피드 레스큐 파워레인저 레스큐(2001년 투니버스 첫방송, 파워레인저 젠카이저) 파워레인저 고고파이브(파워레인저 캡틴포스) |
| 2000년대                                                          |                                             |                                                    |                                   |                      | |                                                                    | |
| 24                                                                | 미래전대 타임레인저                         | 未来戦隊タイムレンジャー                           | 2000년 2월 13일 ~ 2001년 2월 11일 | 시간여행             | ■ 레드(♂) ■ 핑크(♀) ■ 블루(♂) ■ 옐로우(♂) ■ 그린(♂) ■ 파이어(죽은)(♂) | 론다즈 패밀리                                                      | 파워레인저 타임포스(미국의 경우 2001년 2월 3일 첫방송, 한국의 경우 파워레인저 젠카이저) 파워레인저 타임레인저(파워레인저 캡틴포스) |
| 25                                                                | 백수전대 가오레인저                         | 百獣戦隊ガオレンジャー                             | 2001년 2월 18일 ~ 2002년 2월 10일 | 동물                 | ■ 레드(사자)(♂) ■ 옐로우(독수리)(♂) ■ 블루(상어)(♂) ■ 블랙(들소)(♂) ■ 화이트(호랑이)(♀) ■ 실버(늑대)(♂) | 오르그                                                             | 파워레인저 와일드포스 파워포스레인저(2003년 SBS 첫방송) 파워레인저 정글포스(챔프TV, 애니원, 애니박스, 니켈로디언 (2010년 7월 19일 첫방송)) |
| 26                                                                | 인풍전대 허리켄저                           | 忍風戦隊ハリケンジャー                             | 2002년 2월 17일 ~ 2003년 2월 9일  | 닌자                 | ■ 레드(독수리)(♂) ■ 블루(돌고래)(♀) ■ 옐로우(사자)(♂) ■ 카부토(장수풍뎅이)(♂) ■ 스태그(사슴벌레)(♂) ■ 그린(제비과)(♂) | 우주인군 쟈킨쟈                                                    | 파워레인저 닌자스톰(미국의 경우 2003년 2월 15일 첫방송, 한국의 경우 파워레인저 캡틴포스) |
| 27                                                                | 폭룡전대 아바레인저                         | 爆竜戦隊アバレンジャー                             | 2003년 2월 16일 ~ 2004년 2월 8일  | 공룡                 | ■ 레드(티라노사우루스)(♂) ■ 블루(트리케라톱스)(♂) ■ 옐로우(프테라노돈)(♀) ■ 블랙(브라키오사우루스)(♂) ■ 화이트(투푹수아라)(죽은)(♂) | 사명체 에볼리안                                                    | 파워레인저 다이노썬더(미국의 경우 2004년 2월 14일 첫방송, 한국에 경우 투니버스 (2004년 7월 23일 첫방송)) |
| 28                                                                | 특수전대 데카레인저                         | 特捜戦隊デカレンジャー                             | 2004년 2월 15일 ~ 2005년 2월 6일  | 경찰                 | ■ 레드(경찰차)(♂) ■ 블루(오토자이로)(♂) ■ 그린(전차)(♂) ■ 옐로우(철갑카)(♀) ■ 핑크(표지카)(♀) ■ 화이트(모터사이클)(♂) ■ 마스터(♂) ■ 스완(♀) ■ 골드(♀) ■ 브라이트(♀) | 아리에나이저                                                       | 파워레인저 S.P.D(미국의 경우 2005년 2월 5일 첫방송, 한국의 경우 투니버스 (2005년 7월 첫방송)) |
| 29                                                                | 마법전대 매지레인저                         | 魔法戦隊マジレンジャー                             | 2005년 2월 13일 ~ 2006년 2월 12일 | 마법&신화            | ■ 레드(피닉스)(♂) ■ 옐로우(가루다)(♂) ■ 블루(머메이드)(♀) ■ 핑크(페어리)(♀) ■ 그린(들소)(♂) ■ 샤인(♂) ■ 화이트(♀) ■ 파이어(늑대)(♂) | 지저명부 인페르시아                                                | 파워레인저 미스틱포스(2006년 2월 20일 첫방송) 파워레인저 매직포스(재능TV, 챔프TV, 애니원, 애니박스 (2006년 7월 첫방송)) |
| 30                                                                | 굉굉전대 보우켄저                           | 轟轟戦隊ボウケンジャー                             | 2006년 2월 19일 ~ 2007년 2월 11일 | 트레져헌팅&자동차    | ■ 레드(트럭)(♂) ■ 블랙(포뮬러 원)(♂) ■ 블루(오토자이로)(♂) ■ 옐로우(불도저)(♀) ■ 핑크(잠수함)(♀) ■ 실버(소방차, 구급차, 경찰차)(♂) | 네거티브 신디케이트                                                | 파워레인저 오퍼레이션 오버드라이브(2007년 2월 26일 첫방송) 파워레인저 트레저포스(챔프TV, 애니원, 애니박스 (2007년 7월 첫방송)) |
| 31                                                                | 수권전대 게키레인저                         | 獣拳戦隊ゲキレンジャー                             | 2007년 2월 18일 ~ 2008년 2월 10일 | 동물&격투기          | ■ 레드(호랑이, 고릴라)(♂) ■옐로우(치타, 펭귄)(♀) ■ 블루(재규어, 가젤)(♂) ■ 바이올렛(늑대)(♂) ■ 라이노(코뿔소)(♂) ■ 블랙(사자)(♂) ■ 그린(카멜레온)(♀) ■ 골드(용)(♂) | 임수권, 환수권                                                     | 파워레인저 정글퓨리(2008년 2월 18일 첫방송) 파워레인저 와일드스피릿(챔프TV, 애니원, 애니박스, 카툰네트워크 (2008년 7월 14일 첫방송)) |
| 32                                                                | 염신전대 고온저                             | 炎神戦隊ゴーオンジャー                             | 2008년 2월 17일 ~ 2009년 2월 8일  | 동물&자동차          | ■ 레드(콘도르&GT카)(♂) ■ 블루(사자&버스)(♂) ■ 옐로우(곰&4륜구동)(♀) ■ 그린(범고래&모터사이클)(♂) ■ 블랙(늑대&경찰차)(♂) ■ 골드(닭&헬리콥터)(♂) ■ 실버(호랑이&제트기)(♀) | 만기족 가이야크                                                    | 파워레인저 RPM(2009년 3월 7일 첫방송) 파워레인저 엔진포스(챔프TV, 애니원, 애니박스, 카툰네트워크 (2009년 7월 20일 첫방송)) |
| 33                                                                | 사무라이전대 신켄저                         | 侍戦隊シンケンジャー                               | 2009년 2월 15일 ~ 2010년 2월 7일  | 사무라이             | ■ 레드(사자)(♂ → ♀ → ♂) ■ 블루(드래곤)(♂) ■ 핑크(거북이)(♀) ■ 그린(곰)(♂) ■ 옐로우(원숭이)(♀) ■ 골드(바닷가재)(♂) | 외도중                                                             | 파워레인저 사무라이포스(가면라이더 디케이드) 파워레인저 사무라이 (2011년 2월 7일 첫방송) 파워레인저 슈퍼 사무라이 (2012년 2월 18일 첫방송) 파워레인저 블레이드포스 (파워레인저 캡틴포스) |
| 2010년대                                                          |                                             |                                                    |                                   |                      | |                                                                    | |
| 34                                                                | 천장전대 고세이저                           | 天装戦隊ゴセイジャー                               | 2010년 2월 14일 ~ 2011년 2월 6일  | 천사&트레이딩 카드   | ■ 레드(드래곤)(♂) ■ 핑크(피닉스)(♀) ■ 블랙(코브라)(♂) ■ 옐로우(호랑이)(♀) ■ 블루(상어)(♂) ■ 그린(돌고래)(죽은)(♂) ■ 나이트(사자)(♂) | 우주학멸 군단 워스타, 지구희옥집단 유마수, 기계어오제국 마트린티스 | 파워레인저 미라클포스(챔프TV, 애니원, 애니박스 (2011년 7월 18일 첫방송)) 파워레인저 메가포스(2013년 2월 2일 첫방송) |
| 35                                                                | 해적전대 고카이저                           | 海賊戦隊ゴーカイジャー                             | 2011년 2월 13일 ~ 2012년 2월 19일 | 해적                 | ■ 레드(갤리온)(♂) ■ 블루(제트기)(♂) ■ 옐로우(트럭)(♀) ■ 그린(포뮬러 원)(♂) ■ 핑크(잠수함)(♀) ■ 실버(드릴)(♂) | 우주제국 쟌가크                                                    | 파워레인저 캡틴포스(챔프TV, 애니원, 애니박스 (2012년 7월 23일 첫방송)) 파워레인저 슈퍼메가포스(2014년 2월 15일 첫방송) |
| 36                                                                | 특명전대 고버스터즈                         | 特命戦隊ゴーバスターズ                             | 2012년 2월 26일 ~ 2013년 2월 10일 | 동물&비밀요원&자동차 | ■ 레드(치타&스포츠카)(♂) ■ 블루(고릴라&트럭)(♂) ■ 옐로우(토끼&헬리콥터)(♀) ■ 비트(장수풍뎅이&모바일 크레인)(죽은)(♂) ■ 스태그(사슴벌레&제트기)(♂) ■ 핑크(♀) | 버그러스                                                           | 파워레인저 고버스터즈(챔프TV, 애니원, 애니박스 (2013년 7월 22일 첫방송)) 파워레인저 비스트모퍼, 파워레인저 비스트모퍼 시즌2 (2019년 3월 2일 첫방송) |
| 37                                                                | 수전전대 쿄류저                             | 獣電戦隊キョウリュウジャー                         | 2013년 2월 17일 ~ 2014년 2월 9일  | 공룡,삼바, 브라질    | ■ 레드(티라노사우루스)(♂) ■ 블랙(파라사우롤로푸스)(♂) ■ 블루(스테고사우루스)(♂) ■ 그린(벨로키랍토르)(♂) ■ 핑크(트리케라톱스)(♀) ■ 골드(프테라노돈)(♂) ■ 시안(안킬로사우루스)(♂ → ♀) ■ 그레이(파키케팔로사우루스)(♂) ■ 바이올렛(플레시오사우루스)(♂ → ♀) ■ 실버(브라키오사우루스)(♂) ■ 네이비(스피노사우루스)(♂)                        | 데보스군                                                           | 파워레인저 다이노포스(챔프TV, 애니원, 애니박스, 재능TV (2014년 7월 9일 첫방송/2023년 8월 6일 재방송)) 파워레인저 다이노차지, 파워레인저 다이노슈퍼차지(2015년 2월 14일 첫방송) 파워레인저 다이노포스 브레이브 (챔프, 애니원, 애니박스, 재능, 애니맥스, KBS키즈, 카툰네트워크, 어린이채널 (2017년 4월 1일 첫방송(한국판)) |
| 38                                                                | 열차전대 토큐저                             | 烈車戦隊トッキュウジャー                           | 2014년 2월 16일 ~ 2015년 2월 15일 | 기관차               | ■ 1호(레드)(증기기관차)(♂) ■ 2호(블루)(고속열차)(♂) ■ 3호(옐로우)(지하철열차)(♀) ■ 4호(그린)(고속열차)(♂) ■ 5호(핑크)(지하철열차)(♀) ■ 6호(오렌지)(크레인열차)(♂) ■ 7호(바이올렛)(크레인열차)(♂) | 섀도우 라인                                                        | 파워레인저 트레인포스 (챔프TV, 애니원, 애니박스 (2015년 7월 6일 첫방송)) |
| 39                                                                | 수리검전대 닌닌저                           | 手裏剣戦隊ニンニンジャー                           | 2015년 2월 22일 ~ 2016년 2월 7일  | 닌자                 | ■ 아카닌자(레드)(♂) ■ 아오닌자(블루)(♂) ■ 키닌자(옐로우)(♂) ■ 시로닌자(화이트)(♀) ■ 모모닌자(핑크)(♀) ■ 스타닌자(골드)(♂) ■ 미도닌자(그린)(♀) | 키바오니 군단                                                      | 파워레인저 닌자포스 (챔프TV, 애니원, 애니박스 (2016년 7월 4일 첫방송)) 파워레인저 닌자스틸, 파워레인저 슈퍼 닌자스틸 (2017년 1월 21일 첫방송) |
| 40                                                                | 동물전대 쥬오저                             | 動物戦隊ジュウオウジャー                           | 2016년 2월 14일 ~ 2017년 2월 5일  | 동물,큐브,왕         | ■ 레드(독수리, 고릴라, 고래)(♂) ■ 블루(상어)(♀) ■ 옐로우(사자)(♂) ■ 그린(코끼리)(♂) ■ 화이트(호랑이)(♀) ■ 골드, 실버, 블랙(악어, 늑대, 코뿔소)(♂) ■ 오렌지(새)(♂) ■ 바이올렛(콘도르)(♂) ■ 핑크(인간)(♂) | 데스 가리안                                                        | 파워레인저 애니멀포스 (챔프TV, 애니원, 애니박스 (2017년 7월 1일 첫방송)) |
| 41                                                                | 우주전대 큐레인저                           | 宇宙戦隊キュウレンジャー                           | 2017년 2월 12일 ~ 2018년 2월 4일  | 우주                 | ■, ■ 시시 레드(레드, 화이트)(♂) ■ 사소리 오렌지(오렌지)(♂) ■ 오오카미 블루(블루)(♂) ■ 텐빈 골드(골드)(♂) ■ 오우시 블랙(블랙)(♂) ■ 헤비츠카이 실버(실버)(♂) ■ 카멜레온 그린(그린)(♀) ■ 와시 핑크(핑크)(♀) ■ 카지키 옐로우(옐로우)(♂) ■ 류 커맨드(바이올렛)(♂) ■ 코쿠마 스카이블루(스카이 블루)(♂) ■ 호우오우 솔져(레드, 다크 네이비)(♂) | 우주막부 쟈크메터                                                  | 파워레인저 갤럭시포스 (챔프TV, 애니원, 애니박스 (2018년 7월 7일 첫방송)) 파워레인저 코스믹퓨리 (2023년 8월 29일 첫방송) |
| 42                                                                | 쾌도전대 루팡레인저 vs. 경찰전대 패트레인저 | 快盜戦隊ルパンレンジャー VS 警察戦隊パトレンジャー | 2018년 2월 11일 ~ 2019년 2월 10일 | 루팡&경찰            | ■ 레드(레드)(♂) ■ 블루(블루)(♂) ■ 옐로우(옐로우)(♀) ■ 1호(레드)(♂) ■ 2호(그린)(♂) ■ 3호(핑크)(♀) ■ 엑스(실버, 골드)(♂) | 이세계 범죄자 집단 갱글러                                          | 파워레인저 루팡포스 VS 패트롤포스 (챔프TV, 애니원, 애니박스 (2020년 6월 20일 첫방송)) |
| 그 중, 특별 방송 《4주 연속 스페셜 슈퍼전대 최강 배틀!!》이 방송. |                                             |                                                    |                                   |                      | |                                                                    | |
| 43                                                                | 기사룡전대 류소저                           | 騎士竜戦隊リュウソウジャー                         | 2019년 3월 17일 ~ 2020년 3월 1일  | 공룡,기사            | ■ 레드(티라노사우루스)(♂) ■ 블루(트리케라톱스)(♂) ■ 핑크(안킬로사우루스)(♀) ■ 그린(스밀로돈)(♂) ■ 블랙(스테고사우루스)(♂) ■ 골드(모사사우루스)(♂) ■ 바이올렛(죽은)(♂) ■ 브라운(♂) | 전투민족 드루이든                                                  | 파워레인저 다이노소울 (챔프TV, 애니원, 애니박스 (2019년 8월 24일 첫방송)) 파워레인저 다이노퓨리, 파워레인저 다이노퓨리 시즌2 (2021년 2월 20일 첫방송) 파워레인저 코스믹퓨리 (2023년 8월 29일 첫방송) |
| 2020년대                                                          |                                             |                                                    |                                   |                      | |                                                                    | |
| 44                                                                | 마진전대 키라메이저                         | 魔進戦隊キラメイジャー                             | 2020년 3월 8일 ~ 2021년 2월 28일  | 보석&탈것            | ■ 레드(소방차)(♂) ■ 옐로우(굴착기)(♂) ■ 그린(스포츠카)(♀) ■ 블루(제트기)(♂) ■ 핑크(헬리콥터)(♀) ■ 실버(드릴)(♂) | 어둠의 제국 요돈헤임                                               | 파워레인저 키라메이저 (파워레인저 젠카이저) 파워레인저 샤이닝포스 (극장판 가면라이더: 세이버X젠카이저 슈퍼히어로 전기) |
| 45                                                                | 기계전대 젠카이저                           | 機界戦隊ゼンカイジャー                             | 2021년 3월 7일 ~ 2022년 2월 27일  | 기계                 | ■ 화이트(비밀요원)(♂) ■ 레드(티라노사우루스)(♂) ■ 옐로우(사자)(♂) ■ 핑크(드래곤)(♀) ■ 블루(트럭)(♂) ■ 골드(해적)(♂) ■ 바이올렛(♂) ■ 크림슨(♂) | 토지텐드 왕조                                                      | 파워레인저 젠카이저 (챔프TV, 애니원, 애니박스 (2021년 9월 4일 첫방송) |
| 46                                                                | 아바타로전대 돈브라더즈                     | 暴太郎戦隊ドンブラザーズ                           | 2022년 3월 6일 ~ 2023년 2월 26일  | 몬스터               | ■ 레드(복숭아)(♂) ■ 블루(원숭이)(♂) ■ 옐로우(귀신)(♀) ■ 블랙(개)(♂) ■ 핑크(꿩)(♂) ■ 골드, 실버(용, 호랑이)(♂) ■바이올렛(상어)(♂) ■네이비(죽은)(♂) ■ 화이트(♀) ■ 브라운(♂) | 노우토, 히토츠귀                                                   | 파워레인저 돈브라더즈 (챔프TV, 애니원, 애니박스 (2022년 7월 23일 첫방송)) |
| 47                                                                | 임금님전대 킹오저                           | 王様戦隊キングオージャー                           | 2023년 3월 5일 ~ 2024년 2월 25일  | 왕, 곤충             | ■ 레드(사슴벌레)(♂) ■ 블루(잠자리)(♂) ■ 옐로우(사마귀)(♀) ■퍼플(나비)(♀) ■ 블랙(벌)(♂) ■ 화이트(거미)(♂) ■ 실버(왕사슴벌레)(♂) ■ 크림슨(티라노사우루스)(♂) | 지제국 버그나라크 슈갓덤 정권 우충왕 군단                          | 파워레인저 킹덤포스 (애니원, 애니박스 (2024년 3월 2일 첫방송)) |
| 48                                                                | 폭상전대 분붐저                             | 爆上戦隊ブンブンジャー                             | 2024년 3월 3일 ~ 2025년 2월 9일   | 자동차               | ■ 레드(트럭, GT카, 클래식카, 소방차)(♂) ■ 블루(사륜구동, 수족관 운송트럭)(♂) ■ 핑크(왜건카)(♀) ■ 블랙(경찰차, 대형 경찰차)(♂) ■ 오렌지(굴착기, 불도저, 사파리 버스)(♂) ■ 바이올렛(포뮬러 원)(♂) | 대우주침략대주력단 하시리얀                                        | 파워레인저 붐붐포스 (애니원, 애니박스 (2025년 3월 8일 첫방송)) |
| 49                                                                | 넘버원전대 고쥬저                           | ナンバーワン戦隊ゴジュウジャー                     | 2025년 2월 16일 ~ 2026년          | 동물, 신화, 공룡     | ■ 레드(늑대, 범고래)(♂) ■ 블루(사자)(♂) ■ 옐로우(티라노사우루스)(♂) ■ 그린(독수리)(♂) ■ 블랙(유니콘)(♀) ■ 화이트(북극곰)(♂) ■ 실버(♂) | 노 원 월드 브라이던                                                | 파워레인저 테가포스 (애니원, 애니박스 (2026년 첫방송)) |
| 50                                                                |                                             |                                                    |                                   |                      | |                                                                    | |

## 시리즈 관련 영화

### 극장 개봉작
- 1975: 비밀전대 고레인저 (Himitsu Sentai Gorenger)
- 1975: 비밀전대 고레인저 푸른 대요새 (Himitsu Sentai Gorenger: The Blue Fortress)
- 1976: 비밀전대 고레인저 진홍색 돌진 공격! (Himitsu Sentai Gorenger: The Red Death Match)
- 1976: 비밀전대 고레인저 폭탄 허리케인 (Himitsu Sentai Gorenger: The Bomb Hurricane)
- 1976: 비밀전대 고레인저 불의 산 최후의 대분화 (Himitsu Sentai Gorenger: Fire Mountain's Final Explosion)
- 1977: 재커 전격대 (J.A.K.Q. Dengekitai)
- 1978: 재커 전격대 VS 고레인저 (J.A.K.Q. Dengekitai vs. Gorenger)
- 1979: 배틀 피버 J (Battle Fever J)
- 1980: 전자전대 덴지맨 (Denshi Sentai Denziman)
- 1981: 태양전대 썬발칸 (Taiyo Sentai Sun Vulcan)
- 1982: 대전대 고글파이브 (Dai Sentai Goggle-V)
- 1983: 과학전대 다이너맨 (Kagaku Sentai Dynaman)
- 1984: 초전자 바이오맨 (Choudenshi Bioman)
- 1985: 전격전대 체인지맨 (Dengeki Sentai Changeman)
- 1985: 전격전대 체인지맨 왕복선 베이스! 위기 일발! (Dengeki Sentai Changeman: Shuttle Base! Crisis!)
- 1986: 초신성 플래시맨 (Choushinsei Flashman)
- 1987: 초신성 플래시맨 대역전! 타이탄 보이 (Choushinsei Flashman: Big Rally! Titan Boy!!)
- 1987: 광전대 마스크맨 (Hikari Sentai Maskman)
- 1989: 고속전대 터보렌저 (Kousoku Sentai Turboranger)
- 1993: 오성전대 다이렌자 (Gosei Sentai Dairanger)
- 1994: 닌자전대 카쿠렌저 (Ninja Sentai Kakuranger)
- 1994: 슈퍼 전대 월드 (Super Sentai World)
- 1994: 도에이 히어로 다이슈고 (Toei Hero Daishugo)
- 1995: 초력전대 오레인저 (Choriki Sentai Ohranger)
- 2001: 극장판 백수전대 가오레인저: 불의 산, 포효하다 (Hyakujuu Sentai Gaoranger: The Fire Mountain Roars)
- 2002: 인풍전대 허리케인저 슈슛토 THE MOVIE (Ninpuu Sentai Hurricaneger: Shushutto The Movie)
- 2003: 폭룡전대 아바레인저 DELUXE: 아바레 왕 Cold! Cold! (Bakuryu Sentai Abaranger DELUXE: Abare Summer is Freezing Cold!)
- 2004: 특수전대 데카레인저: 풀 블래스터 액션 (Tokusou Sentai Dekaranger The Movie: Full Blast Action)
- 2005: 마법전대 마지레인저 THE MOVIE 인페르시아의 신부 ~마지 마지 구르마 징가~ (Mahou Sentai Magiranger The Movie: Bride of Infershia ~Maagi Magi Giruma Jinga~)
- 2006: 극장판 굉굉전대 보켄저: 모험가 GoGo Sentai Boukenger The Movie: The Greatest Precious
- 2007: 극장판 수권전대 게키레인저 네이네이! 호우호우! 홍콩 대결전 (Juken Sentai Gekiranger Nei-Nei! Hou-Hou! Hong Kong Decisive Battle)
- 2008: 염신전대 고온저 BUN!BUN!BAN!BAN!극장BANG! (Engine Sentai Go-onger Boom Boom! Bang Bang! GekijoBang!!)
- 2009: 극장판 염신전대 고온저 vs. 게키레인저 (Engine Sentai Go-onger vs. Gekiranger)
- 2009: 사무라이전대 신켄저 THE MOVIE: 천하 양분의 싸움 (Samurai Sentai Shinkenger the Movie: The Fateful War)
- 2010: 사무라이전대 신켄저 vs. 고온저: 은막 BANG!! (Samurai Sentai Shinkenger vs. Go-onger: GinmakuBang!!)
- 2010: 천장전대 고세이저: 에픽 온 더 무비 (Tensou Sentai Goseiger: Epic on the Movie)
- 2011: 천장전대 고세이저 vs. 신켄저: 에픽 온 은막 (Tensou Sentai Goseiger vs. Shinkenger: Epic on Ginmaku)
- 2011: 고카이저 고세이저 슈퍼 전대 199 히어로 대결전 (Gokaiger Goseiger Super Sentai 199 Hero Great Battle)
- 2011: 해적전대 고카이저 THE MOVIE 하늘을 나는 유령선 (Kaizoku Sentai Gokaiger the Movie: The Flying Ghost Ship)
- 2012: 해적전대 고카이저 vs. 우주형사 갸반 THE MOVIE (Kaizoku Sentai Gokaiger vs. Space Sheriff Gavan: The Movie)
- 2012: 가면라이더 ×슈퍼 전대: 슈퍼 히어로 대전 (Kamen Rider × Super Sentai: Super Hero Taisen)
- 2012: 특명전대 고버스터즈 THE MOVIE (Tokumei Sentai Go-Busters the Movie: Protect the Tokyo Enetower!)
- 2013: 특명전대 고버스터즈 vs. 해적전대 고카이저 THE MOVIE (Tokumei Sentai Go-Busters vs. Kaizoku Sentai Gokaiger: The Movie)
- 2013: 가면라이더 × 슈퍼 전대 × 우주형사: 슈퍼 히어로 대전 Z (Kamen Rider × Super Sentai × Space Sheriff: Super Hero Taisen Z)
- 2013: 수전전대 쿄류저 THE MOVIE: GABURINCHO OF MUSIC (Zyuden Sentai Kyoryuger: Gaburincho of Music)
- 2014: 수전전대 쿄류저 vs. 고버스터즈 공룡대결전 안녕히 영원한 친구여 (Zyuden Sentai Kyoryuger vs. Go-Busters: The Great Dinosaur Battle! Farewell Our Eternal Friends)
- 2014: 열차전대 토큐저 THE MOVIE 갤럭시 라인 SOS (Ressha Santai ToQger The Movie: Galaxy Line SOS)
- 2015: 열차전대 토큐저 vs. 쿄류저 THE MOVIE (Ressha Sentai ToQger vs. Kyoryuger: The Movie)
- 2015: 수리검전대 닌닌저 THE MOVIE 공룡주군님 멋지다 인법첩! (Shuriken Santai Ninninger The Movie: The Dinosaur Lord's Splendid Ninja Scroll!)
- 2016: 수리검전대 닌닌저 VS 토큐저 THE MOVIE 닌자 인 원더랜드 (Shuriken Santai Ninninger vs. ToQger The Movie: Ninjas in Wonderland)
- 2016: 동물전대 쥬오우저 THE MOVIE: 두근두근 서커스 패닉! (Doubutsu Sentai Zyuohger The Movie: The Heart Pounding Circus Panic!)
- 2017: 동물전대 쥬오우저 VS 닌닌저 THE MOVIE: 미래로부터의 메세지 from 슈퍼전대 (Doubutsu Sentai Zyuohger vs. Ninninger The Movie: The Message of Future from Super Sentai)
- 2017: 가면라이더 × 슈퍼 전대 초 슈퍼 히어로 대전 (Kamen Rider × Super Sentai: Cho Super Hero Taisen)
- 2017: 우주전대 큐레인저 The Movie : 게스 인더베이의 역습 (宇宙戦隊キュウレンジャー THE MOVIE ゲース・インダベーの逆襲)
- 2018: 쾌도전대 루팡레인저 vs 경찰전대 패트레인저 : en film (快盗戦隊ルパンレンジャーVS警察戦隊パトレンジャー en film -アンフィルム-)
- 2019: 루팡레인저 VS 패트레인저 VS 큐레인저 (ルパンレンジャーVSパトレンジャーVSキュウレンジャー)
- 2019: 기사룡전대 류소저 THE MOVIE 타임슬립 위험한 공룡시대 패닉!
- 2020: 기사룡전대 류소저 VS 루팡레인저 VS 패트레인저 (劇場版 騎士竜戦隊リュウソウジャーVSルパンレンジャーVSパトレンジャー)
- 2020: 마진전대 키라메이저 에피소드 ZERO (魔進戦隊キラメイジャー エピソードZERO)
- 2021: 마진전대 키라메이저 THE MOVIE 비밥 드림
- 2021: 기사룡전대 류소저 특별판: 메모리 오브 소울 메이트
- 2021: 기계전대 젠카이저 THE MOVIE 45대의 붉은 전사 대집합
- 2021: 마진전대 키라메이저 VS 류소저 THE MOVIE
- 2021: 세이버 X 젠카이저 슈퍼 히어로 전기
- 2022: 기계전대 젠카이저 VS 키라메이저 VS 센파이저
- 2022: 아바타로전대 돈브라더즈 THE MOVIE: 신 첫사랑 히어로
- 2023: 아바타로전대 돈브라더즈 VS 젠카이저 THE MOVIE
- 2023: 임금님전대 킹오저 Adventure Heaven
- 2024: 임금님전대 킹오저 VS 돈브라더즈 THE MOVIE
- 2024: 임금님전대 킹오저 VS 쿄류저 THE MOVIE
- 2024: 폭상전대 분붐저 극장BOON! Promise the Circuit!
- 2025: 넘버원전대 고쥬저 부활의 테가소드

### 돌아온 슈퍼전대 V-시네마 릴리즈
- 1996: 초력전대 오레인저 vs. 카쿠레인저 (Choriki Sentai Ohranger vs. Kakuranger)
- 1997: 격주전대 카레인저 vs. 오레인저 (Gekisou Sentai Carranger vs. Ohranger)
- 1998: 전자전대 메가레인저 vs. 카레인저 (Denji Sentai Megaranger vs. Carranger)
- 1999: 성수전대 긴가맨 vs. 메가레인저 (Seijuu Sentai Gingaman vs. Megaranger)
- 1999: 구급전대 고고파이브: 격돌! 새로운 초전사 (Kyuukyuu Sentai GoGoFive: Sudden Shock! A New Warrior!)
- 2000: 구급전대 고고파이브 vs. 긴가맨 (Kyuukyuu Sentai GoGoFive vs. Gingaman)
- 2001: 미래전대 타임레인저 vs. 고고파이브 (Mirai Sentai Timeranger vs. GoGoFive)
- 2001: 백수전대 가오레인저 vs. 슈퍼전대 (Hyakujuu Sentai Gaoranger vs. Super Sentai)
- 2003: 인풍전대 허리케인저 vs. 가오레인저 (Ninpuu Sentai Hurricaneger vs. Gaoranger)
- 2004: 폭룡전대 아바레인저 vs. 허리케인저 (Bakuryū Sentai Abaranger vs. Hurricaneger)
- 2005: 특수전대 데카레인저 vs. 아바레인저 (Tokusou Sentai Dekaranger vs. Abaranger)
- 2006: 마법전대 마지레인저 vs. 데카레인저 (Mahou Sentai Magiranger vs. Dekaranger)
- 2007: 굉굉전대 보켄저 vs. 슈퍼전대 (GoGo Sentai Boukenger vs. Super Sentai)
- 2008: 수권전대 게키레인저 vs. 보켄저 (Juken Sentai Gekiranger vs. Boukenger)
- 2010: 돌아온 사무라이전대 신켄저 (Samurai Sentai Shinkenger Returns)
- 2011: 돌아온 천장전대 고세이저(Tensou Sentai Goseiger Returns)
- 2013: 특명전대 고버스터즈 vs. 동물전대 고버스터즈 (Tokumei Sentai Go-Busters Returns vs. Dobutsu Sentai Go-Busters)
- 2013: 인풍전대 허리케인저 10년 후 (Ninpuu Sentai Hurricaneger: 10 Years After)
- 2014: 돌아온 수전전대 쿄류저 100 years after(Zyuden Sentai Kyoryuger 100 Years After)
- 2015: 갔다 돌아온 열차전대 토큐저 꿈의 초 토큐 7호 (Ressha Santai ToQger Returns: Super ToQ 7gou of Dreams)
- 2016: 돌아온 수리검전대 닌닌저 닌닌걸즈 VS 보이즈 FINAL WARS (Come Back! Shuriken Sentai Ninninger: Ninnin Girls vs. Boys FINAL WARS)
- 2017: 돌아온 동물전대 쥬오우저 목숨접수! 지구왕자접수전 (Doubutsu Sentai Zyuohger Returns: Give Me Your Life! Earth Champion Tournament)
- 2017: 우주전대 큐레인저: 에피소드 오브 스팅거 (宇宙戦隊キュウレンジャー Episode of スティンガー )
- 2018: 우주전대 큐레인저: 우주전대 큐레인저 vs. 스페이스 스쿼드 (宇宙戦隊キュウレンジャーVSスペース・スクワッド)
- 2021: 해적전대 텐 고카이저(KAIZOKU SENTAI Ten Gokaiger)
- 2023: 인풍전대 허리케인저 슈슛하고 20TH ANNIVERSARY
- 2023: 폭룡전대 아바레인저 끝나지 않는 아바레 20th
- 2024: 특수전대 데카레인저 20th 파이어볼 부스터
- 2025: 임금님전대 킹오저 VS 폭상전대 분붐저 (王様戦隊キングオージャーVS爆上戦隊ブンブンジャー)

### 테레비 매거진 슈퍼 비디오/스페셜 DVD & TTFC
- /Kyoryu Sentai Zyuranger Dino Video
- Ninja Sentai Kakuranger Super Video: The Hidden Scroll
- Chouriki Sentai Ohranger Member Notebook
- Gekisou Sentai Carranger Super Video
- Denji Sentai Megaranger Super Video: You Can Be One Too! A Mega Hero
- Seijuu Sentai Gingaman Super Video: The Secret Fruit of Wisdom
- KyuKyu Sentai GoGoFive: Five Lessons of Rescue Spirits
- Mirai Sentai Timeranger Super Video: All the Strongest Hero Secrets
- Hyakujuu Sentai Gaoranger Super Video: Showdown! Gaoranger vs. GaoSilver
- Ninpuu Sentai Hurricaneger Super Video: Super Ninja vs Super Kuroko
- Bakuryuu Sentai Abaranger Super Video: All Bakuryuu Roaring Laughter Battle
- Tokusou Sentai Dekaranger Super Video: Super-Special Technique Showdown! DekaRed vs. DekaBreak
- Mahou Sentai Magiranger Special DVD: Great Presentation! The Super Magic of the Gold Grip Phone * * ~Goru Gooru Goo Goo~
- Juken Sentai Gekiranger Special DVD: Gyun-Gyun! Fist Sage Great Athletic Meet
- Engine Sentai Go-Onger Special DVD: It's a Seminar! Everyone GO-ON!!
- Samurai Sentai Shinkenger Special DVD: The Light Samurai's Surprise Transformation
- Tensou Sentai Goseiger Special DVD: Gotcha☆Miracle! Total Gathering Collection
- Kaizoku Sentai Gokaiger Special DVD: Let's Do This Goldenly! Roughly! 36 Round Gokai Change!!
- Tokumei Sentai Go-Busters vs. Beet Buster vs. J
- Zyuden Sentai Kyoryuger: It's Here! Armed On Midsummer Festival!!
- Ressha Sentai ToQger: DVD special: Farewell, Ticket! The Wasteland Super ToQ Battle!
- Shuriken Sentai Ninninger: AkaNinger vs. StarNinger Hundred Nin Battle!
- Kaitou Sentai Lupinranger VS Keisatsu Sentai Patranger: Girlfriends Army
- Avataro Sentai Donbrothers vs. Avataro Sentai Donburies

## 방송 일정
TV아사히(ANN) 계열 방송 시간은 1997년 3월 이전에 토요일 저녁 시간대를 편성했으나, 1997년 4월 이후에는 매주 일요일 아침 시간대를 바뀌었고, 현재까지 유지하고 있다.

## 한국에서의 연대학

### 클래식 시리즈
- 1989년: "지구방위대 후뢰시맨" (주제: 행성)(색: ■■■■■)(비디오 출판사: 대영팬더)
  - 후뢰시맨:
    1. "진 / 레드 후뢰시" (♂)
    2. "다이 / 그린 후뢰시" (♂)
    3. "붕 / 블루 후뢰시" (♂)
    4. "사라 / 옐로우 후뢰시" (♀)
    5. "루 / 핑크 후뢰시" (♀)

  - 후뢰시맨의 자이언트로봇:
    1. "후뢰시킹(フラッシュキング)" (탱크 코만도 + 제트 델타 + 제트 시커)
    2. "스타 콘돌(スターコンドル)" (후뢰시킹의 항공모함)
    3. "타이탄 보이(タイタンボーイ)"
    4. "그레이트 타이탄(グレートタイタン)" (타이탄 보이 + 후뢰시트레일러)
- 1991년: "우주특공대 바이오맨" (주제: 전기)(색: ■■■■■)(비디오 출판사: 대영팬더)
  - 바이오맨:
    1. "설용 / 레드 원" (♂)
    2. "김진호 / 그린 투" (♂)
    3. "유동현 / 블루 쓰리" (♂)
    4. "김은경 / 옐로우 포 1호" (죽은)(♀)
    5. "이혜영 / 옐로우 포 2호" (♀)
    6. "김윤희 / 핑크 파이브" (♀)

  - 바이오맨의 자이언트로봇:
    1. "바이오로보(バイオロボ)" (바이오 제트 1호 + 바이오 제트 2호)
    2. "바이오드래곤(バイオドラゴン)" (바이오로보의 항공모함)
- 1992년: "빛의 전사 마스크맨" (주제: 격투기)(색: ■■■■■■)(비디오 출판사: 대영팬더)
  - 마스크맨:
    1. "강영준 / 레드 마스크" (♂)
    2. "김경아 / 옐로우 마스크" (♀)
    3. "이은진 / 핑크 마스크" (♀)
    4. "박태환 / 블루 마스크" (♂)
    5. "오민수 / 블랙 마스크" (♂)
    6. "정성진 / X1 마스크" (♂)

  - 마스크맨의 자이언트로봇:
    1. "그레이트 파이브(グレートファイブ)" (마스키 파이터 + 마스키 드릴 + 마스키 탱크 + 마스키 제트 + 마스키 자이로)
    2. "터보란쟈(ターボランジャー)" (그레이트 파이브의 항공모함)
    3. "갤럭시 로보(ギャラクシーロボ)"
- 1993년: "전격전대 체인지맨" (주제: 신화)(색: ■■■□■)(비디오 출판사: 대영팬더)
  - 체인지맨:
    1. "박태일 / 체인지 드래곤" (♂)
    2. "노영우 / 체인지 그리폰" (♂)
    3. "한상철 / 체인지 페가수스" (♂)
    4. "장영미 / 체인지 머메이드" (♀)
    5. "이주연 / 체인지 피닉스" (♀)

  - 체인지맨의 자이언트로봇:
    1. "체인지로보(チェンジロボ)" (제트체인저 1 + 헬리체인저 2 + 랜드체인저 3)
    2. "셔틀 베이스(シャトルベース)" (체인지로보의 항공모함)
- 1994년: "평화의 전사 라이브맨" (주제: 동물)(색: ■■■■■)(비디오 출판사: 대영팬더)
  - 라이브맨:
    1. "홍성민 / 레드 이글" (♂)
    2. "황보성 / 옐로우 라이온" (♂)
    3. "박민희 / 블루 돌핀" (♀)
    4. "김강철 / 블랙 바이슨" (♂)
    5. "이은호 / 그린 라이노" (♂)

  - 라이브맨의 자이언트로봇:
    1. "라이브로보(ライブロボ)" (제트 이글 + 아쿠아 돌핀 + 랜드 라이온)
    2. "머신 버팔로(マシンバッファロー)" (라이브로보의 항공모함)
    3. "라이브복서(ライブボクサー)" (바이슨 라이너 + 라이노 파이어)
    4. "킹라이브로보(スーパーライブロボ)" (라이브로보 + 라이브복서) (얼티밋 합체로봇)
- 1994년: "무적 파워레인저" (주제: 공룡)(색: ■■■■■■)(방송 채널: KBS)
- 1995년: "지구특공대 가글파이브" (주제: 보석)(색: ■■■■■)(비디오 출판사: 대영팬더)
  - 가글파이브:
    1. 김현일/가글 레드
    2. 김창완/가글 블랙
    3. 이정현/가글 블루
    4. 하정배/가글 옐로우
    5. 양유정/가글 핑크

  - 가글파이브의 자이언트로봇:
    1. "가글로보(ゴーグルロボ)" (가글제트 + 가글탱크 + 가글덤프)
    2. "가글시저(ゴーグルシーザー)" (가글로보의 항공모함)
- 1996년: "터보유격대" (주제: 자동차)(색: ■■■■■)(비디오 출판사: 현대통상)
  - 터보유격대:
    1. "강철 / 레드 터보" (♂)
    2. "김영촌 / 블랙 터보" (♂)
    3. "조준호 / 블루 터보" (♂)
    4. "이정실 / 옐로우 터보" (♂)
    5. "류미나 / 핑크 터보" (♀)

  - 터보유격대의 자이언트로봇:
    1. "터보로보(ターボロボ)" (터보GT + 터보트럭 + 터보지프 + 터보버기 + 터보웨건)
    2. "터보빌더(ターボビルダー)" (터보로보의 기지)
    3. "터보라가(ターボラガー)"
    4. "슈퍼 터보로보(スーパーターボロボ)" (터보로보 + 터보라가)
    5. "슈퍼 터보빌더(スーパーターボビルダー)" (슈퍼 터보로보 + 터보빌더) (얼티밋 합체로봇)
- 1998년: "지오레인저" (주제: 기하학)(색: ■■■■■■)(방송 채널: SBS)
- 1999년: "메가레인저" (주제: 전자공학)(색: ■■■■■■)(방송 채널: SBS)

### 파워레인저 시리즈
2000년대
- 2001년: "파워레인저 레스큐" (주제: 재난&긴급서비스)(색: ■■■■■■)(방송 채널: 투니버스)
- 2002년: "파워포스레인저" (주제: 동물)(색: ■■■■□■)(방송 채널: SBS, 대교어린이TV)
- 2004년: "파워레인저 다이노썬더(Power Rangers Dino Thunder)" (주제: 공룡)(화수: 전50화)(색: ■■■■□)(방송 채널: 투니버스)
  - 다이노썬더 레인저:
    1. "유키[2] / 다이노 레드" (♂) (생일: 1979년 10월 17일) (나이: 22세) (다이노 스피릿: 티라노사우루스)
    2. "타이 / 다이노 블루" (♂) (생일: 1982년 1월 7일) (나이: 21세) (다이노 스피릿: 트리케라톱스)
    3. "루란 / 다이노 옐로우" (♀) (생일: 1980년 10월 24일) (나이: 20세) (다이노 스피릿: 프테라노돈)
    4. "아스카 / 다이노 블랙" (♂) (생일: 1980년 3월 27일) (나이: 23세) (다이노 스피릿: 브라키오사우루스)
    5. "미토 / 다이노 화이트" (죽은)(♂) (생일: 1982년 12월 13일) (나이: 20세) (다이노 스피릿: 토프게이라)

  - 다이노썬더 레인저의 무장:
    1. "다이노 브레스" (변신장치)
    2. "다이노 커맨더" (다이노 블랙의 변신장치)
    3. "다이노 마인더" (다이노 화이트의 변신장치)
    4. "썬더 레이저"
    5. "슈페리어 다이노봄버" (티라노 로드 + 트리케라 벙커 + 프테라 대거 + 다이노 슬러스터 + 윙 펜텍트)" (피니셔 무기)
    6. "스티 라이저"
    7. "라이드 랩터" (차량)

  - 다이노썬더 레인저의 자이언트로봇:
    1. "썬더 메가조드(アバレンオー)" (티라노사우루스 + 트리케라톱스 + 프테라노돈)
    2. "브라키오사우루스(ブラキオサウルス)" (썬더 메가조드의 캐리어)
    3. "다이노헌터(キラーオー)" (드라고조드 + 스테고슬라이돈)
    4. "썬더헌터 메가조드(キラーアバレンオー)" (썬더 메가조드 + 다이노헌터)
    5. "썬더맥스 메가조드(マックスオージャ)" (스타라코사우르스 + 다이노개리)
    6. "썬더맥스 그레이트(マックスリュウオー)" (썬더맥스 메가조드 + 파키케로너글스 + 디메트로사우르스로 + 파라사로키루 + 안킬로베루스)
    7. "썬더 그레이트(オオアバレンオー)" (썬더헌터 메가조드 + 스피노골드&란포골드) (얼티밋 합체로봇)
- 2005년: "파워레인저 S.P.D(Power Rangers S.P.D)" (주제: 우주)(화수: 전50화(총100화))(색: ■■■■■□■■■■)(방송 채널: 투니버스)
  - S.P.D 레인저:
    1. "탄 / SP 레드" (♂) (생일: 1981년 10월 8일) (나이: 22세)
    2. "호지 / SP 블루" (♂) (생일: 1982년 8월 15일) (나이: 22세)
    3. "셰인 / SP 그린" (♂) (생일: 1984년 7월 7일) (나이: 22세)
    4. "재스민 / SP 옐로우" (♀) (생일: 1982년 12월 13일) (나이: 22세)
    5. "유리카 / SP 핑크" (♀) (생일: 1983년 12월 16일) (나이: 22세)
    6. "데칸 / SP 화이트" (♂) (생일: 1982년 7월 9일) (나이: 22세)
    7. "도기 크루거 / SP 마스터" (♂) (생일: 1972년 7월 1일) (나이: 32세)
    8. "스완 / SP 스완" (♀) (생일: 1972년 9월 31일) (나이: 43세)
    9. "마리 / SP 골드" (♀) (생일: 1981년 1월 14일) (나이: 23세)
    10. "리사 / SP 브라이트" (♀) (생일: 1972년 10월 16일) (나이: 32세)

  - S.P.D 레인저의 무장:
    1. "SP 라이선스" (변신장치)
    2. "브레스 스로틀" (SP 화이트의 변신장치)
    3. "마스터 라이선스" (SP 마스터의 변신장치)
    4. "스완 라이선스" (SP 스완의 변신장치)
    5. "골드 라이선스" (SP 골드의 변신장치)
    6. "브라이트 스로틀" (SP 브라이트의 변신장치)
    7. "D 와퍼"
    8. "SP 슈터"
    9. "하이브리드 매그넘"
    10. "D 너클"
    11. "D 로드"
    12. "D 스틱"
    13. "D 소드 베가"
    14. "D 스매셔"
    15. "D 리볼버" (SWAT 레인저의 변신장치)
    16. "D 셔블"
    17. "D 바주카" (피니셔 무기)
    18. "머신 도베르만" (SP 레드&SP 옐로우의 경찰차)
    19. "머신 불" (SP 그린&SP 핑크의 경찰차)
    20. "머신 허스키" (SP 블루의 모터사이클)
    21. "머신 복서" (SP 화이트의 모터사이클)

  - S.P.D 레인저의 자이언트로봇:
    1. "스쿼드 메가조드(デカレンジャーロボ)" (SP 스트라이커 + SP 자이로 + SP 트레일러 + SP 아머 + SP 싸이너)
    2. "스쿼드 베이스조드(デカベースロボ)"
    3. "스쿼드 메가조드 블래스터 커스텀(デカレンジャーロボ フルブラストカスタム)" (스쿼드 메가조드 + 블래스터 버기)
    4. "스쿼드 바이크조드(デカバイクロボ)"
    5. "라이딩 스쿼드 메가조드(ライディング デカレンジャーロボ) → 슈퍼 스쿼드 메가조드(スーパーデカレンジャーロボ)" (스쿼드 메가조드 + 스쿼드 바이크조드)
    6. "스쿼드 윙 메가조드(デカウイングロボ)" (얼티밋 합체로봇)
- 2006년: "파워레인저 매직포스(Power Rangers Magic Force)" (주제: 마법&신화)(화수: 전49화(총149화))(색: ■■■■■■□■)(방송 채널: 재능TV, 대원방송)
  - 매직포스 레인저:
    1. "오즈 카이 / 매직 레드" (♂) (생일: 1987년 1월 14일) (나이: 18세)
    2. "오즈 요나 / 매직 옐로우" (♂) (생일: 1986년 6월 21일) (나이: 19세)
    3. "오즈 미호 / 매직 블루" (♀) (생일: 1987년 1월 9일) (나이: 20세)
    4. "오즈 루시 / 매직 핑크" (♀) (생일: 1983년 6월 14일) (나이: 22세)
    5. "오즈 유진 / 매직 그린" (♂) (생일: 1985년 1월 24일) (나이: 24세)
    6. "샤인 / 매직 샤인" (♂) (생일: 1980년 5월 1일) (나이: 25세)
    7. "오즈 마리 / 매직 화이트" (♀) (생일: 1969년 2월 20일) (나이: 36세)
    8. "오즈 라스카 / 우르저드 파이어" (♂) (생일: 1950년 10월 13일) (나이: 54세)

  - 매직포스 레인저의 무장:
    1. "매직폰" (변신장치)
    2. "실버 매직폰" (매직 화이트의 변신장치)
    3. "그립폰" (매직 샤인의 변신장치)
    4. "파이어 우르저폰" (우르저드 파이어의 변신장치)
    5. "매직스틱"
    6. "매직램프"
    7. "매직펀치"
    8. "다이얼 로드" (레전드 매직포스 레인저의 변신장치)
    9. "스카이 호키" (차량)
    10. "스카펫" (매직 샤인의 날아다니는 융단)

  - 매직포스 레인저의 자이언트로봇:
    1. "매직킹 조드(マジキング)" (매직피닉스 + 매직가루다 + 매직머메이드 + 매직타우르스 + 매직페어리)
    2. "우르 카이저(ウルカイザー)" (우르저드 + 바리키온)
    3. "파이어 카이저(ファイヤーカイザー)" (매직피닉스 + 바리키온)
    4. "트라베리언(トラベリオン)"
    5. "세인트 카이저(セイントカイザー)" (매직피닉스 + 유니고론)
    6. "레전드 메가조드(マジレジェンド)" (매직파이어 버드 + 매직라이온) (얼티밋 합체로봇)
- 2007년: "파워레인저 트레저포스(Power Rangers Treasure Force)" (주제: 트레져헌팅&자동차)(화수: 전49화(총198화))(색: ■■■■■■)(방송 채널: 대원방송, 대교어린이TV)
  - 트레저포스 레인저:
    1. "케인 / 트레저 레드" (♂) (생일: 1982년 3월 10일) (나이: 25세)
    2. "레이 / 트레저 블랙" (♂) (생일: 1987년 6월 29일) (나이: 20세)
    3. "류 / 트레저 블루" (♂) (생일: 1983년 6월 20일) (나이: 24세)
    4. "하나 / 트레저 옐로우" (♀) (생일: 1986년 9월 11일) (나이: 20세)
    5. "유미 / 트레저 핑크" (♀) (생일: 1986년 7월 22일) (나이: 20세)
    6. "재키 / 트레저 실버" (♂) (생일: 1981년 1월 21일) (나이: 25세)

  - 트레저포스 레인저의 무장:
    1. "엑셀러" (변신장치)
    2. "고고 체인저" (트레저 실버의 변신장치)
    3. "서바이 버스터"
    4. "스코프 셧"
    5. "트레저 스틱"
    6. "래지얼 해머"
    7. "블로우 너클"
    8. "버켓 스쿠퍼"
    9. "하이드로 슈터"
    10. "사가 스나이퍼"
    11. "듀얼 크래셔" (피니셔 무기)

  - 트레저포스 레인저의 자이언트로봇:
    1. "트레저 메가조드(ダイボウケン)" (고고 덤프 + 고고 포뮬러 + 고고 자이로 + 고고 도저 + 고고 마린)
    2. "슈퍼 트레저 메가조드(スーパーダイボウケン)" (트레저 메가조드 + 고고 드릴 + 고고 쇼벨 + 고고 믹서 + 고고 크레인)
    3. "얼티밋 트레저 메가조드(アルティメットダイボウケン)" (트레저 메가조드 + 제트 트레저조드)
    4. "제트 트레저조드(ダイタンケン)" (고고 드릴 + 고고 쇼벨 + 고고 믹서 + 고고 크레인 + 고고 제트)
    5. "사이렌 빌더(サイレンビルダー)" (고고 파이어 + 고고 에이더 + 고고 폴리스)
    6. "그랑 보이저(ダイボイジャー)" (고고 커맨더 + 고고 롤러 + 고고 어태커 + 고고 캐리어 + 고고 파이터) (얼티밋 합체로봇)
- 2008년: "파워레인저 와일드스피릿(Power Rangers Wild Spirits)" (주제: 동물&격투기)(화수: 전49화(총247화))(색: ■■■■□■■)(방송 채널: 대원방송, 카툰네트워크)
  - 와일드스피릿 레인저:
    1. "쟝 / 와일드 레드" (♂) (생일: 1983년 10월 3일) (나이: 23세) (애니멀 스피릿: 타이거 → 고릴라)
    2. "란 / 와일드 옐로우" (♀) (생일: 1984년 11월 3일) (나이: 24세)  (애니멀 스피릿: 치타 → 펭귄)
    3. "레츠 / 와일드 블루" (♂) (생일: 1985년 10월 22일) (나이: 25세) (애니멀 스피릿: 재규어 → 가젤)
    4. "고우 / 와일드 바이올렛" (♂) (생일: 1983년 10월 17일) (나이: 23세) (애니멀 스피릿: 울프)
    5. "켄 / 와일드 라이노" (♂) (생일: 1986년 1월 29일) (나이: 21세) (애니멀 스피릿: 라이노)
    6. "리오 / 리오" (♂) (생일: 1983년 10월 3일) (나이: 23세) (애니멀 스피릿: 라이온)
    7. "메레 / 메레" (♀) (생일: 1983년 9월 15일) (나이: 23세)  (애니멀 스피릿: 카멜레온)
    8. "론 / 론" (♂) (생일: 1982년 2월 22일) (나이 : 22세) (애니멀 스피릿: 드래곤)

  - 와일드스피릿 레인저의 무장:
    1. "와일드 체인저" (변신장치)
    2. "바이오 체인저" (와일드 바이올렛의 변신장치)
    3. "라이노 블레이드" (와일드 라이노의 변신장치)
    4. "와일드 더블타이거"
    5. "와일드 통파"
    6. "와일드 세이버"
    7. "와일드 팬"
    8. "와일드 해머"
    9. "조수도"
    10. "와일드 바주카" (피니셔 무기)
    11. "와일드 크로우" (슈퍼 와일드스피릿 레인저의 변신장치)

  - 와일드스피릿 레인저의 자이언트로봇:
    1. "와일드 비스트(ゲキトージャ)" (와일드 타이거 + 와일드 치타 + 와일드 재규어)
    2. "와일드 비스트 엘리펀트(ゲキエレファントージャ)" (와일드 비스트 + 와일드 엘리펀트)
    3. "와일드 비스트 배트(ゲキバットージャ)" (와일드 비스트 + 와일드 배트)
    4. "와일드 비스트 샤크(ゲキシャークトージャ)" (와일드 비스트 + 와일드 샤크)
    5. "와일드 비스트 울프(ゲキトージャウルフ)" (와일드 비스트 + 와일드 울프)
    6. "와일드 비스트 라이온(ゲキリントージャ)" (와일드 비스트 + 린 라이온&린 카멜레온)
    7. "슈퍼 와일드 파이어(ゲキファイヤー)" (와일드 고릴라 + 와일드 펭귄 + 와일드 가젤)
    8. "와일드 파이어 샤크(ゲキシャークファイヤー)" (슈퍼 와일드 파이어 + 와일드 샤크)
    9. "와일드 파이어 엘리펀트(ゲキエレファントファイヤー)" (슈퍼 와일드 파이어 + 와일드 엘리펀트)
    10. "와일드 파이어 배트(ゲキバットファイヤー)" (슈퍼 와일드 파이어 + 와일드 배트)
    11. "와일드 킹 라이노(サイダイオー)"
    12. "슈퍼 라이노 비스트(サイダイゲキトージャ)" (와일드 비스트 + 와일드 울프 + 와일드 킹 라이노)
    13. "슈퍼 라이노 파이어(サイダイゲキファイヤー)" (슈퍼 와일드 파이어 + 와일드 울프 + 와일드 킹 라이노)
    14. "슈퍼 라이노 링 비스트(サイダイゲキリントージャ)" (와일드 비스트 라이온 + 와일드 울프 + 와일드 킹 라이노) (얼티밋 합체로봇)
- 2009년: "파워레인저 엔진포스(Power Rangers Engine Force)" (주제: 동물&자동차)(화수: 전50화(총297화))(색: ■■■■■■■)(방송 채널: 대원방송, 카툰네트워크)
  - 엔진포스 레인저:
    1. "마하[3]/ 엔진 레드" (♂) (생일: 1986년 8월 13일) (나이: 20세) (애니멀 스피릿: 콘도르)
    2. "렌 / 엔진 블루" (♂) (생일: 1985년 7월 30일) (나이: 19세) (애니멀 스피릿: 라이온)
    3. "써니 / 엔진 옐로우" (♀) (생일: 1991년 7월 28일) (나이: 16세) (애니멀 스피릿: 베어)
    4. "죠 / 엔진 그린" (♂) (생일: 1991년 12월 3일) (나이: 16세) (애니멀 스피릿: 돌핀)
    5. "알렉스 / 엔진 블랙" (♂) (생일: 1986년 10월 22일) (나이: 20세) (애니멀 스피릿: 울프)
    6. "히로 / 엔진 골드" (♂) (생일: 1982년 1월 30일) (나이: 26세) (애니멀 스피릿: 치킨)
    7. "미우 / 엔진 실버" (♀) (생일: 1989년 4월 1일) (나이: 19세) (애니멀 스피릿: 화이트 타이거)

  - 엔진포스 레인저의 무장:
    1. "엔진폰" (변신장치)
    2. "기어 체인저" (엔진 그린&엔진 블랙의 변신장치)
    3. "스카이 체인저" (엔진 골드&엔진 실버의 변신장치)
    4. "엔진 소울"
    5. "탱크건"
    6. "캉캉바"
    7. "로켓나이프"
    8. "슈퍼 하이웨이 버스터" (로드 세이버 + 개러지 런처 + 레이싱 바렛 + 브릿지 액스 + 카울 레이저)" (피니셔 무기)

  - 엔진포스 레인저의 자이언트로봇:
    1. "엔진킹(エンジンオー)" (스피돌 + 버스온 + 베아르V)
    2. "엔진킹 바르카(エンジンオーバルカ)" (엔진킹 + 바르카)
    3. "엔진킹 건퍼드(エンジンオーガンパード)" (엔진킹 + 건퍼드)
    4. "캐리건킹(ガンバルオー)" (바르카 + 건퍼드 + 캐리게이터)
    5. "엔진킹 G6(エンジンオーG6)" (엔진킹 + 캐리건킹)
    6. "엔진킹 젯 트리콥터(エンジンオージェットリプター)" (엔진킹 + 트리콥터 + 젯타이거)
    7. "스카이킹(セイクウオー)" (트리콥터 + 젯타이거 + 장보웨일)
    8. "엔진킹 G9(エンジンオーG9)" (엔진킹 G6 + 스카이킹)
    9. "고롤링GT(ゴローダーGT)"
    10. "다이노킹(キョウレツオー)" (키샤모스 + 티라인 + 케라인)
    11. "엔진킹 G12(エンジンオーG12)" (엔진킹 G9 + 다이노킹) (얼티밋 합체로봇)
    12. "엔진대장군(炎神大将軍)" (레츠타카 + 시시노신 + 츠키노와)
- 2010년 "파워레인저 정글포스(Power Rangers Jungle Force)" (주제: 동물)(화수: 전51화(총348화))(색: ■■■■□■)(방송 채널:챔프TV, 애니원, 애니박스, 니켈로디언)
  - 정글포스 레인저:
    1. "레오 / 정글 레드" (♂) (생일: 1974년 10월 18일) (나이: 24세) (애니멀 스피릿: 라이온)
    2. "케이 / 정글 옐로우" (♂) (생일: 1978년 10월 4일) (나이: 23세) (애니멀 스피릿: 이글)
    3. "쥰 / 정글 블루" (♂) (생일: 1982년 6월 27일) (나이: 20세) (애니멀 스피릿: 샤크)
    4. "태우 / 정글 블랙" (♂) (생일: 1975년 6월 2일) (나이: 22세) (애니멀 스피릿: 바이슨)
    5. "미니 / 정글 화이트" (♀) (생일: 1985년 3월 8일) (나이: 18세) (애니멀 스피릿: 화이트 타이거)
    6. "카리스 / 정글 실버" (♂) (생일: 1980년 4월 7일) (나이: 21세) (애니멀 스피릿: 울프)

  - 정글포스 레인저의 무장:
    1. "정글폰" (변신장치)
    2. "정글 브레스폰" (정글 실버의 변신장치)
    3. "정글 구슬"
    4. "정글나이프"
    5. "정글 브레이크"
    6. "팔콘 애로우"
    7. "라이온 블래스터"
    8. "정글 칼리버" (라이온 팡 + 이글 소드 + 샤크 커터 + 바이슨 액스 + 타이거 스틱) (피니셔 무기)
    9. "울프 로드더" (정글 실버의 모터사이클)

  - 정글포스 레인저의 자이언트로봇:
    1. "정글킹(ガオキング)" (정글라이온 + 정글이글 + 정글샤크 + 정글바이슨 + 정글타이거)
    2. "정글타이탄(ガオマッスル)" (정글고릴라 + 정글베어&정글폴라 + 정글이글 + 정글바이슨)
    3. "정글헌터(ガオハンター)" (정글울프 + 정글 해머헤드 + 정글 엘리게이터)
    4. "정글카이저(ガオゴッド)" (정글 레온 + 정글 콘돌 + 정글 쏘우샤크 + 정글 버팔로 + 정글 재규어)
    5. "정글킹 울프 & 해머헤드(ガオキングアナザーアーム)" (정글라이온 + 정글이글 + 정글바이슨 + 정글울프 + 정글 해머헤드)
    6. "정글 이카로스(ガオイカロス)" (정글 팔콘 + 정글 디어스 + 정글 지라프 + 정글 라이노&정글 아르마딜로)
    7. "정글 켄타우르스(ガオケンタウロス)" (정글라이온 + 정글 팔콘 + 정글샤크 + 정글타이거 + 정글 엘리펀트) (얼티밋 합체로봇)
    8. "슈퍼 정글 이카로스(ガオイカロス アナザーフット&アーム)" (정글 팔콘 + 정글바이슨 + 정글울프 + 정글 해머헤드)
    9. "정글나이트(ガオナイト)" (정글킹콩 + 정글이글 + 정글샤크 + 정글바이슨 + 정글타이거 + 정글 엘리펀트)
- 2011년: "파워레인저 미라클포스(Power Rangers Miracle Force)" (주제: 동물&천사&트레이딩 카드)(화수: 전50화(총398화))(색: ■■■■■■■)(방송 채널: 챔프TV, 애니원, 애니박스)
  - 미라클포스 레인저:
    1. "미르 / 미라클 레드" (♂) (생일: 1989년 3월 9일) (나이: 22세) (애니멀 스피릿: 드래곤)
    2. "에리 / 미라클 핑크" (♀) (생일: 1987년 4월 18일) (나이: 24세) (애니멀 스피릿: 피닉스)
    3. "케인 / 미라클 블랙" (♂) (생일: 1991년 6월 25일) (나이: 20세) (애니멀 스피릿: 스네이크)
    4. "모네 / 미라클 옐로우" (♀) (생일: 1989년 9월 27일) (나이: 21세) (애니멀 스피릿: 타이거)
    5. "하이드 / 미라클 블루" (♂) (생일: 1989년 8월 9일) (나이: 21세) (애니멀 스피릿: 샤크)
    6. "미라클 나이트" (♂) (애니멀 스피릿: 라이온)
    7. "마지스 / 미라클 그린" (죽은)(♂) (생일: 1984년 7월 7일) (나이: 27세) (애니멀 스피릿: 돌핀)

  - 미라클포스 레인저의 무장:
    1. "미라클 리더" (변신장치)
    2. "레온 폰" (미라클 나이트의 변신장치)
    3. "미라클 카드&미라클 헤더"
    4. "미라클 카드 버클"
    5. "미라클 건"
    6. "레온 레이저"
    7. "미라클 버스터" (스카익 소드 + 스카익 샷 + 랜딕 액스 + 랜딕 크로우 + 오셔닉 보우건) (피니셔 무기)
    8. "미라클킹 소드" (슈퍼 미라클포스 레인저의 변신장치)

  - 미라클포스 레인저의 자이언트로봇:
    1. "미라클킹(ゴセイグレート)" (미라클드래곤 + 미라클피닉스 + 미라클스네이크 + 미라클타이거 + 미라클샤크)
    2. "오셔닉 미라클킹(シーイックゴセイグレート)" (미라클킹 + 오셔닉 브라더 헤더)
    3. "랜딕 미라클킹(ランディックゴセイグレート)" (미라클킹 + 랜딕 브라더 헤더)
    4. "엑조틱 미라클킹(エキゾチックゴセイグレート)" (미라클킹 + 엑조틱 브라더 헤더)
    5. "스카익 미라클킹(スカイックゴセイグレート)" (미라클킹 + 스카익 브라더 헤더)
    6. "미스틱 미라클킹(ミスティックゴセイグレート)" (미라클킹 + 미스틱 브라더)
    7. "데이터스 하이퍼(データスハイパー)" (데이터스 + 하이퍼 체인지 헤더)
    8. "미스틱 데이터스 하이퍼(ミスティックデータスハイパー)" (데이터스 하이퍼 + 미스틱 브라더)
    9. "하이퍼 미라클킹(ハイパーゴセイグレート)" (미라클킹 + 오셔닉 브라더 헤더 + 랜딕 브라더 헤더 + 스카익 브라더 헤더 + 데이터스 하이퍼)
    10. "미라클 그랜드(ゴセイグランド)" (그란디온 + 스카이온&시레온)
    11. "그랜드 미라클킹(グランドゴセイグレート)" (미라클킹 + 미라클 그랜드 + 스태그비틀 헤더)
    12. "미라클 얼티밋(ゴセイアルティメット)"
    13. "얼티밋 미라클킹(アルティメットゴセイグレート)" (미라클킹 + 미라클 얼티밋) (얼티밋 합체로봇)
    14. "원더 미라클킹(ワンダーゴセイグレート)" (미라클킹 + 미라클원더)
- 2012년: "파워레인저 캡틴포스(Power Rangers Captain Force)" (주제: 해적)(화수: 전51화(총449화))(색: ■■■■■■)(방송 채널: 대원방송)
  - 캡틴포스 레인저:
    1. "캡틴 마벨러스 / 캡틴 레드" (♂) (생일: 1988년 1월 25일) (나이: 24세) (WANTED현상금: 1,000,000자긴 → 1,500,000자긴 → 3,000,000자긴 → 5,000,000자긴)
    2. "조 깁켄 / 캡틴 블루" (♂) (생일: 1990년 9월 18일) (나이: 22세) (WANTED현상금: 500,000자긴 → 1,000,000자긴 → 2,000,000자긴 → 4,000,000자긴 → 8,000,000자긴)
    3. "루카 밀피 / 캡틴 옐로우" (♀) (생일: 1992년 2월 1일) (나이: 20세) (WANTED현상금: 100,000자긴 → 300,000자긴 → 750,000자긴 → 1,500,000자긴 → 3,000,000자긴)
    4. "돈 도고이어 / 캡틴 그린" (♂) (생일: 1990년 4월 24일) (나이: 22세) (WANTED현상금: 100자긴 → 1,000자긴 → 5,000자긴 → 50,000자긴 → 300,000자긴)
    5. "아임 드 파미유 / 캡틴 핑크" (♀) (생일: 1991년 4월 4일) (나이: 21세) (WANTED현상금: 500,000자긴 → 1,000,000자긴 → 2,000,000자긴 → 4,000,000자긴)
    6. "박재민 / 캡틴 실버" (♂) (생일: 1992년 10월 27일) (나이: 19세) (WANTED현상금: 100,000자긴 → 300,000자긴)

  - 캡틴포스 레인저의 무장:
    1. "모바일럿 폰" (변신장치)
    2. "캡틴 실버 폰" (캡틴 실버의 변신장치)
    3. "레인저 키"
    4. "레인저 키 보물상자"
    5. "레인저 키 버클"
    6. "캡틴 사벨"
    7. "캡틴 건"
    8. "캡틴 스피어"
    9. "캡틴 갤리온 버스터" (피니셔 무기)

  - 캡틴포스 레인저의 자이언트로봇:
    1. "캡틴킹(ゴーカイオー)" (캡틴 갤리온 + 캡틴 제트 + 캡틴 레이서 + 캡틴 트레일러 + 캡틴 마린)
    2. "매직 캡틴킹(マジゴーカイオー)" (캡틴킹 + 매직드래곤)
    3. "S.P.D 캡틴킹(デカゴーカイオー)" (캡틴킹 + SP 스트라이커)
    4. "정글 캡틴킹(ガオゴーカイオー) → 블레이드 캡틴킹(シンケンゴーカイオー)" (캡틴킹 + 정글라이온)
    5. "파이브 캡틴킹(ゴレンゴーカイオー)" (캡틴킹 + 바리브룬)
    6. "호수신(豪獣神)"
    7. "닌자 캡틴킹(ハリケンゴーカイオー)" (캡틴킹 + 썬더윈드)
    8. "수호 캡틴킹(豪獣ゴーカイオー)" (캡틴킹 + 수호신)
    9. "엔진 캡틴킹(ゴーオンゴーカイオー)" (캡틴킹 + 마하팔콘)
    10. "퍼펙트 캡틴킹(カンゼンゴーカイオー)" (수호 캡틴킹 + 마하팔콘) (얼티밋 합체로봇)

  - 레전드 파워레인저:
    1. "마이트 / 고 레드" (♂) (생일: 1976년 1월 21일) (나이: 36세)
    2. "류크 / 고 블루" (♂) (생일: 1977년 11월 5일) (나이: 34세)
    3. "쇼 / 고 그린" (♂) (생일: 1978년 7월 19일) (나이: 35세)
    4. "다이 / 고 옐로우" (♂) (생일: 1975년 10월 4일) (나이: 36세)
    5. "마리 / 고 핑크" (♀) (생일: 1980년 2월 21일) (나이: 36세)
    6. "전용준 / 타임 레드" (♂)(생일:1988년 5월 20일) (나이: 34세)
    7. "시온 / 타임 그린" (♂)(생일:1990년 3월 19일) (나이: 30세)
    8. "아야 / 타임 블루 "(♂)(생일:1966년 4월 17일) (나이: 36세)
    9. "도몬 / 타임 옐로우" (♂)(생일:1982년 9월 12일) (나이: 33세)
    10. "유리 / 타임 핑크" (♀)(생일:1988년 5월 31일) (나이: 34세)
    11. "오토 / 타임 파이어" (죽은)(♂)(생일:1974년 4월 28일) (나이: 35세)
    12. "레오 / 정글 레드" (♂) (생일: 1974년 10월 18일) (나이: 37세) (애니멀 스피릿: 라이온)
    13. "케이 / 정글 옐로우" (♂) (생일: 1978년 10월 4일) (나이: 33세) (애니멀 스피릿: 이글)
    14. "쥰 / 정글 블루" (♂) (생일: 1982년 6월 27일) (나이: 30세) (애니멀 스피릿: 샤크)
    15. "태우 / 정글 블랙" (♂) (생일: 1975년 6월 2일) (나이: 37세) (애니멀 스피릿: 바이슨)
    16. "미니 / 정글 화이트" (♀) (생일: 1985년 3월 8일) (나이: 27세) (애니멀 스피릿: 타이거)
    17. "카리스 / 정글 실버" (♂) (생일: 1980년 4월 7일) (나이: 32세) (애니멀 스피릿: 울프)
    18. "시나 / 스톰 레드" (♂) (생일: 1982년 6월 7일) (나이: 30세) (애니멀 스피릿: 이글)
    19. "노노 / 스톰 블루" (♀) (생일: 1984년 1월 5일) (나이: 28세) (애니멀 스피릿: 돌핀)
    20. "비토 / 스톰 옐로우" (♂) (생일: 1980년 12월 23일) (나이: 31세) (애니멀 스피릿: 라이온)
    21. "잇코 / 가부토 라이저" (♂) (생일: 1976년 12월 11일) (나이: 35세) (애니멀 스피릿: 비틀)
    22. "잇슈 / 스태그 라이저" (♂) (생일: 1979년 3월 23일) (나이: 33세) (애니멀 스피릿: 스태그 비틀)
    23. "스톰 그린" (♂) (애니멀 스피릿: 스왈로우)
    24. "유키 / 다이노 레드" (♂) (생일: 1979년 10월 17일) (나이: 32세) (다이노 스피릿: 티라노사우루스)
    25. "타이 / 다이노 블루" (♂) (생일: 1982년 1월 7일) (나이: 30세) (다이노 스피릿: 트리케라톱스)
    26. "루란 / 다이노 옐로우" (♀) (생일: 1980년 10월 24일) (나이: 31세) (다이노 스피릿: 프테라노돈)
    27. "아스카 / 다이노 블랙" (♂) (생일: 1980년 3월 27일) (나이: 32세) (다이노 스피릿: 브라키오사우루스)
    28. "미토 / 다이노 화이트" (죽은)(♂) (생일: 1982년 12월 13일) (다이노 스피릿: 투푹수아라)
    29. "에밀리 / 다이노 핑크" (♀) (생일: 1985년 3월 28일) (나이: 27세) (애니멀 스피릿: 돼지(?!))
    30. "탄 / SP 레드" (♂) (생일: 1981년 10월 8일) (나이: 30세)
    31. "호지 / SP 블루" (♂) (생일: 1982년 8월 15일) (나이: 29세)
    32. "셰인 / SP 그린" (♂) (생일: 1984년 7월 7일) (나이: 28세)
    33. "재스민 / SP 옐로우" (♀) (생일: 1982년 12월 13일) (나이: 29세)
    34. "유리카 / SP 핑크" (♀) (생일: 1983년 12월 16일) (나이: 28세)
    35. "텟칸 / SP 화이트" (♂) (생일: 1982년 7월 9일) (나이: 30세)
    36. "두기 / SP 마스터" (♂) (생일: 1972년 7월 1일) (나이: 40세)
    37. "스완 / SP 스완" (♀) (생일: 1961년 1월 31일) (나이: 51세)
    38. "마리 / SP 골드" (♀) (생일: 1981년 1월 14일) (나이: 31세)
    39. "리사 / SP 브라이트" (♀) (생일: 1972년 10월 16일) (나이: 39세)
    40. "오즈 카이 / 매직 레드" (♂) (생일: 1987년 1월 14일) (나이: 25세)
    41. "오즈 요나 / 매직 옐로우" (♂) (생일: 1986년 6월 21일) (나이: 26세)
    42. "오즈 미호 / 매직 블루" (♀) (생일: 1987년 1월 9일) (나이: 25세)
    43. "오즈 루시 / 매직 핑크" (♀) (생일: 1983년 6월 14일) (나이: 29세)
    44. "오즈 유진 / 매직 그린" (♂) (생일: 1985년 1월 24일) (나이: 27세)
    45. "샤인 / 매직 샤인" (♂) (생일: 1980년 5월 1일) (나이: 32세)
    46. "오즈 마리 / 매직 화이트" (♀) (생일: 1969년 2월 20일) (나이: 43세)
    47. "오즈 라스카 / 우르저드 파이어" (♂) (생일: 1950년 10월 13일) (나이: 61세)
    48. "케인 / 트레저 레드" (♂) (생일: 1982년 3월 10일) (나이: 30세)
    49. "레이 / 트레저 블랙" (♂) (생일: 1987년 6월 29일) (나이: 25세)
    50. "류 / 트레저 블루" (♂) (생일: 1983년 6월 20일) (나이: 29세)
    51. "하나 / 트레저 옐로우" (♀) (생일: 1986년 9월 11일) (나이: 25세)
    52. "유미 / 트레저 핑크" (♀) (생일: 1986년 7월 22일) (나이: 26세)
    53. "재키 / 트레저 실버" (♂) (생일: 1981년 1월 21일) (나이: 31세)
    54. "쟝 / 와일드 레드" (♂) (생일: 1983년 10월 3일) (나이: 28세) (애니멀 스피릿: 고릴라)
    55. "란 / 와일드 옐로우" (♀) (생일: 1984년 11월 3일) (나이: 27세)  (애니멀 스피릿: 펭귄)
    56. "레츠 / 와일드 블루" (♂) (생일: 1985년 10월 22일) (나이: 26세) (애니멀 스피릿: 가젤)
    57. "고우 / 와일드 바이올렛" (♂) (생일: 1983년 10월 17일) (나이: 28세) (애니멀 스피릿: 울프)
    58. "켄 / 와일드 라이노" (♂) (생일: 1986년 1월 29일) (나이: 26세) (애니멀 스피릿: 라이노)
    59. "마하 / 엔진 레드" (♂) (생일: 1986년 8월 13일) (나이: 25세) (애니멀 스피릿: 콘도르)
    60. "렌 / 엔진 블루" (♂) (생일: 1985년 7월 30일) (나이: 26세) (애니멀 스피릿: 라이온)
    61. "써니 / 엔진 옐로우" (♀) (생일: 1991년 7월 28일) (나이: 20세) (애니멀 스피릿: 베어)
    62. "죠 / 엔진 그린" (♂) (생일: 1991년 12월 3일) (나이: 20세) (애니멀 스피릿: 오르카)
    63. "알렉스" / 엔진 블랙" (♂) (생일: 1986년 10월 22일) (나이: 25세) (애니멀 스피릿: 울프)
    64. "히로 / 엔진 골드" (♂) (생일: 1982년 1월 30일) (나이: 30세) (애니멀 스피릿: 치킨)
    65. "미우 / 엔진 실버" (♀) (생일: 1989년 4월 1일) (나이: 23세) (애니멀 스피릿: 타이거)
    66. "타키 / 블레이드 레드" (♂) (생일: 1988년 10월 17일) (나이: 23세) (애니멀 스피릿: 라이온)
    67. "류노 / 블레이드 블루" (♂) (생일: 1987년 10월 1일) (나이: 24세) (애니멀 스피릿: 드래곤)
    68. "마코 / 블레이드 핑크" (♀) (생일: 1988년 12월 17일) (나이: 23세) (애니멀 스피릿: 터틀)
    69. "타니 / 블레이드 그린" (♂) (생일: 1989년 2월 4일) (나이: 23세) (애니멀 스피릿: 베어)
    70. "나오 / 블레이드 옐로우" (♀) (생일: 1992년 9월 7일) (나이: 19세) (애니멀 스피릿: 몽키)
    71. "겐 / 블레이드 골드" (♂) (생일: 1986년 10월 30일) (나이: 25세) (애니멀 스피릿: 랍스터)
    72. "미르 / 미라클 레드" (♂) (생일: 1989년 3월 9일) (나이: 23세) (애니멀 스피릿: 드래곤)
    73. "에리 / 미라클 핑크" (♀) (생일: 1987년 4월 18일) (나이: 25세) (애니멀 스피릿: 피닉스)
    74. "케인 / 미라클 블랙" (♂) (생일: 1991년 6월 25일) (나이: 21세) (애니멀 스피릿: 스네이크)
    75. "모네 / 미라클 옐로우" (♀) (생일: 1989년 9월 27일) (나이: 22세) (애니멀 스피릿: 타이거)
    76. "하이드 / 미라클 블루" (♂) (생일: 1989년 8월 9일) (나이: 22세) (애니멀 스피릿: 샤크)
    77. "미라클 나이트" (♂) (애니멀 스피릿: 라이온)
- 2013년: "파워레인저 고버스터즈(Power Rangers Go-Busters)"[4](주제: 동물&비밀요원&자동차)(화수: 전50화(총499화))(색: ■■■■■)(방송 채널: 대원방송)
  - 고버스터즈:
    1. "재키 / 레드 버스터" (♂) (생일: 1992년 12월 29일) (나이: 21세) (애니멀 스피릿: 치타)
    2. "류 / 블루 버스터" (♂) (생일: 1984년 12월 15일) (나이: 29세) (애니멀 스피릿: 고릴라)
    3. "라비 / 옐로우 버스터" (♀) (생일: 1994년 2월 5일) (나이: 17세) (애니멀 스피릿: 래빗)
    4. "진 /[5]비트 버스터" (죽은)(♂) (생일: 1986년 6월 21일) (나이: 27세) (애니멀 스피릿: 비틀)
    5. "비트 J. 스태그 / 스태그 버스터" (♂) (생일: 1980년 2월 20일) (나이: 33세) (애니멀 스피릿: 스태그 비틀)

  - 고버스터즈의 무장:
    1. "GB 브레이스" (변신장치)
    2. "GB 블래스터" (비트 버스터&스태그 버스터의 변신장치)
    3. "트랜스포트"
    4. "GB 머신건"
    5. "GB 블레이드"
    6. "드라이브 소드"
    7. "GB 커스텀 바이저" (파워드 커스텀 고버스터즈의 변신장치)
    8. "라이온 블라스터"
    9. "EMC-05" (블루 버스터&옐로우 버스터의 SUV)

  - 고버스터즈의 자이언트로봇:
    1. "CB-01 고버스터 에이스(CB-01ゴーバスターエース)"
    2. "고버스터킹(ゴーバスターオー)" (CB-01 고버스터 에이스 + GT-02 고릴라 + RH-03 래빗)
    3. "BC-04 고버스터 비트(BC-04ゴーバスタービート)"
    4. "버스터 헤라클레스(バスターヘラクレス)" (BC-04 고버스터 비트 + SJ-05 스태그비틀)
    5. "그레이트 고버스터(グレートゴーバスター)" (고버스터킹 + 버스터 헤라클레스)
    6. "CB-01 고버스터 에이스 스태그 커스텀(CB-01ゴーバスターエース スタッグカスタム)" (CB-01 고버스터 에이스 + SJ-05 스태그비틀)
    7. "고버스터 케로킹(ゴーバスターケロオー)" (고버스터킹 + FS-0O 프로그)(극장판)
    8. "LT-06 그레이트라이온(LT-06タテガミライオー)"
    9. "고버스터 라이온(ゴーバスターライオー)" (LT-06 그레이트라이온 + GT-02 고릴라 + RH-03 래빗)
    10. "고버스터 얼티밋(ゴーバスターキング)" (고버스터 라이온 + 버스터 헤라클레스) (얼티밋 합체로봇)
- 2014년: "파워레인저 다이노포스(Power Rangers Dino Force)" (주제: 공룡, 브라질, 삼바)(화수: 전48화(총547화))(색: ■■■■■■■■■■)(방송 채널: 대원방송, 재능TV, 대교어린이TV)
  - 다이노포스 레인저:
    1. "강대성 / 레드 다이노" (♂) (생일: 1993년 3월 24일) (나이: 21세) (다이노 스피릿: 티라노사우루스)
    2. "이안 요크랜드 /블랙 다이노" (♂) (생일: 1993년 3월 1일) (나이: 21세) (다이노 스피릿: 파라사우롤로푸스)
    3. "배상춘 / 블루 다이노" (♂) (생일: 1983년 9월 9일) (나이: 30세) (다이노 스피릿: 스테고사우루스)
    4. "소지후 / 그린 다이노" (♂) (생일: 1995년 1월 3일) (나이: 17세) (다이노 스피릿: 벨로키랍토르)
    5. "유아미 / 핑크 다이노" (♀) (생일: 1997년 1월 10일) (나이: 19세) (다이노 스피릿: 트리케라톱스)
    6. "검우치 / 골드 다이노" (♂) (생일: 1983년 6월 11일) (나이: 31세) (다이노 스피릿: 프테라노돈)
    7. "라미레스 / 싸이언 다이노 1호" (♂) (생일: 1965년 9월 27일) (나이: 48세) (다이노 스피릿: 안킬로사우루스)(죽은)
    8. "배정연 / 싸이언 다이노 2호" (나이: 20세) (다이노 스피릿:안킬로사우루스)
    9. "황비호 / 그레이 다이노 1호 " (♂) (생일: 1981년 1월 21일) (나이: 33세) (다이노 스피릿: 파키케팔로사우루스)(죽은)
    10. "황수현 / 그레이 다이노 2호" (나이: 26세) (다이노 스피릿: 파키케팔로사우루스)
    11. "닥터 울셰이드 / 바이올렛 다이노 1호" (♂) (생일: 1954년 2월 4일) (나이: 60세) (다이노 스피릿: 플레시오사우루스)
    12. "이리나 울셰이드 / 바이올렛 다이노 2호" (♀) (생일: 1998년 1월 5일) (나이: 20세) (다이노 스피릿: 플레시오사우루스)
    13. "토린 / 실버 다이노 1호" (♂) (다이노 스피릿: 브라키오사우루스) (죽은 ~ 부활)
    14. "강단웅 / 실버 다이노 2호" (♂) (생일: 1951년 12월 16일) (나이: 72세) (다이노 스피릿: 브라키오사우루스)

  - 다이노포스 레인저의 무장:
    1. "가브리볼버" (변신장치)
    2. "가브체인저" (골드 다이노의 변신장치)
    3. "가브티라 드 카니발" (슈퍼 레드 다이노의 변신장치)
    4. "기가 가브리볼버" (실버 다이노의 변신장치)
    5. "가브칼리버"(5인방의 무기)
    6. "가브캐논" (가브리볼버 + 가브칼리버)
    7. "가브카니발" (가브리볼버 + 가브티라 드 카니발)
    8. "디노체이서" (모터사이클)
    9. "다이노 브레이브박스" (다이노 셀의 캐리어박스)
    10. "다이노 버클"
    11. "디노스그랜더 암즈"
    12. "잔다 썬더" (골드 다이노의 무기)
    13. "페더 엣지" (실버 다이노의 무기)
    14. "켄트로스파이커" (가브티라 팡 + 파라사 샷 + 스태고 실드 + 작토르 슬래셔 + 드릴케 랜스) (피니셔 무기)

  - 다이노셀 대집합:
    1. "가브티라(ガブティラ)" (티라노사우루스) (함께 완구: DX가브리볼버, DX티라노킹)
    2. " 파라사건(パラサガン)" (파라사우롤로푸스) (함께 완구: DX파라사건)
    3. "스테고치(ステゴッチ)" (스테고사우루스) (함께 완구: DX다이노 플레이세트, DX티라노킹)
    4. "작토르(ザクトル)" (벨로키랍토르) (함께 완구: DX작토르)
    5. "드릴케라(ドリケラ)" (트리케라톱스) (함께 완구: DX티라노킹)
    6. "프테라고돈(プテラゴードン)" (프테라노돈) (함께 완구: DX가브체인저, DX프테라킹)
    7. "안키돈(アンキドン)" (안킬로사우루스) (함께 완구: DX안키돈)
    8. "붐파키(ブンパッキー)" (파키케팔로사우루스) (함께 완구: DX붐파키)
    9. "프레즈온(プレズオン)" (플레시오사우루스) (함께 완구: DX프레즈킹)
    10. "브라기가스(ブラギガス)" (브라키오사우루스) (함께 완구: DX기가 가브리볼버, DX기간트 브라기오킹)
    11. "디노체이서(ディノチェイサー)" (데이노니쿠스) (함께 완구: DX디노체이서 & 레드 다이노 세트)
    12. "디노스그랜더(ディノスグランダー)" (데이노수쿠스) (함께 완구: DX다이노 버클 (골드 다이노 Ver.))
    13. "켄트로스파이커(ケントロスパイカー) (켄트로사우루스) (함께 완구: DX실드란슬래셔)
    14. "스티메로(スティメロ)" (스티라코사우루스) (함께 완구: DX가브리볼버)
    15. "알로메러스(アロメラス)" (알로사우루스) (함께 완구: DX가브칼리버)
    16. "비욘스모(ビヨンスモ)" (세이스모사우루스) (함께 완구: DX다이노 버클)
    17. "오비랍프(オビラップー)" (오비랍토르) (함께 완구: DX다이노셀 세트01)
    18. "이게라노돈(イゲラノドン)" (이구아노돈) (함께 완구: DX다이노셀 세트01)
    19. "투페란다(トペランダ)" (타페야라) (함께 완구: DX다이노셀 세트01)
    20. "구루모나이트(グルモナイト)" (암모나이트) (함께 완구: DX다이노셀 세트02)
    21. "아케노론(アーケノロン)" (아르켈론) (함께 완구: DX다이노셀 세트02)
    22. "프크프토르(プクプトル)" (후쿠이랍토르) (함께 완구: DX다이노셀 세트02)
    23. "후타바인(フタバイン)" (후타바사우루스) (함께 완구: DX잔다 썬더)
    24. "토바스피노(トバスピノ)" (스피노사우루스) (함께 완구: DX토바스피노)

  - 다이노포스 레인저의 자이언트로봇:
    1. "티라노킹(キョウリュウジン)" (가브티라 + 스테고치 + 드릴케라)
    2. "티라노킹 스테고치&작토르(キョウリュウジン ステゴッチザクトル)" (가브티라 + 스테고치 + 작토르)
    3. "티라노킹 웨스턴(キョウリュウジン ウエスタン)" (가브티라 + 파라사건 + 작토르)
    4. "티라노킹 마초(キョウリュウジン マッチョ)" (가브티라 + 드릴케라 + 안키돈)
    5. "티라노킹 파라사건&스테고치(キョウリュウジン パラサガンステゴッチ)" (가브티라 + 파라사건 + 스테고치)
    6. "프테라킹(プテライデンオー)"
    7. "라이덴 티라노킹(ライデンキョウリュウジン)" (티라노킹 + 프테라킹)
    8. "프테라킹 웨스턴(プテライデンオー ウエスタン)" (프테라킹 + 파라사건 + 작토르)
    9. "프테라킹 안키돈(プテライデンオー アンキドン)" (프테라킹 + 안키돈)
    10. "티라노킹 쿵푸(キョウリュウジン カンフー)" (가브티라 + 안키돈 + 붐파키)
    11. "프테라킹 붐파키(プテライデンオー ブンパッキー)" (프테라킹 + 붐파키)
    12. "프레즈킹(プレズオー)"
    13. "파워 티라노킹(バクレツキョウリュウジン)" (프레즈킹 붐파키 + 가브티라)
    14. "프레즈킹 붐파키(プレズオー ブンパッキー)" (프레즈킹 + 붐파키)
    15. "프레즈킹 파라사건(プレズオー パラサガン)" (프레즈킹 + 파라사건)
    16. "프레즈킹 작토르(プレズオー ザクトル)" (프레즈킹 + 작토르)
    17. "프레즈킹 안키돈(プレズオー アンキドン)" (프레즈킹 + 안키돈)
    18. "프테라킹 파라사건(プテライデンオー パラサガン)" (프테라킹 + 파라사건)
    19. "기간트 브라기오킹(ギガントブラギオー)"
    20. "기간트 티라노킹(ギガントキョウリュウジン)" (티라노킹 + 파라사건 + 작토르 + 기간트 브라기오킹) (얼티밋 합체로봇)
    21. "프테라킹 드릴케라(プテライデンオー ドリケラ)" (프테라킹 + 드릴케라)
    22. "스피노킹(スピノダイオー)" (토바스피노 + 안키돈 + 붐파키)(극장판)
    23. "스피노킹 웨스턴(スピノダイオー ウエスタン)" (토바스피노 + 파라사건 + 작토르)
- 2015년: "파워레인저 트레인포스(Power Rangers Train Force)" (주제: 기관차)(화수: 전47화(총547화))(색: ■■■■■■■)(방송 채널: 대원방송, 애니맥스, 재능TV, 대교어린이TV)
  - 트레인포스 레인저:
    1. "정한별[6] / 트레인 1호" (♂)
    2. "안경빈 / 트레인 2호" (♂)
    3. "장혜미 / 트레인 3호" (♀)
    4. "윤종국 / 트레인 4호" (♂)
    5. "공주미 / 트레인 5호" (♀)
    6. "홍무현[7]/ 트레인 6호" (♂)
    7. "차장 / 트레인 7호" (♂)

  - 트레인포스 레인저의 무장:
    1. "트레인 체인저" (변신장치)
    2. "어플 체인저" (트레인 6호의 변신장치)
    3. "7호 전용 어플 체인저" (트레인 7호의 변신장치)
    4. "트레인 버클"
    5. "트레인 블래스터"
    6. "레일 바주카" (레일 슬래셔 + 홈 트리거 + 신호 해머 + 터널 액스 + 철교 클로)
    7. "유도 브레이커" (트레인 6호의 무기)
    8. "대회전 캐논" (하이퍼 트레인 1호의 무기)

  - 파워 트레인 대집합:
    1. "레드 트레인"■ (함께 완구: DX트레인 체인저, DX트레인킹)
    2. "블루 트레인"■ (함께 완구: DX트레인킹)
    3. "옐로 트레인"■ (함께 완구: DX트레인킹)
    4. "그린 트레인"■ (함께 완구: DX트레인킹)
    5. "핑크 트레인"■(함께 완구: DX트레인킹)
    6. "탱크 트레인"■ (함께 완구: DX디젤킹)
    7. "카 캐리어 트레인"■ (함께 완구: DX디젤킹)
    8. "디젤 트레인"■ (함께 완구: DX디젤킹)
    9. "폴리스 트레인"■ (함께 완구: DX폴리스 트레인)
    10. "파이어 트레인"■ (함께 완구: DX파이어 트레인)
    11. "크레인 트레인"■ (함께 완구: DX어플 체인저, DX크레인킹)
    12. "하이퍼 트레인"■ (함께완구: DX대회전 캐논, DX하이퍼 트레인 엠페러)
    13. "실드 트레인"■ (함께완구: DX트레인 버클)
    14. "드릴 트레인"■ (함께완구: DX유도 브레이커)
    15. "사파리 트레인"□□□□□ (함께 완구: DX사파리킹)

  - 트레인포스 레인저의 자이언트 로봇
    1. "트레인킹" (레드 트레인 + 블루 트레인 + 옐로 트레인 + 그린 트레인 + 핑크 트레인)
    2. "트레인킹 실드" (트레인킹 + 실드 트레인)
    3. "트레인킹 카 캐리어" (트레인킹 + 카 캐리어 트레인)
    4. "트레인킹 탱크" (트레인킹 + 탱크 트레인)
    5. "트레인킹 카 캐리어 탱크" (트레인킹 + 카 캐리어 트레인 + 탱크 트레인)
    6. "디젤킹" (디젤 트레인 + 탱크 트레인 + 카 캐리어 트레인)
    7. "메가 트레인킹"(트레인킹 + 디젤킹)
    8. "디젤킹 파이어" (디젤킹 + 파이어 트레인)
    9. "트레인킹 폴리스" (트레인킹 + 폴리스 트레인)
    10. "트레인킹 드릴" (트레인킹 + 드릴 트레인)
    11. "크레인킹"
    12. "크레인킹 드릴" (크레인킹 + 드릴 트레인)
    13. "메가 트레인킹 폴리스 실드 (메가 트레인킹 + 폴리스 트레인 + 쉴드 트레인)(극장판)
    14. "사파리킹"(극장판)
    15. "울트라 트레인킹" (메가 트레인킹 + 크레인킹)
    16. "크레인킹 탱크" (크레인킹 + 탱크 트레인)
    17. "트레인킹 크레인" (트레인킹 + 크레인 트레인)
    18. "디젤킹 폴리스 파이어"(디젤킹 + 폴리스 트레인 + 파이어 트레인)
    19. "메가 트레인킹 파이어" (메가 트레인킹 + 파이어 트레인)
    20. "하이퍼 트레인 엠페러"
    21. "메가 트레인킹 폴리스" (메가 트레인킹 + 폴리스 트레인)
    22. "크레인킹 폴리스 실드" (크레인킹 + 폴리스 트레인 + 실드 트레인)
    23. "크레인킹 파이어 실드" (크레인킹 + 파이어 트레인 + 실드 트레인)
    24. "메가 트레인킹 파이어 폴리스"(메가 트레인킹 + 파이어 트레인 + 폴리스 트레인)
    25. "메가 트레인킹 폴리스 파이어"(메가 트레인킹 + 폴리스 트레인 + 파이어 트레인)
    26. "레인보우 트레인킹"(울트라 트레인킹 + 실드 트레인 + 폴리스 트레인 + 파이어 트레인 + 드릴 트레인 + 하이퍼 트레인 엠페러)(얼티밋 합체로봇)
- 2016년: "파워레인저 닌자포스(Power Rangers Ninja Force)" (주제: 닌자)(화수: 전47화(총547화))(색: ■■■■■■■)(방송 채널: 대원방송, 애니맥스, 재능TV, 대교어린이TV)
  - 닌자포스 레인저:
    1. 이만세/ 레드 닌자
    2. 클라우드 강[8]/블루 닌자
    3. 고요한[9]/옐로우 닌자
    4. 이꽃비/화이트 닌자
    5. 백노을/핑크 닌자
    6. 성진수/스타 닌자
    7. 배루나/그린 닌자

  - 닌자포스 레인저의 무장
    1. "닌자 제일검" (변신장치)
    2. "닌자 스타버거" (스타 닌자의 변신장치)
    3. "엑설런트 체인저" (레드 닌자 초절의 변신장치)
    4. "닌자 버클"
    5. "개굴개굴 총"
    6. "닌자 대수리검"
    7. "스타 소드 건"
    8. "닌자 볼케이노검" (슈퍼 스타 닌자의 변신장치)

  - 닌수리검 대집합:
    1. "레드 닌자 수리검" (함께완구: DX닌자 제일검)
    2. "블루 닌자 수리검" (함께완구: DX개굴개굴 총)
    3. "옐로 닌자 수리검" (함께완구: DX닌자 대수리검)
    4. "화이트 닌자 수리검" (함께완구: DX화이트 닌자 수리검)
    5. "핑크 닌자 수리검" (함께완구: DX닌자 버클 )
    6. "스타 닌자 수리검" (함께완구: DX닌자 스타 버거)
    7. "그린 닌자 수리검" (함께완구: DX그린 닌자 수리검)
    8. "오둔 수리검" (함께완구: DX오둔 수리검)
    9. "풍뢰 수리검" (함께완구: DX스타 소드건)
    10. "닌자레인저 수리검" (함께완구: DX닌자레인저 수리검)
    11. "닌자스톰 수리검" (함께완구: DX닌자스톰 수리검)
    12. "합체 수리검" (함께완구: DX합체 수리검)
    13. "초합체 수리검" (함께완구: DX초합체 수리검)
    14. "종극 수리검" (함께완구: DX닌자격렬도)
    15. "시노비 닌자 수리검" (함께완구: DX닌자킹)
    16. "드래곤 닌자 수리검" (함께완구: DX닌자킹)
    17. "덤프 닌자 수리검" (함께완구: DX닌자킹)
    18. "도그 닌자 수리검" (함께완구: DX닌자킹)
    19. "트레인 닌자 수리검" (함께완구: DX닌자킹)
    20. "엘리펀 닌자 수리검" (함께완구: DX엘리펀 닌자)
    21. "UFO 닌자 수리검" (함께완구: DXUFO 닌자)
    22. "로데오 닌자 수리검" (함께완구: DX바이슨킹)
    23. "서퍼 닌자 수리검" (함께완구: DX서퍼 닌자)
    24. "라이온엠페러 캐슬 수리검" (함께완구: DX라이온엠페러)
    25. "다이노 닌자 수리검" (함께완구: DX다이노 닌자)
    26. "볼케이노 수리검" (함께완구: DX볼케이노킹)

  - 닌자포스 레인저의 자이언트 로봇
    1. "닌자킹" (시노비 닌자 + 드래곤 닌자 + 덤프 닌자 + 도그 닌자 + 트레인 닌자)
    2. "닌자킹 드래곤" (드래곤 닌자 + 시노비 닌자 + 덤프 닌자 + 도그 닌자 + 트레인 닌자)
    3. "닌자킹 엘리펀" (닌자킹 + 엘리펀 닌자)
    4. "닌자킹 UFO" (닌자킹+ UFO 마루)
    5. "바이슨킹" (로데오 닌자 + 바이슨킹 버기)
    6. "바이슨 닌자킹" (닌자킹 + 바이슨킹)
    7. "닌자킹 서퍼" (닌자킹 + 서퍼 닌자)
    8. "라이온 엠퍼러" (라이온엠퍼러 캐슬)
    9. "라이온 닌자킹" (닌자킹 + 바이슨킹 + 라이온엠퍼러)
    10. "볼케이노킹" (피닉스 닌자 + 뉴드래곤 닌자 + 터틀 닌자 + 타이거 닌자 + 판다 닌자 + 피쉬닌자)
    11. "라이온 볼케이노킹" (볼케이노킹 + 바이슨킹 + 라이온엠퍼러) (얼티밋 합체로봇)
    12. "닌자킹 다이노" (닌자킹 + 다이노 닌자) (극장판)
- 2017년: "파워레인저 다이노포스 브레이브(Power Rangers Dino Force Brave)(색: ■■■■■■)
  - 브레이브 레인저:
    1. 권주용/브레이브 레드 다이노
    2. 전현준/브레이브 블랙 다이노
    3. 김세창/브레이브 블루 다이노
    4. 이푸른/브레이브 그린 다이노
    5. 윤도희/브레이브 핑크 다이노
    6. 주혁/브레이브 골드 다이노

  - 다이노포스 브레이브 레인저의 무장:
    1. 가브가브 리볼버 (변신장치)
    2. 가브가브 체인져 (골드 전용)
    3. 가브가브 칼리버
    4. 가브가브캐논 (가브가브 칼리버 + 가브가브 리볼버)

  - 브레이브 레인져의 로봇:
    1. "브레이브 티라노킹"
    2. "브레이브 티라노킹 웨스턴"
    3. "브레이브 프테라 킹"
    4. "브레이브 라이덴 티라노킹"
    5. "브레이브 기간트 브라기오킹"
    6. "브레이브 기간트 티라노킹"
- 2017년: "파워레인저 애니멀포스(Power Rangers Animal Force)" (주제: 동물 & 큐브 & 왕)(화수: 전48화(총548화))(색: ■■■■■■■)[10](방송 채널: 대원방송, 애니맥스, 재능TV, 대교어린이TV, KBS kids)
  - 애니멀포스 레인저:
    1. 조하늘/이글 레인저
    2. 세라/샤크 레인저
    3. 레오/라이온 레인저
    4. 터스크/엘리펀트 레인저
    5. 아무/타이거 레인저
    6. 문세원/월드 레인저
    7. 버드/버드 레인저

  - 애니멀포스 레인저의 무장
    1. "애니멀 체인저" (변신장치)
    2. "애니멀 라이트" (월드 레인저의 변신장치)
    3. "애니멀 체인저 파이널" (버드 레인저의 변신장치)
    4. "웨일 체인지 건" (웨일 레인저의 변신장치)
    5. "애니멀 버스터"
    6. "이글라이저"
    7. "애니멀 건로드"

  - 애니멀 큐브 대집합:
    1. "큐브 이글"
    2. "큐브 샤크"
    3. "큐브 라이온"
    4. "큐브 엘리펀트"
    5. "큐브 타이거"
    6. "큐브 고릴라"
    7. "큐브 크로커다일"
    8. "큐브 울프"
    9. "큐브 라이노스"
    10. "큐브 웨일"
    11. "큐브 기린"
    12. "큐브 모울"
    13. "큐브 베어"
    14. "큐브 배트"
    15. "큐브 옥토퍼스"
    16. "큐브 콘돌"

  - 애니멀포스 레인저의 자이언트 로봇
    1. "애니멀킹"(큐브 이글+큐브 샤크+큐브 라이온)
    2. "애니멀킹 154"(큐브 이글+큐브 엘리펀트+큐브 타이거)
    3. "와일드킹"(큐브 엘리펀트+큐브 타이거+큐브 고릴라)
    4. "와일드킹 623"(큐브 라이온+큐브 샤크+큐브 고릴라)
    5. "와일드 애니멀킹"(애니멀킹+와일드킹+큐브 기린+큐브 모울)
    6. "라이드킹"(큐브 크로커다일+큐브 울프+큐브 라이노스)
    7. "와일드 라이드킹"(와일드 애니멀킹+라이드킹+큐브 베어+큐브 배트)
    8. "애니멀 와일드"(와일드킹+큐브 라이온)
    9. "오션엠페러"
    10. "와일드 라이드 오션킹"(와일드 라이드킹+오션엠페러) (얼티밋 합체로봇)
    11. "애니멀킹 옥토퍼스"(애니멀킹+큐브 옥토퍼스)
    12. "콘돌 와일드"(큐브 콘도르+큐브 타이거+큐브 엘리펀트) (극장판)
- 2018년: "파워레인저 갤럭시포스(Power Rangers Galaxy Force)"(색: ■■■■■■■■■■■■)(방송 채널: 대원방송, 재능TV, 대교어린이TV)
  - 갤럭시포스 레인저:
    1. 럭키[11]/레오 레드
    2. 스팅거/스콜피온 오렌지
    3. 가르/울프 블루
    4. 밸런스/리브라 골드
    5. 챔프/옥스 블랙
    6. 나가 레이/오퓨크스 실버
    7. 하미/카멜레온 그린
    8. 랩터 283/호크 핑크
    9. 스파다/소드피쉬 옐로우
    10. 쇼 론포/드래곤 커맨더
    11. 최지웅/베어 스카이블루
    12. 닉스워드/피닉스 솔저

  - 갤럭시포스 레인저의 무장
    1. 갤럭시 블래스터
    2. 갤럭시 웨폰
    3. 드래곤 츠에더
    4. 피닉스 소드 & 피닉스 쉴드

  - 스타볼 대 집합:
    1. "레오 볼"
    2. "스콜피온 볼"
    3. "울프 볼"
    4. "리브라 볼"
    5. "옥스 볼"
    6. "오퓨큐스 볼"
    7. "카멜레온 볼"
    8. "호크 볼"
    9. "소드피쉬 볼"
    10. "드래곤 볼"
    11. "베어 볼"
    12. "피닉스 볼"

  - 갤럭시포스 레인저의 자이언트 로봇
    1. "갤럭시킹"(레오 보이저+카멜레온 보이저+울프 보이저+옥스 보이저+소드피시 보이저)
    2. "갤럭시킹 684"(레오 보이저+호크 보이저+옥스 보이저+오퓨크스 보이저+리브라 보이저)
    3. "드래곤엠페러"(드래곤 보이저+베어 보이저+스콜피오 보이저)
    4. "드래곤 갤럭시킹"(드래곤 엠페러+갤럭시킹)
    5. "기간트 피닉스"
    6. "유니버스킹"(드래곤 갤럭시킹+기간트 피닉스) (얼티밋 합체로봇)
    7. "오리온 배틀러"
    8. "슈퍼 갤럭시킹"(갤럭시킹+레오 레셔 보이저)
    9. "켈베로스킹"(캘베로스 보이저+카멜레온 보이저+옥스 보이저+소드피시 보이저+오퓨크스 보이저)(극장판)
- 2019년: "파워레인저 다이노소울(Power Rangers Dino Soul)(색:■■■■■■■)(방송 채널: 대원방송, 재능TV, 대교어린이TV)(주제:공룡,기사)
  - 다이노소울 레인저:
    1. 리드[12]/소울 레드
    2. 멜트/소울 블루
    3. 지나/소울 핑크
    4. 유노/소울 그린
    5. 밤바/소울 블랙
    6. 카날로/소울 골드
    7. 나다/가이소구

  - 다이노소울 레인저의 변신장치:
    1. 소울 체인저
    2. 소울 소드
    3. 모사 체인저
    4. 모사 블레이드
    5. 모사 브레이커
    6. 가이소울 소드
    7. 맥스 소울 체인저
    8. 소울 칼리버

  - 다이노소울 레인저의 자이언트 로봇
    1. 다이노소울 킹
    2. 다이노소울 킹 쓰리나이츠(다이노소울 킹+트리케소드+안킬로제)
    3. 다이노소울 킹 타이거랜스(다이노소울 킹 쓰리나이츠+타이거랜스)
    4. 다이노소울 킹 밀 니들(다이노소울 킹 쓰리나이츠+밀니들)
    5. 다이노소울 킹 파이브나이츠(다이노소울 킹 쓰리나이츠+타이거렌스+밀 니들)
    6. 다이노소울 킹 트리케소드(다이노소울 킹+트리케소드+안킬로제 뒷면)
    7. 다이노소울 킹 안킬로제(다이노소울 킹+안킬로제=트리케소드 뒷면)
    8. 다이노소울 킹 디메볼케이노(다이노소울 킹+디메볼케이노)
    9. 다이노소울 넵튠(모사렉스+암모너클즈)
    10. 기간트 다이노소울 킹(다이노소울 킹+다이노소울 넵튠+디메볼케이노)
    11. 다이노소울 넵튠 셰도우랩터(다이노소울 넵튠+셰도우랩터)
    12. 다이노소울 킹 코스모랩터(다이노소울 킹+샤인랩터+셰도우랩터)
    13. 다이노소울 넵튠 코스모랩터(다이노소울 넵튠+샤인랩터+셰도우랩터)
    14. 다이노소울 킹 펀치가루(다이노소울 킹 쓰리나이츠+펀치가루)
    15. 프테라소울 킹
    16. 다이노소울 킹 제트(다이노소울 킹+프테라소울 킹+펀치가루)
    17. 다이노소울 카이저(다이노소울 킹+프테라소울 킹+다이노소울 넵튠)(얼티밋 합체로봇)
    18. 다이노소울 킹 파이브나이츠 blue(다이노소울 킹 파이브나이츠+블루 아머 소울)
    19. 다이노소울 킹 파이브나이츠 black(다이노소울 킹 파이브나이츠+블랙 아머 소울)
    20. 다이노소울 나이트(디노미고+코브라고)(극장판)

- 2020년: "파워레인저 루팡포스 vs 패트롤포스[13](Power Rangers Lupin Force vs Patrol Force)" (주제:경찰, 괴도)(색: ■■■■■■■■)(방송 채널: 대원방송, 대교어린이TV, 재능TV, KBS kids)
  - 루팡포스, 패트롤포스 레인저:
    1. 윤새벽/루팡 레드
    2. 초신성/루팡 블루
    3. 서은하/루팡 옐로우
    4. 오한빛[14]/패트롤 1호
    5. 이윤슬/패트롤 2호
    6. 한주아/패트롤 3호
    7. 임노을/루팡 X/패트롤 X
    8. 윤하늘/네오 루팡 레드
    9. 김아영/네오 루팡 블루
    10. 이시현/네오 루팡 옐로우

  - 루팡포스, 패트롤포스 레인저의 변신장치:
    1. vs 체인저
    2. x 체인저
    3. 루팡 스워드
    4. 패트롤 메가보
    5. 엑스 소드 로드

  - 루팡포스, 패트롤포스 레인저의 자이언트 로봇:
    1. 루팡카이저(레드 다이얼 파이터+블루 다이얼 파이터+옐로우 다이얼 파이터+굿 스트라이커)
    2. 패트롤카이저(트리거 머신 1호+트리거 머신 2호+트리거 머신 3호+굿 스트라이커)
    3. 루팡카이저 사이클론(레드 다이얼 파이터+옐로우 다이얼 파이터+사이클론 다이얼 파이터+굿 스트라이커)
    4. 패트롤카이저 바이커(트리거 머신 1호+트리거 머신 3호+트리거 머신 바이커+굿 스트라이커)
    5. 루팡카이저 사이클론 나이트(레드 다이얼 파이터+사이클론 다이얼 파이터+시저&블레이드 다이얼 파이터+굿 스트라이커)
    6. 루팡카이저 나이트(레드 다이얼 파이터+블루 다이얼 파이터+시저&블레이드 다이얼 파이터)
    7. 패트롤카이저 스트롱(트리거 머신 1호+트리거 머신 2호+트리거 머신 크레인&드릴+굿 스트라이커)
    8. 패트롤카이저 스트롱 바이커(트리거 머신 1호+트리거 머신 바이커+트리거 머신 크레인&드릴+굿 스트라이커)
    9. 반격 루팡카이저(트리거 머신 2호+ 트리거 머신 3호+레드 다이얼 파이터+굿 스트라이커)
    10. 반격 패트롤카이저(트리거 머신 1호+ 블루 다이얼 파이터+옐로우 다이얼 파이터+굿 스트라이커)
    11. 루팡카이저 X(X 트레인 파이어+레드 다이얼 파이터+X 트레인 썬더+굿 스트라이커)
    12. 패트롤카이저 X(X 트레인 파이어+트리거 머신 1호+X 트레인 썬더+굿 스트라이커)
    13. 엑스엠페러(X 트레인 실버+X 트레인 골드+X 트레인 파이어+X 트레인 썬더)
    14. 슈퍼 카이저 VSX(루팡카이저+패트롤카이저+엑스엠페러)(얼티밋 합체로봇)
    15. 루팡카이저 매직(블루 다이얼 파이터+매직 다이얼 파이터+굿 스트라이커)
    16. 루팡카이저 스플래시 매직(매직 다이얼 파이터+트리거 머신 스플래시+굿 스트라이커)
    17. 빅토리 루팡카이저(매직 다이얼 파이터+트리거 머신 스플래시+빅토리 스트라이커+굿 스트라이커)
    18. 사이렌 루팡카이저(매직 다이얼 파이터+트리거 머신 스플래시+사이렌 스트라이커+굿 스트라이커)
    19. 사이렌 패트롤카이저(트리거 머신 바이커+트리거 머신 크레인&드릴+사이렌 스트라이커+굿 스트라이커)
    20. 루팡메그넘

- 2021년:"파워레인저 젠카이저(Power Rangers Zenkaiger)"(주제:기계)(색:■■■■■■■■)(방송 채널: 대원방송, 대교어린이TV)
  - 젠카이저 레인저:
    1. 전려욱[15]/젠카이저
    2. 무적[16]/젠카이 무적
    3. 정글/젠카이 정글
    4. 매직/젠카이 매직
    5. 블루[17]/젠카이 블루
    6. 저크스 애드골드[18]/투카이저
    7. 스테이시/스테이시저
    8. 전공헌/하카이저

  - 젠카이저 레인저의 무장:
    1. 기어트링거
    2. 기어다링거
    3. 기어토징거
    4. 무적 소드 앤 실드
    5. 정글 클로우
    6. 매직 스틱
    7. 블루 피커
    8. 전개 버클
    9. 통쾌 버클
    10. 전력전개 캐논

  - 젠카이저 레인저의 자이언트 로봇(선역과 악역은 포함됩니다):
    1. 젠카이킹 무적정글(무적 티라노+정글 라이온)
    2. 젠카이킹 무적매직(무적 티라노+매직 드래곤)
    3. 젠카이킹 블루매직(매직 드래곤+블루 덤프)
    4. 젠카이킹 블루정글(블루 덤프+정글 라이온)
    5. 투카이킹 소드(크로커다이오+투카이 소드)
    6. 투카이킹 릿키(크로커다이오+투카이 릿키)
    7. 젠카이무적킹
    8. 슈퍼 젠카이킹 무적(무적 티라노+슈퍼 젠카이킹)
    9. 슈퍼 투카이킹
    10. 전력 젠카이킹(무적 티라노+정글 라이온+블루 덤프+매직 드래곤+전력전개 이글)(얼티밋 합체로봇)
    11. 돈 젠카이킹(엔야라이돈+무적 티라노) (신규 메카)
    12. 배틀시저 로보
    13. 블랙 젠카이킹 무적정글(블랙 무적 티라노+블랙 정글 라이온)
    14. 배틀시저 로보 2
    15. 배틀시저 로보 3
    16. 하카이쥬킹
    17. 어지르태스트로이어 4세
- 2022년:"파워레인저 돈브라더즈(Power Rangers DonBrothers)"(주제:몬스터)(색:■■■■■■■■■■■)(방송채널: 대원방송, 대교어린이TV)
  - 돈브라더즈 레인저:
    1. 천홍도[19]/돈 레드 피치
    2. 차원승/블루 몽키
    3. 도가비/옐로우 고스트
    4. 두견/블랙 도기
    5. 노장기/핑크 페잔트
    6. 백도원/돈 드래곤오공/돈 타이거볼트
    7. 돈 퍼플샤크

  - 돈브라더즈 레인저의 무장 :
    1. 돈블래스터
    2. 잔글라소드
    3. 돈 엑스피어
    4. 돈브라버클
    5. 타이거가드
    6. 닌자크소드
    7. 돈 골드 피닉스

  - 돈브라더즈 레인저의 자이언트로봇:
    1. 돈 버스터킹(돈 로보타로+몽키 브라더 로보타로+고스트 시스터 로보타로+도기 브라더 로보타로+페잔트 브라더 로보타로)
    2. 타이거 드래곤킹(돈 로보오공+돈 로보볼트)
    3. 슈퍼 돈 버스터킹(돈버스터킹+드래곤 타이거킹)
    4. 골드 돈 버스터킹(돈버스터킹+골드 피닉스)
    5. 파이널 돈 버스터킹(슈퍼 돈버스터킹+골드 피닉스) (얼티밋 합체로봇)
    6. 돈 갓 엠페러(갓 엠페러+돈브라더즈 헤드)(신규 메카)
    7. 블랙 버스터킹 퍼플샤크(돈 블랙 로보타로+블랙 몽키 브라더 로보타로+블랙 고스트 시스터 로보타로+블랙 도기 브라더 로보타로+블랙 페잔트 브라더 로보타로)
- 2024년:"파워레인저 킹덤포스(Power Rangers Kingdom Force)"(주제:왕, 곤충)(색:■■■■■■■■)(방송채널: 대원방송, 대교어린이TV)
  - 킹덤포스 레인저:
    1. 기라/스태그비틀 레드
    2. 얀마 거스트/드래곤플라이 블루
    3. 히메노 란/맨티스 옐로우
    4. 리타 카니스카/파피용 퍼플
    5. 크라브론 디보스키/호넷 블랙
    6. 제라미 브라시에리[20]/스파이더 화이트
    7. 라클레스 하스티/스태그비틀 실버
    8. 프린스/강대호/킹덤 레드 다이노

  - 킹덤포스 레인저의 무장 :
    1. 킹덤 칼리버
    2. 킹덤 웨폰
    3. 킹덤 핫라인
    4. 킹덤 스피더
    5. 웹 슬레이어
    6. 베노믹스 슈터
    7. 킹덤 크라운 랜스
    8. 킹덤 칼리버 ZERO
    9. 킹덤 가브칼리버

  - 킹덤포스 레인저의 자이언트로봇:
    1. 갓 엠페러(갓 스태그비틀+갓 드래곤플라이+갓 맨티스+갓 파피용+갓 호넷+갓 레이디버그+갓 스파이더+갓 앤트)
    2. 비틀 갓 엠페러(갓 엠페러+갓 비틀)
    3. 스콜피온 갓 엠페러(갓 엠페러+갓 스콜피온)
    4. 호퍼 갓 엠페러(갓 엠페러+갓 호퍼)
    5. 레전드 갓 엠페러(갓 엠페러+갓 비틀+갓 스콜피온+갓 호퍼)
    6. 타란튤라 나이트
    7. 익스트림 갓 엠페러(레전드 갓 엠페러+타란튤라 나이트)
    8. 킹 코카서스 타이탄
    9. 그레이트 갓 엠페러(레전드 갓 엠페러+타란튤라 나이트+킹 코카서스 타이탄+가디언 롤링+가디언 스네일+가디언 시케이다+가디언 피드+가디언 헤라클레스) (얼티밋 합체로봇)
    10. 킹덤 티라노킹 (가브티라+갓 드래곤플라이+갓 맨티스+갓 파피용+갓 호넷+갓 레이디버그+갓 스파이더+갓 앤트) (10주년 기념 메카)
    11. 갓 엠페러 ZERO(갓 스태그비틀 ZERO+갓 드래곤플라이 ZERO+갓 맨티스 ZERO+갓 파피용 ZERO+갓 호넷 ZERO+갓 레이디버그 ZERO+갓 스파이더 ZERO+갓 앤트 ZERO)
- 2025년: "파워레인저 붐붐포스(Power Rangers Boomboom Force)" (주제: 자동차)(화수: 전48화)(색: ■■■■■■)(방송 채널: 대원방송, 대교어린이TV, 재능TV)
  - 붐붐포스 레인저:
    1. 박차륜/붐 레드
    2. 채시온/붐 블루
    3. 백미라/붐 핑크
    4. 추진/붐 블랙
    5. 부장현/붐 오렌지
    6. 석이든/붐 바이올렛

  - 붐붐포스 레인저의 무장:
    1. 붐붐 체인저
    2. 붐붐 핸들
    3. 붐붐 부스터
    4. 붐붐 액스
    5. 붐붐 컨트롤러
    6. 붐붐 소화 블래스터
    7. 챔피언 체인저

  - 붐붐포스 레인저의 자이언트로봇:
    1. 붐붐 킹(붐붐 트레일러 + 붐붐 오프로드 + 붐붐 왜건)
    2. 붐붐 킹 폴리스(붐붐 트레일러 + 붐붐 패트롤카1 + 붐붐 패트롤카2)
    3. 붐붐 킹 빌더(붐붐 트레일러 + 붐붐 셔블 + 붐붐 불도저)
    4. 붐붐 킹 펀치(붐붐 트레일러 + 붐붐 오프로드 + 붐붐 오프로드 고스트)
    5. 붐붐 킹 나이트(붐붐 트레일러 + 붐붐 클래식 + 붐붐 레이싱)
    6. 붐붐 킹 몬스터(붐붐 트레일러 + 붐붐 마린 + 붐붐 사파리)
    7. 붐붐 포뮬러 킹
    8. 윙 붐붐 킹(붐붐 킹 + 붐붐 포뮬러 킹)
    9. 붐붐 레온(붐붐 레오 레스큐 + 붐붐 소방차)
    10. 붐붐 킹 119(붐붐 트레일러 + 붐붐 레온)
    11. 붐붐 킹 챔피언(붐붐 킹 + 챔피언 캐리어 + 붐붐 수소카) (얼티밋 합체로봇)

## 악의 조직(悪の組織)

### 역대 악의 조직 역사
1970년대
- 1975년 4월 5일 ~ 1977년 3월 26일: "흑십자군(黒十字軍)" (파워레인저 파이브레인저(秘密戦隊ゴレンジャー))
- 1977년 4월 9일 ~ 1977년 12월 24일: "범죄조직CRIME(犯罪組織クライム)" (파워레인저 재커(ジャッカー電撃隊))
- 1979년 2월 3일 ~ 1980년 1월 26일: "비밀결사EGOS(秘密結社エゴス)" (파워레인저 배틀피버(バトルフィーバーJ))

1980년대
- 1980년 2월 2일 ~ 1981년 1월 31일: "베이더 일족(ベーダー一族)" (파워레인저 파워맨(電子戦隊デンジマン))
- 1981년 2월 7일 ~ 1982년 1월 30일: "기계제국 블랙마그마(機械帝国ブラックマグマ)" (파워레인저 썬발르칸(太陽戦隊サンバルカン))
- 1982년 2월 6일 ~ 1983년 1월 29일: "암흑과학제국 데스다크(暗黒科学帝国デスダーク)" (파워레인저 가글파이브(大戦隊ゴーグルファイブ))
- 1983년 2월 5일 ~ 1984년 1월 28일: "쟈신카 제국(ジャシンカ帝国)" (파워레인저 다이너맨(科学戦隊ダイナマン))
- 1984년 2월 4일 ~ 1985년 1월 26일: "신제국GEAR(新帝国ギア)" (파워레인저 바이오맨(超電子バイオマン))
- 1985년 2월 2일 ~ 1986년 2월 22일: "대성단 고즈마(大星団ゴズマ)" (파워레인저 체인지맨(電撃戦隊チェンジマン))
- 1986년 3월 1일 ~ 1987년 2월 21일: "개조실험제국MESS(改造実験帝国メス)" (파워레인저 후뢰시맨(超新星フラッシュマン))
- 1987년 2월 28일 ~ 1988년 2월 20일: "지저제국TUBE(地底帝国チューブ)" (파워레인저 마스크맨(光戦隊マスクマン))
- 1988년 2월 27일 ~ 1989년 2월 18일: "무장두뇌군VOLT(武装頭脳軍ボルト)" (파워레인저 라이브맨(超獣戦隊ライブマン))
- 1989년 2월 25일 ~ 1990년 2월 23일: "폭마백족(暴魔百族)" (파워레인저 터보유격대(高速戦隊ターボレンジャー))

1990년대
- 1990년 3월 2일 ~ 1991년 2월 8일: "은제국ZONE(銀帝軍ゾーン)" (파워레인저 파이브맨(地球戦隊ファイブマン))
- 1991년 2월 15일 ~ 1992년 2월 14일: "차원전단 바이람(次元戦団バイラム)" (파워레인저 제트맨(鳥人戦隊ジェットマン))
- 1992년 2월 21일 ~ 1993년 2월 12일: "반도라 일당(バンドーラ一味)" (파워레인저 다이노레인저(恐竜戦隊ジュウレンジャー))
- 1993년 2월 19일 ~ 1994년 2월 11일: "고마 일족(ゴーマ族)" (파워레인저 다이레인저(五星戦隊ダイレンジャー))
- 1994년 2월 18일 ~ 1995년 2월 24일: "요괴군단(妖怪軍団)" (파워레인저 닌자레인저(忍者戦隊カクレンジャー))
- 1995년 3월 3일 ~ 1996년 2월 23일: "머신제국 바라노이아(マシン帝国バラノイア)" (파워레인저 오레인저(超力戦隊オーレンジャー))
- 1996년 3월 1일 ~ 1997년 2월 7일: "우주폭주족 보족크(宇宙暴走族ボーゾック)" (파워레인저 카레인저(激走戦隊カーレンジャー))
- 1997년 2월 14일 ~ 1998년 2월 15일: "사전왕국 네지레지아(邪電王国ネジレジア)" (파워레인저 메가레인저(電磁戦隊メガレンジャー))
- 1998년 2월 22일 ~ 1999년 2월 14일: "우주해적 바르반(宇宙海賊バルバン)" (파워레인저 갤럭시레인저(星獣戦隊ギンガマン))
- 1999년 2월 21일 ~ 2000년 2월 6일: "재마 일족(災魔一族)" (파워레인저 고고파이브(救急戦隊ゴーゴーファイブ))

2000년대
- 2000년 2월 13일 ~ 2001년 2월 11일: "론다즈 패밀리(ロンダーズ・ファミリー)" (파워레인저 타임레인저(未来戦隊タイムレンジャー))
- 2001년 2월 18일 ~ 2002년 2월 10일: "도깨비족 오르그(鬼族オルグ)" (파워레인저 정글포스(百獣戦隊ガオレンジャー))
- 2002년 2월 17일 ~ 2003년 2월 9일: "우주인군 쟈칸쟈(宇宙忍群ジャカンジャ)" (파워레인저 닌자스톰(忍風戦隊ハリケンジャー))
- 2003년 2월 16일 ~ 2004년 2월 8일: "사명체 에볼리안(邪命体エヴォリアン)" (파워레인저 다이노썬더(爆竜戦隊アバレンジャー))
- 2004년 2월 15일 ~ 2005년 2월 6일: "우주범죄인 아리에나이저(宇宙犯罪者アリエナイザー)" (파워레인저 S.P.D(特捜戦隊デカレンジャー))
- 2005년 2월 13일 ~ 2006년 2월 12일: "지저명부 인페르시아(地底冥府インフェルシア)" (파워레인저 매직포스(魔法戦隊マジレンジャー))
- 2006년 2월 19일 ~ 2007년 2월 11일: "네거티브 신디케이트(ネガティブ・シンジケート)(고돔문명(ゴードム文明), 자룡일족(ジャリュウ一族), 다크 섀도우(ダーク・シャドウ), 아슈일족&퀘스터(アシュ族&クエスター))" (파워레인저 트레저포스(轟轟戦隊ボウケンジャー))
- 2007년 2월 18일 ~ 2008년 2월 10일: "마수권법 아크가타(臨獣拳アクガタ)" (파워레인저 와일드스피릿(獣拳戦隊ゲキレンジャー))
- 2008년 2월 17일 ~ 2009년 2월 8일: "기계족 가이아크(蛮機族ガイアーク)" (파워레인저 엔진포스(炎神戦隊ゴーオンジャー))
- 2009년 2월 15일 ~ 2010년 2월 7일: "외도중(外道衆)" (파워레인저 블레이드포스(侍戦隊シンケンジャー))

2010년대
- 2010년 2월 14일 ~ 2011년 2월 6일: "브라지라 신디케이트(悪しき魂)(우주학멸군단WARSTAR(宇宙虐滅軍団ウォースター), 유마수(幽魔獣), 기계어오제국 마트린티스(機械禦鏖帝国マトリンティス), 라비린델(地球救星計画))" (파워레인저 미라클포스(天装戦隊ゴセイジャー))
- 2011년 2월 13일 ~ 2012년 2월 19일: "우주제국 잔갸크(宇宙帝国ザンギャック)" (파워레인저 캡틴포스(海賊戦隊ゴーカイジャー))
- 2012년 2월 26일 ~ 2013년 2월 10일: "VAGLASS(ヴァグラス)" (파워레인저 고버스터즈(特命戦隊ゴーバスターズ))
- 2013년 2월 17일 ~ 2014년 2월 9일: "데보스 군(デーボス軍)" (파워레인저 다이노포스(獣電戦隊キョウリュウジャー))
- 2014년 2월 16일 ~ 2015년 2월 15일: "섀도우 라인(シャドー・ライン)" (파워레인저 트레인포스(烈車戦隊トッキュウジャー))
- 2015년 2월 22일 ~ 2016년 2월 7일: "아귀군단(牙鬼軍団)" (파워레인저 닌자포스(手裏剣戦隊ニンニンジャー))
- 2016년 2월 14일 ~ 2017년 2월 5일: "데스 가리안(デスガリアン)" (파워레인저 애니멀포스(動物戦隊ジュウオウジャー))
- 2017년 2월 12일 ~ 2018년 2월 4일: "우주막부 자크매터(宇宙幕府ジャークマター)"(파워레인저 갤럭시포스(宇宙戦隊キュウレンジャー))
- 2018년 2월 11일 ~ 2019년 2월 10일: "이세계 범죄자 집단 갱글러(異世界犯罪者集団ギャングラー)"(파워레인저 루팡포스 VS 패트롤포스(快盗戦隊ルパンレンジャーVS警察戦隊パトレンジャー))
- 2019년 3월 17일 ~ 2020년 3월 1일: "전투민족 드루이든(戦闘民族ドルイドン)"(파워레인저 다이노소울(騎士竜戦隊 リュウソウジャー))

2020년대
- 2020년 3월 8일 ~ 2021년 2월 28일: "어둠의 제국 요돈헤임(闇の帝国ヨドンへイム)"(파워레인저 샤이닝포스(魔進戦隊 キラメイジャー))
- 2021년 3월 7일 ~ 2022년 2월 27일: "기계토피아 토지텐드 왕조(???)"(파워레인저 젠카이저(기계전대 젠카이저))
- 2022년 3월 6일 ~ 2023년 2월 26일: "노우토, 히토츠귀(???)"(파워레인저 돈브라더즈(아바타로전대 돈브라더즈))
- 2023년 3월 5일 ~ 2024년 2월 25일: "지제국 바그나로크(???), 슈갓덤(???), 우충왕 군단(???)"(파워레인저 킹덤포스(임금님전대 킹오저))
- 2024년 3월 3일 ~ 2025년 2월 9일: "대우주침략대주력단 하시리얀(???)"(파워레인저 붐붐포스(폭상전대 분붐저))
- 2025년 2월 16일 ~ 현재: "노 원 월드 브라이던(???)"(파워레인저 ?????(넘버원전대 고쥬저))

### 한국에서의 악의 조직학

#### 클래식 시리즈
- 1990년: "개조실험제국MESS(改造実験帝国メス)" (지구방위대 후뢰시맨)
  - 개조실험제국MESS의 멤버:
    1. "라 데우스(ラー・デウス)" (리더)
    2. "리 케프린(リー・ケフレン)"
    3. "레이 원더(レー・ワンダ)"
    4. "레이 네펠(レー・ネフェル)"
    5. "레이 가르스(レー・ガルス)"
    6. "우르크&키르트(ウルク&キルト)"
    7. "크라겐(クラーゲン)"
    8. "사 카우라(サー・カウラー)"
    9. "보 가르단(ボー・ガルダン)"
    10. "조로(ゾロー)" (병사)

  - 수전사(개조실험제국MESS의 몬스터):
    1. 1화: "쟈 바라보스(ザ・バラボス)"
    2. 2화: "쟈 즈르크(ザ・ズルルク)"
    3. 3화: "쟈 자이모스(ザ・ザイモス)"
    4. 4화: "쟈 키라이(ザ・ギーライ)"
    5. 5화: "쟈 겔졸(ザ・ゲルゾル)"
    6. 6화: "쟈 사이저(ザ・サイザー)"
    7. 7화: "쟈 가리블(ザ・ガリブル)"
    8. 8화 - 9화: "쟈 지겐(ザ・ジーゲン)"
    9. 10화: "쟈 가르바리(ザ・ガルバリ)"
    10. 11화: "쟈 파워블(ザ・パワブル)
    11. 12화: "쟈 기르기스(ザ・ギルギス)"
    12. 13화: "쟈 지갈(ザ・ジルガル)"
    13. 14화: "쟈 마시라스(ザ・マシラス)"
    14. 15화 - 16화: "쟈 즈콘다(ザ・ズコンダ)"
    15. 17화 - 18화: "쟈 지라이카(ザ・ジライカ)"
    16. 19화: "쟈 드레이크(ザ・ドレイク)"
    17. 20화: "쟈 브르쟈스(ザ・ブルザス)"
    18. 21화: "죠바르다(ザ・ゾバルダ)"
    19. 22화: "아르고스(ザ・アルゴス)"
    20. 23화: "쟈 넨지키(ザ・ネンジキ)"
    21. 24화: "쟈 즈콘다(ザ・ズコンダ)"
    22. 25화: "쟈 다피라스(ザ・ダピラス)"
    23. 26화: "쟈 그루메스(ザ・グルメス)"
    24. 27화: "쟈 쟈간(ザ・ジャガン)"
    25. 28화: "레이 가르스(レー・ガルス)"
    26. 29화: "쟈 소우도스(ザ・ソードス)"
    27. 30화: "쟈 건멜(ザ・ガンメル)"
    28. 31화: "쟈 고스테로(ザ・ゴステロ)"
    29. 32화: "수전사 비논(ザ・ビーノン)"
    30. 33화: "쟈 우르키르(ザ・ウルキル)"
    31. 34화: "쟈 마자라스(ザ・マザラス)"
    32. 35화: "쟈 가라바스(ザ・ガラバス)"
    33. 36화: "쟈 메타가스(ザ・メタガス)"
    34. 37화: "쟈 데빌부(ザ・デビルブ)"
    35. 38화: "전사 제라길(ザ・ゼラギル)"
    36. 39화: "쟈 메논가(ザ・メノンガ)"
    37. 40화: "쟈 제겔(ザ・ゼーゲル)"
    38. 41화: "쟈 브크로스(ザ・ブクロス)"
    39. 42화: "쟈 데스콘(ザ・デスコン)"
    40. 43화: "쟈 기턴(ザ・ギータン)"
    41. 44화: "쟈 타프모스(ザ・タフモス)"
    42. 45화: "쟈 키르토스(ザ・キルトス)"
    43. 46화: "쟈 네프르스(ザ・ネフルス)"
    44. 47화: "쟈 원더타르(ザ・ワンダル)"
    45. 48화: "쟈 가르데스(ザ・ガルデス)"
    46. 49화: "쟈 데우스라(ザ・デウスーラ)"
    47. 50화(終): "쟈 데모스(ザ・デーモス)"
- 1991년: "신제국GEAR(新帝国ギア)" (우주특공대 바이오맨)
  - 신제국GEAR의 멤버:
    1. "독타맨(ドクターマン)" (리더)
    2. "빅3(ビッグスリー)(메이슨(メイスン), 파라(ファラ), 몬스터(モンスター))"
    3. "쥬노이드(ジューノイド)(사이곤(サイゴーン), 멧츄라(メッツラー), 쥬호(ジュウオウ), 멧사쥬(メッサージュウ), 아쿠아이가(アクアイガー))"
    4. "파라캣&프린스(ファラキャット&プリンス)"
    5. "메카클론(メカクローン)" (병사)

  - 칸스&메가스(신제국GEAR의 로봇):
    1. 1화: "카부토 칸스(カブトカンス)"
    2. 2화: "데빌 칸스(デビルカンス)"
    3. 3화: "고릴라 칸스(ゴリラカンス)"
    4. 4화: "비틀 칸스(ビートルカンス)"
    5. 5화: "미라 칸스(ミイラカンス)"
    6. 6화: "라이노 칸스(サイカンス)"
    7. 7화 - 8화: "말미잘 칸스(イソギンカンス)"
    8. 9화: "트윈 칸스(ツインカンス)"
    9. 10화: "카멜레온 칸스(カメレオンカンス)"
    10. 11화: "무샤 칸스(ムシャカンス)"
    11. 12화: "해머 칸스(ハンマーカンス)"
    12. 13화: "샤크 칸스(サメカンス)"
    13. 14화: "앵커 칸스(アンカーカンス)"
    14. 15화: "개구리 칸스(カエルカンス)"
    15. 16화: "넵투 칸스(ネプチューンカンス)"
    16. 17화: "거북이 칸스(カメカンス)"
    17. 18화: "하니와 칸스(ハニワカンス)"
    18. 19화 - 20화: "그로테스 칸스(グロテスカンス)"
    19. 21화: "카메라 칸스(カメラカンス)"
    20. 22화: "스카라베 칸스(スカラベカンス)"
    21. 23화: "피라냐 칸스(ピラニアカンス)"
    22. 24화: "도쿠카 칸스(ドクガカンス)"
    23. 25화 - 26화: "고스트 칸스(ゴーストカンス)"
    24. 27화: "스파이더 칸스(クモカンス)"
    25. 28화: "문어목 칸스(タコカンス)"
    26. 29화: "해파리 칸스(クラゲカンス)"
    27. 30화: "사마귀 칸스(カマキリカンス)"
    28. 31화: "메탈 메가스(メタルメガス)"
    29. 32화: "액스 메가스(アックスメガス)"
    30. 33화: "도쿠로 메가스(ドクロメガス)"
    31. 34화: "레슬러 메가스(レスラーメガス)"
    32. 35화 - 36화: "마그네 메가스(マグネメガス)"
    33. 37화: "캐논 메가스(カノンメガス)"
    34. 38화: "배틀 메가스(バトルメガス)"
    35. 39화: "소닉 메가스(ソニックメガス)"
    36. 40화: "크래쉬 메가스(クラッシュメガス)"
    37. 41화: "아마존 메가스(アマゾンメガス)"
    38. 42화: "썬더 메가스(サンダーメガス)"
    39. 43화 - 44화: "사탄 메가스(サタンメガス)"
    40. 45화: "바로크 메가스(バロックメガス)"
    41. 46화: "럭비 메가스(ラガーメガス)"
    42. 47화: "렌즈 메가스(レンズメガス)"
    43. 48화: "수퍼 메가스(スーパーメガス)"
    44. 48화 - 50화: "발지온(バルジオン)"
    45. 50화 - 51화(終): "킹 메가스(キングメガス)"
- 1992년: "지저제국TUBE(地底帝国チューブ)" (빛의 전사 마스크맨)
  - 지저제국TUBE의 멤버:
    1. "제바(ゼーバ)" (리더)
    2. "이가무(イガム)"
    3. "바라바(バラバ)"
    4. "후민(フーミン)"
    5. "오요브(オヨブー)"
    6. "아나그마스(アナグマス)"
    7. "오케란파(オケランパ)"
    8. "앵글러(アングラー)" (병사)

  - 도구라(지저제국TUBE의 몬스터):
    1. 1화 - 2화: "이구아 도구라(イグアドグラー)"
    2. 3화: "등장지제수없음(アングラモンスネーク)"
    3. 4화: "카비라 도구라(カビラドグラー)"
    4. 5화: "스컬 도구라(スカルドグラー)"
    5. 6화: "도리라 도구라(ドリラドグラー)"
    6. 7화: "도르 도구라(ドールドグラー)"
    7. 8화: "사벨 도구라(サーベルドグラー)"
    8. 9화: "마그네 도구라(マグネドグラー)"
    9. 10화: "바길 도구라(バギルドグラー)"
    10. 11화: "조라 도구라(ゾーラドグラー)"
    11. 12화: "시노비 도구라(シノビドグラー)"
    12. 13화: "가라가 도구라(ガラガドグラー)"
    13. 14화: "아카메 도구라(アカメドグラー)"
    14. 15화: "겔게 도구라(ゲルゲドグラー)"
    15. 16화: "가마로 도구라(ガマロドグラー)"
    16. 17화: "기바 도구라(ギーバドグラー)"
    17. 18화: "가르보 도구라(ガルボドグラー)"
    18. 19화: "이가라 도구라(イガラドグラー)"
    19. 20화: "도쿠로 도구라(ドクロドグラー)"
    20. 21화 - 22화: "키멘 도구라(キメンドグラー)"
    21. 23화: "마진 도구라(マジンドグラー)"
    22. 24화: "류 도구라(リュウドグラー)"
    23. 25화: "헨케 도구라(ヘンゲドグラー)"
    24. 26화: "지르가 도구라(ジルガドグラー)"
    25. 27화: "벰 도구라(ベームドグラー)"
    26. 28화: "록 도구라(ロックドグラー)"
    27. 29화: "데스가 도구라(デスガドグラー)"
    28. 30화: "데빌 도구라(デビルドグラー)"
    29. 31화: "라곤 도구라(ラゴンドグラー)"
    30. 32화: "렌즈 도구라(レンズドグラー)"
    31. 33화: "고라 도구라&기기라 도구라(ゴーラドグラー&ギギラドグラー)"
    32. 34화: "구론 도구라(グロンドグラー)"
    33. 35화: "하니와 도구라(ハニワドグラー)"
    34. 36화: "니멘 도구라(ニメンドグラー)"
    35. 37화: "메즈메 도구라(メズメドグラー)"
    36. 38화: "다임 도구라(ダイムドグラー)"
    37. 39화: "마그마 도구라(マグマドグラー)"
    38. 40화: "바르도 도구라(バルドドグラー)"
    39. 41화: "하리가 도구라(ハリガドグラー)"
    40. 42화: "키노가 도구라(キノガドグラー)"
    41. 43화: "기제 도구라(ギゼードグラー)"
    42. 44화: "요로이 도구라(ヨロイドグラー)"
    43. 45화: "가메스 도구라(ガメスドグラー)"
    44. 46화: "고다이 도구라(ゴダイドグラー)"
    45. 47화: "스핀 도구라(スピンドグラー)"
    46. 48화: "발가 도구라(バルガドグラー)"
    47. 49화: "지고쿠 도구라(ジゴクドグラー)"
    48. 50화 - 51화(終): "리살 도구라 2세(リサールドグラーII世)"
- 1993년: "대성단 고즈마(大星団ゴズマ)" (전격전대 체인지맨)
- 1994년: "무장두뇌군VOLT(武装頭脳軍ボルト)" (평화의 전사 라이브맨)
  - 무장두뇌군VOLT의 멤버:
    1. "비아스(ビアス)" (리더)
    2. "닥터 켄프(ドクター・ケンプ)"
    3. "닥터 마젠다(ドクター・マゼンダ)"
    4. "닥터 오브라(ドクター・オブラー)"
    5. "닥터 아슈라(ドクター・アシュラ)"
    6. "기르도스&붓치(ギルドス&ブッチー)"
    7. "갓슈(ガッシュ)"
    8. "짐머(ジンマー)" (병사)

  - 두뇌수(무장두뇌군VOLT의 몬스터):
    1. 2화: "바라바라 주노(バラバラヅノー)" (구축함: 라이브로보)
    2. 3화: "우일스 주노(ウイルスヅノー)" (구축함: 라이브로보)
    3. 4화: "덴소 주노(デンソーヅノー)" (구축함: 라이브로보)
    4. 5화: "엔진 주노(エンジンヅノー)" (구축함: 라이브로보)
    5. 6화: "타임 주노(タイムヅノー)" (구축함: 라이브로보)
    6. 7화: "공룡 곤(恐竜ゴン)" (구축함: 라이브로보)
    7. 8화: "이카리 주노(イカリヅノー)" (구축함: 라이브로보)
    8. 9화: "탱크 주노(タンクヅノー)" (구축함: 라이브로보)
    9. 10화: "메이로 주노(メイロヅノー)" (구축함: 라이브로보)
    10. 11화: "비비 주노(ヒヒヅノー)" (구축함: 라이브로보)
    11. 12화: "테스트 주노(テストヅノー)" (구축함: 라이브로보)
    12. 13화: "도쿠가스 주노(ドクガスヅノー)" (구축함: 라이브로보)
    13. 14화: "에레키 주노(エレキヅノー)" (구축함: 라이브로보)
    14. 15화: "파이어 주노(ファイヤーヅノー)" (구축함: 라이브로보)
    15. 16화: "플라즈마 주노(プラズマヅノー)" (구축함: 라이브로보)
    16. 17화: "피에로 주노(ピエロヅノー)" (구축함: 라이브로보)
    17. 18화: "트윈 주노(ツインヅノー)" (구축함: 라이브로보)
    18. 19화: "벤쿄우 주노(ベンキョウヅノー)" (구축함: 라이브로보)
    19. 20화: "사이세이 주노(サイセイヅノー)" (구축함: 라이브로보)
    20. 21화: "오브라 주노(オブラーヅノー)" (구축함: 라이브로보)
    21. 22화: "기타라 주노(ギターラヅノー)" (구축함: 라이브로보)
    22. 23화: "켄 주노(ケンヅノー)" (구축함: 라이브로보)
    23. 24화: "부타 주노(ブタヅノー)" (구축함: 라이브로보)
    24. 25화: "레 주노(レーヅノー)" (구축함: 라이브로보)
    25. 26화: "히카리 주노(ヒカリヅノー)" (구축함: 라이브로보)
    26. 27화: "지신 주노(ジシンヅノー)" (구축함: 라이브로보)
    27. 28화 - 30화: "기가볼트(ギガボルト)" (구축함: 킹라이브로보)
    28. 31화: "베가 주노&베가 헤비(ベガヅノー&ベガベビー)" (구축함: 라이브복서)
    29. 32화: "고아 주노(ゴアヅノー)" (구축함: 라이브로보)
    30. 33화: "로보 주노(ロボヅノー)" (구축함: 킹라이브로보)
    31. 34화: "가르 주노(ガルヅノー)" (구축함: 라이브로보)
    32. 35화: "길 주노(ギルヅノー)" (구축함: 킹라이브로보)
    33. 36화: "요로이 주노(ヨロイヅノー)" (구축함: 라이브복서)
    34. 37화: "사메 주노(サメヅノー)" (구축함: 킹라이브로보)
    35. 38화: "울브 주노(ウルフヅノー)" (구축함: 라이브로보)
    36. 39화: "인세키 주노(インセキヅノー)" (구축함: 라이브복서)
    37. 40화: "스페이스 주노(スペースヅノー)" (구축함: 킹라이브로보)
    38. 41화: "토우메이 주노(トウメイヅノー)" (구축함: 킹라이브로보)
    39. 42화: "봄버 주노(ボンバーヅノー)" (구축함: 킹라이브로보)
    40. 43화: "길드 주노(ギルードヅノー)" (구축함: 킹라이브로보)
    41. 44화: "본 주노(ボーソーヅノー)" (구축함: 라이브복서)
    42. 45화: "해커 주노(ハッカーヅノー)" (구축함: 킹라이브로보)
    43. 46화: "배틀 주노(バトルヅノー)" (구축함: 라이브복서)
    44. 47화: "아담 주노(アクムヅノー)" (구축함: 킹라이브로보)
    45. 48화: "공수 주노(恐獣ヅノー)" (구축함: 킹라이브로보)
    46. 49화(終): "덴지 주노(デンシヅノー)" (구축함: 킹라이브로보)
- 1994년: "반도라 일당(バンドーラ一味)" (무적 파워레인저)
- 1995년: "암흑과학제국 데스다크(暗黒科学帝国デスダーク)" (지구특공대 가글파이브)
- 1996년: "폭마백족(暴魔百族)" (터보유격대)
- 1998년: "머신제국 바라노이아(マシン帝国バラノイア)" (파워레인저 지오레인저)
- 1999년: "사전왕국 네지레지아(邪電王国ネジレジア)" (파워레인저 메가레인저)

#### 파워레인저 시리즈
2000년대
- 2004년: "사명체 에볼리안(邪命体エヴォリアン)" (파워레인저 다이노썬더)
  - 사명체 에볼리안의 멤버:
    1. "데스모조리아(デズモゾーリャ)" (리더)
    2. "리제(リジェ) → 리쥬엘(リジュエル) → 데스모리쥬엘(デズモリジュエル)"
    3. "쟌느(ジャンヌ)"
    4. "미케라&보파(ミケラ&ヴォッファ) → 데스모보라(デズモヴォーラ)"
    5. "가일톤(ガイルトン) → 데스모게발스(デズモゲヴァルス)"
    6. "바미아(バーミア)" (병사)

  - 트리노이드&기가노이드(사명체 에볼리안의 몬스터):
    1. 1화 - 2화: "가일톤(ガイルトン)" (구축함: 썬더 메가조드)
    2. 3화: "바쿠단데라이온(バクダンデライオン)" (구축함: 썬더 메가조드)
    3. 4화: "하카라스나이퍼(ハッカラスナイパー)" (구축함: 썬더 메가조드)
    4. 5화: "운명(運命)" (구축함: 썬더 메가조드)
    5. 6화: "자쿠로배큠(ザクロバキューム)" (구축함: 썬더 메가조드)
    6. 7화: "지샤쿠나겐고로우(ジシャクナゲンゴロウ)" (구축함: 썬더 메가조드)
    7. 8화: "영웅(英雄)" (구축함: 다이노블랙)
    8. 9화: "킨모쿠세이카미카쿠시(キンモクセイカミカクシ)" (구축함: 펀처 메가조드)
    9. 10화: "반쿠마슈룸(バンクマッシュルーム)" (구축함: 펀처 메가조드)
    10. 11화: "텐사이킥(テンサイキック)" (구축함: 썬더 메가조드)
    11. 12화 - 13화: "시계(時計)" (구축함: 쏘 메가조드)
    12. 14화: "부활(復活)" (구축함: 썬더 메가조드)
    13. 15화 - 16화: "샤크루마가렛(シャークルマーガレット)" (구축함: 썬더 메가조드)
    14. 17화: "아야메가네즈미(アヤメガネズミ)" (구축함: 썬더 메가조드)
    15. 18화: "크로코다일폰(ヤツデンワニ)" (구축함: 다이노화이트)
    16. 19화 - 20화: "사냥(狩)" (구축함: 다이노헌터)
    17. 22화 - 23화: "무카덴판지(ムカデンパンジー)" (구축함: 썬더 메가조드)
    18. 24화: "거인(巨人)&신세계(新世界より)" (구축함: 다이노헌터&썬더 메가조드)
    19. 25화: "하에마츠(ハエマツ)" (구축함: 썬더 메가조드)
    20. 26화: "츠리바카츠올리브(ツリバカツオリーブ)" (구축함: 실드 시저 메가조드)
    21. 27화: "츠타코타츠(ツタコタツ)" (구축함: 다이노 헌터)
    22. 28화: "쇼호우센카멜레온(ショホウセンカメレオン)" (구축함: 썬더 메가조드)
    23. 29화: "라코피망(ラッコピーマン)" (구축함: 썬더 메가조드)
    24. 30화 - 31화: "킬러 고스트(キラーゴースト)" (구축함: 다이노맥스)
    25. 31화 - 32화: "바르기게니어(バルギゲニア)" (구축함: 썬더맥스 메가조드)
    26. 33화: "히루린도우(ヒルリンドウ)" (구축함: 썬더맥스 메가조드)
    27. 34화: "주피터(ジュピター)" (구축함: 썬더맥스 메가조드)
    28. 35화: "하게타카라이치(ハゲタカライチ)" (구축함: 썬더맥스 메가조드)
    29. 36화: "기적(奇跡)" (구축함: 썬더 메가조드)
    30. 37화: "비극적(悲劇的)" (구축함: 썬더맥스 그레이트)
    31. 38화 - 39화: "루쥬라후레시아(ルージュラフレシア)" (구축함: 썬더맥스 그레이트)
    32. 40화: "킬러 고스트 2세(キラーゴースト 二世)" (구축함: 썬더 메가조드)
    33. 41화: "레인디어산타(レインディアサンタ)" (구축함: 썬더맥스 그레이트)
    34. 42화 - 43화: "불멸(不滅)" (구축함: 썬더 그레이트)
    35. 45화: "나나쿠사룬바(ナナクサルンバ)" (구축함: 썬더 메가조드)
    36. 46화: "드래곤드란(ドラゴンドラン)" (구축함: 썬더 메가조드, 썬더맥스 메가조드, 다이노헌터)
    37. 47화: "데스모리쥬엘(デズモリジュエル)" (구축함: 다이노레드, 다이노블루, 다이노옐로우, 다이노블랙, 다이노화이트)
    38. 48화: "데스모보라(デズモヴォーラ)" (구축함: 다이노헌터)
    39. 49화 - 50화(終): "데스모게발스(デズモゲヴァルス)" (구축함: 썬더 메가조드&썬더맥스 메가조드)
- 2005년: "우주범죄인 아리에나이저(宇宙犯罪者アリエナイザー)" (파워레인저 S.P.D)
  - 우주범죄인 아리에나이저의 멤버:
    1. "에이전트 아브렐라(エージェント・アブレラ)" (리더)
    2. "아날로이드&바츠로이드&이가로이드(アーナロイド&バーツロイド&イーガロイド)" (병사)

  - 아리에나이저(우주범죄인 아리에나이저의 몬스터):
    1. 1화: "라블리 성인 바란 스(ラブーリ星人バラン・スー)" (구축함: 스쿼드 메가조드)
    2. 1화 - 2화: "디아만테 성인 돈 모야이다(ディアマンテ星人ドン・モヤイダ)" (구축함: 스쿼드 메가조드)
    3. 3화: "그로자 성인 헬헤븐(グローザ星人ヘルヘヴン)" (구축함: 스쿼드 메가조드)
    4. 3화 - 4화: "리코모 성인 케바키어(リコモ星人ケバキーア)" (구축함: 스쿼드 메가조드)
    5. 5화: "안리 성인 베이르돈(アンリ星人ベイルドン)" (구축함: 스쿼드 메가조드)
    6. 6화: "쥬자 성인 브라이디(ジューザ星人ブライディ)" (구축함: 스쿼드 메가조드)
    7. 6화: "리도미하 성인(リドミハ星人)" (구축함: 스쿼드 메가조드)
    8. 7화 - 8화: "쿠워터 성인 다고넬(クウォータ星人ダゴネール)" (구축함: 스쿼드 메가조드)
    9. 9화 - 10화: "잠자 성인 쉐이크(ザムザ星人シェイク)" (구축함: 스쿼드 메가조드)
    10. 11화: "브리자 성인 비노(ビリーザ星人ヴィーノ)" (구축함: 스쿼드 메가조드)
    11. 13화: "카지메리 성인 벤G(カジメリ星人ベン・G)" (구축함: 스쿼드 메가조드)
    12. 14화: "크리스토 성인 파리(クリスト星人ファーリー)" (구축함: 스쿼드 메가조드)
    13. 15화 - 16화: "티탄 성인 메테우스(ティタン星人メテウス)" (구축함: 스쿼드 메가조드)
    14. 17화: "오즈츄우 성인 이아루(オズチュウ星人イーアル)" (구축함: 스쿼드 메가조드)
    15. 19화: "우전 성인 진체(ウージョン星人ジンチェ)" (구축함: 스쿼드 메가조드)
    16. 20화: "게르머 성인 바이즈 고아(ゲルマー星人バイズ・ゴア)" (구축함: 스쿼드 메가조드)
    17. 21화 - 23화: "리버시아 성인 헬즈 3남매(リバーシア星人ヘルズ3兄弟)" (구축함: 슈퍼 스쿼드 메가조드)
    18. 24화: "도라도 성인 고르돔(ドラド星人ゴルドム)" (구축함: 스쿼드 바이크 조드)
    19. 25화: "스피릿 성인 뵤이(スピリト星人ビョーイ)" (구축함: 스쿼드 메가조드&스쿼드 바이크 조드)
    20. 26화: "타이러 성인 다덴(タイラー星人ダーデン)" (구축함: 슈퍼 스쿼드 메가조드)
    21. 27화: "바리게 성인 미리바루(バリゲ星人ミリバル)" (구축함: 슈퍼 스쿼드 메가조드)
    22. 28화: "파우치 성인 보라페노(パウチ星人ボラペーノ)" (구축함: 스쿼드 메가조드)
    23. 28화 - 29화: "스페키온 성인 제니오(スペキオン星人ジェニオ)" (구축함: 스쿼드 바이크 조드)
    24. 31화: "푸코스 성인 쟈키루(プコス星人ジャッキル)" (구축함: 슈퍼 스쿼드 메가조드)
    25. 32화 - 33화: "사노아&조타크(サノーア&ゾータク)" (구축함: 스쿼드 윙 메가조드)
    26. 34화: "기네카&데쵸&시로가(ギネーカ&デーチョ&シロガー)" (구축함: 스쿼드 윙 메가조드)
    27. 35화: "텐카오 성인 라쟈 나무난(テンカオ星人ラジャ・ナムナン)" (구축함: 스쿼드 윙 메가조드)
    28. 37화: "마이크 성인 클로드(マイク星人クロード)" (구축함: 스쿼드 윙 메가조드)
    29. 38화: "아라돈 성인 갠쟈바(アラドン星人ギャンジャバ)" (구축함: 스쿼드 윙 메가조드)
    30. 39화: "유이루워 성인 미메(ユイルワー星人ミーメ)" (구축함: 스쿼드 윙 메가조드)
    31. 40화: "파이로우 성인 코라체크(パイロウ星人コラチェク)" (구축함: 스쿼드 윙 메가조드)
    32. 41화: "어새신 성인 진기(アサシン星人ジンギ)" (구축함: 스쿼드 윙 메가조드)
    33. 42화: "스마스리나 성인 니카레이다(スマスリーナ星人ニカレーダ)" (구축함: 스쿼드 윙 메가조드)
    34. 44화: "보쿠덴 성인 비스케스(ボクデン星人ビスケス)" (구축함: 스쿼드 윙 메가조드)
    35. 46화: "스케코 성인 마슈(スケコ星人マシュー)" (구축함: 스쿼드 윙 메가조드)
    36. 47화: "다이나모 성인 테리X(ダイナモ星人テリーX)" (구축함: 스쿼드 윙 메가조드)
    37. 48화: "크런 성인 제리피스(クラーン星人ジェリフィス)" (구축함: 슈퍼 스쿼드 메가조드)
    38. 49화 - 50화(終): "중간보스 일당(最強最悪の傭兵軍団)" (구축함: 스쿼드 윙 메가조드&스쿼드 바이크 조드)
- 2006년: "지저명부 인페르시아(地底冥府インフェルシア)" (파워레인저 매직포스)
  - 지저명부 인페르시아의 멤버:
    1. "제왕 움마(絶対神ン・マ)" (리더)
    2. "브랑켄(ブランケン)"
    3. "메이미(メーミィ) → 라이젤(ライジェル)"
    4. "반큐리어(バンキュリア)(나이&메어(ナイ&メア))"
    5. "우르저드(ウルザード)"
    6. "명부 10신(冥府十神)(드레이크(ドレイク), 슬레이프니르(スレイプニル), 다곤(ダゴン), 고곤(ゴーゴン), 스핑크스(スフィンクス), 이프리트(イフリート), 사이클롭스(サイクロプス), 토드(トード), 와이번(ワイバーン), 타이탄(ティターン))"
    7. "조빌&하이조빌(ゾビル&ハイゾビル)" (병사)

  - 명수&명수인(지저명부 인페르시아의 몬스터):
    1. 1화: "트롤(トロル)" (구축함: 매직마더)
    2. 2화: "블롭(ブロブ)" (구축함: 매직 킹 조드)
    3. 3화: "웜(ワーム)" (구축함: 매직 킹 조드)
    4. 4화: "코카트리스(コカトリス)" (구축함: 매직 킹 조드)
    5. 5화: "미믹(ミミック)" (구축함: 매직 킹 조드)
    6. 6화: "브랑켄(ブランケン)" (구축함: 매직 킹 조드)
    7. 7화: "판가스(ファンガス)" (구축함: 매직 킹 조드)
    8. 8화: "만티코어(マンティコア)" (구축함: 매직 킹 조드)
    9. 9화: "스톤트롤(ストーントロル)" (구축함: 파이어 카이저)
    10. 10화: "스펙터(スペクター)" (구축함: 매직 킹 조드)
    11. 11화: "리치(リーチ)" (구축함: 매직 킹 조드)
    12. 12화: "반큐리어(バンキュリア)" (구축함: 매직 킹 조드)
    13. 13화: "오거(オーガ)" (구축함: 매직 킹 조드)
    14. 14화: "구울(グール)" (구축함: 매직레드)
    15. 15화: "스켈톤(スケルトン)" (구축함: 매직 킹 조드)
    16. 16화: "반큐리어(バンキュリア)" (구축함: 매직 킹 조드)
    17. 17화 - 18화: "가고일(ガーゴイル)" (구축함: 매직 킹 조드)
    18. 20화: "그렘린 가리무(グレムリン・ガリム)" (구축함: 매직샤인)
    19. 21화: "베히모스 베르단(ベヒモス・ベルダン)" (구축함: 트라베리온)
    20. 22화: "닌자 키리카게(ニンジャ・キリカゲ)" (구축함: 트라베리온)
    21. 23화 - 24화: "인큐버스 베르비레지(インキュバス・ベルビレジ)" (구축함: 매직 킹 조드)
    22. 23화 - 24화: "스파이더(スパイダー)" (구축함: 매직샤인)
    23. 25화: "시프 가스톤(シーフ・ガストン)" (구축함: 트라베리온)
    24. 26화: "하피 피위(ハーピー・ピーウィー)" (구축함: 매직 킹 조드&트라베리온)
    25. 27화: "사무라이 시치쥬로(サムライ・シチジューロー)" (구축함: 매직 킹 조드)
    26. 28화: "사이렌 네리에스(セイレーン・ネリエス)" (구축함: 매직샤인)
    27. 29화 - 30화: "예티 지(イエティ・ズィー)" (구축함: 레전드 메가조드)
    28. 29화 - 31화: "코볼트 브루라테스(コボルト・ブルラテス)" (구축함: 레전드 메가조드)
    29. 31화: "골렘(ゴーレム)" (구축함: 레전드 메가조드)
    30. 32화: "몰드(モールド)" (구축함: 우르저드 파이어)
    31. 33화 - 34화: "키메라(キマイラ)" (구축함: 세인트 카이저)
    32. 35화: "다곤(ダゴン)" (구축함: 레전드 메가조드)
    33. 36화: "이프리트(イフリート)" (구축함: 레전드 메가조드)
    34. 37화 - 38화: "사이클롭스(サイクロプス)" (구축함: 레전드 메가조드)
    35. 39화 - 40화: "고곤(ゴーゴン)" (구축함: 레전드 메가조드)
    36. 41화: "드레이크(ドレイク)" (구축함: 레전드 메가조드)
    37. 43화 - 44화: "토드(トード)"	(구축함: 레전드 메가조드)
    38. 45화 - 46화: "타이탄&와이번(ティターン&ワイバーン)" (구축함: 레전드 메가조드)
    39. 47화: "스핑크스(スフィンクス)" (구축함: 레전드 메가조드)
    40. 48화: "슬레이프니르(スレイプニル)" (구축함: 레전드 메가조드)
    41. 49화(終): "제왕 움마(絶対神ン・マ)" (구축함: 오즈家)
- 2007년: "네거티브 신디케이트(ネガティブ・シンジケート)(고돔문명(ゴードム文明), 자룡일족(ジャリュウ一族), 다크 섀도우(ダーク・シャドウ), 아슈일족&퀘스터(アシュ族&クエスター))" (파워레인저 트레저포스)
  - 네거티브 신디케이트의 멤버:
    1. "가쟈(ガジャ)" (리더)
    2. "류온(リュウオーン)"
    3. "월광(ゲッコウ)"
    4. "야이바&시즈카(ヤイバ&シズカ)"
    5. "가이&레이(ガイ&レイ)"
    6. "카스&자류(カース&ジャリュウ)" (병사)

  - 거신&대사룡&사악룡&쓰쿠모가미&퀘스터 로봇(네거티브 신디케이트의 몬스터&로봇):
    1. 1화: "고돔(ゴードム)" (구축함: 트레저 메가조드)
    2. 2화: "도르도(ドルド)" (구축함: 트레저 메가조드)
    3. 3화: "죠우가미(ジョウガミ)" (구축함: 트레저 메가조드)
    4. 4화: "매드니스 웨더(マッドネス・ウェザー)" (구축함: 트레저 메가조드)
    5. 5화: "타쿠미가미(タクミガミ)" (구축함: 트레저 메가조드)
    6. 6화: "몰게리(モガリ)" (구축함: 트레저 메가조드)
    7. 7화: "드라이켄(ドライケン)" (구축함: 트레저 메가조드)
    8. 8화: "브릴(ヴリル)" (구축함: 트레저 메가조드)
    9. 9화: "카와즈가미(カワズガミ)" (구축함: 트레저 메가조드)
    10. 10화 - 11화: "자루도&기라도(ザルド& ギラド)" (구축함: 슈퍼 트레저 메가조드)
    11. 12화: "카나데가미(カナデガミ)" (구축함: 슈퍼 트레저 메가조드)
    12. 13화: "린돔(リンドム)" (구축함: 슈퍼 트레저 메가조드)
    13. 14화: "넨도가미(ネンドガミ)" (구축함: 슈퍼 트레저 메가조드)
    14. 15화 - 16화: "나가&라기(ナーガ&ラギ)" (구축함: 얼티밋 트레저 메가조드)
    15. 16화: "조라도(ゾラド)" (구축함: 얼티밋 트레저 메가조드)
    16. 17화: "효우가(ヒョウガ)" (구축함: 얼티밋 트레저 메가조드)
    17. 17화 - 19화: "가이&레이(ガイ&レイ)" (구축함: 얼티밋 트레저 메가조드)
    18. 20화: "가가돔(ガガドム)" (구축함: 사이렌 빌더)
    19. 21화: "초거대 자룡(超巨大ジャリュウ)" (구축함: 얼티밋 트레저 메가조드)
    20. 22화: "즈칸가미(ズカンガミ)" (구축함: 사이렌 빌더)
    21. 23화: "퀘스터 로봇 터보(クエスターロボ疾) (구축함: 사이렌 빌더&얼티밋 트레저 메가조드)
    22. 24화: "하츠네의 드럼(初音の鼓)" (구축함: 얼티밋 트레저 메가조드)
    23. 25화: "아쿠타가미(アクタガミ)" (구축함: 사이렌 빌더)
    24. 26화: "왕자(王子)" (구축함: 사이렌 빌더)
    25. 27화: "타론(ターロン)" (구축함: 슈퍼 트레저 메가조드)
    26. 28화: "퀘스터 로봇 엘리트(クエスターロボ将)" (구축함: 사이렌 빌더)
    27. 29화: "환수(幻獣)" (구축함: 얼티밋 트레저 메가조드)
    28. 30화: "고드람(ゴードラム)" (구축함: 사이렌 빌더&얼티밋 트레저 메가조드)
    29. 31화: "퀘스터 로봇 플레이스(クエスターロボ噴)" (구축함: 얼티밋 트레저 메가조드)
    30. 32화: "시루베가미(シルベガミ)" (구축함: 사이렌 빌더&트레저 메가조드)
    31. 33화 - 34화: "그랜드(グランド)" (구축함: 그랑 보이저)
    32. 35화: "마모리가미(マモリガミ)" (구축함: 그랑 보이저)
    33. 36화: "퀘스터 로봇 레디얼(クエスターロボ進)" (구축함: 그랑 보이저&사이렌 빌더)
    34. 37화: "덴베이(デンベエ)" (구축함: 그랑 보이저&트레저 메가조드)
    35. 38화: "슈퍼 시즈카(スーパーシズカ)" (구축함: 얼티밋 트레저 메가조드&스팡)
    36. 40화: "오거(オウガ)" (구축함: 제트 트레저조드)
    37. 41화 - 42화: "호문쿨루스(ホムンクルス)" (구축함: 트레저 메가조드, 제트 트레저조드, 사이렌 빌더, 그랑 보이저)
    38. 43화: "골렘(ゴーレム)" (구축함: 그랑 보이저)
    39. 44화: "마새(魔鳥)" (구축함: 그랑 보이저)
    40. 45화: "다가긴(ダガーギン)" (구축함: 사이렌 빌더&스팡)
    41. 46화: "어둠의 야이바(闇のヤイバ)" (구축함: 트레저블랙)
    42. 47화 - 49화(終): "데스페라토(デスペラート)" (구축함: 스팡)
    43. 49화(終): "가쟈돔(ガジャドム)" (구축함: 트레저 메가조드, 제트 트레저조드, 사이렌 빌더, 그랑 보이저, 스팡)
- 2008년: "마수권법 아크가타(臨獣拳アクガタ)" (파워레인저 와일드스피릿)
  - 마수권법 아크가타의 멤버:
    1. "론(ロン)" (리더)
    2. "리오&메레(リオ&メレ)"
    3. "삼권마(三拳魔)(마크(マク), 라게크(ラゲク), 카타(カタ))"
    4. "산요&스우구(サンヨ&スウグ)"
    5. "린시&린린시(リンシー&リンリンシー)" (병사)

  - 임수권 권사&환수권 권사(마수권법 아크가타의 몬스터):
    1. 1화 - 2화: "마키리카(マキリカ)" (구축함: 와일드 비스트)
    2. 3화: "규우야(ギュウヤ)" (구축함: 와일드 비스트)
    3. 4화 - 5화: "카데무(カデム)" (구축함: 와일드 비스트)
    4. 6화: "모리야(モリヤ)" (구축함: 와일드 비스트)
    5. 7화 - 8화: "소리사&마가(ソリサ&マガ)" (구축함: 와일드 비스트)
    6. 9화: "브라코(ブラコ)" (구축함: 와일드 비스트)
    7. 10화 - 11화: "무잔코세(ザンコセ)" (구축함: 와일드 비스트 엘리펀트)
    8. 12화: "나기우(ナギウ)" (구축함: 와일드 비스트 엘리펀트)
    9. 13화 - 14화: "라스카(ラスカ)" (구축함: 와일드 비스트 배트)
    10. 13화 - 15화: "루츠(ルーツ)" (구축함: 와일드 비스트 배트)
    11. 16화: "라게크(ラゲク)" (구축함: 와일드 비스트)
    12. 17화 - 18화: "도카리야(ドカリヤ)" (구축함: 와일드 비스트 샤크)
    13. 19화: "에르카(エルカ)" (구축함: 와일드 비스트)
    14. 19화 - 21화: "부토카&와가타크(ブトカ&ワガタク)" (구축함: 슈퍼 와일드 파이어)
    15. 22화: "타부(タブー)" (구축함: 와일드 파이어 샤크)
    16. 23화: "마라시야(マーラシヤ)" (구축함: 와일드 파이어 엘리펀트)
    17. 24화 - 25화: "비비(ヒヒ)" (구축함: 와일드 비스트 울프)
    18. 26화: "부토카&와가타크(ブトカ&ワガタク)" (구축함: 슈퍼 와일드 파이어)
    19. 27화: "포우오테(ポウオーテ)" (구축함: 와일드 비스트 울프)
    20. 28화: "니와(ニワ)" (구축함: 와일드라이노)
    21. 29화 - 30화: "쵸우다(チョウダ)" (구축함: 와일드 파이어 배트&와일드 비스트 울프)
    22. 31화: "츠네키(ツネキ)" (구축함: 와일드 파이어 엘리펀트)
    23. 33화: "무코우아(コウア)" (구축함: 와일드 비스트 라이온)
    24. 34화: "카타(カタ)" (구축함: 와일드 파이어&와일드 비스트 울프)
    25. 35화: "라게크&마크(ラゲク&マク)" (구축함: 와일드 킹 라이노)
    26. 36화: "최후의 린시(おちこぼれリンシー)" (구축함: 와일드 킹 라이노)
    27. 37화: "고유(ゴウユ)" (구축함: 와일드 킹 라이노, 와일드 비스트 울프, 와일드 파이어)
    28. 38화: "시유(シユウ)" (구축함: 와일드 킹 라이노&와일드 비스트 배트)
    29. 39화: "하쿠(ハク)" (구축함: 와일드 킹 라이노)
    30. 40화 - 45화: "스우구(スウグ)" (구축함: 와일드 킹 라이노)
    31. 41화 - 42화: "소죠&도로(ソジョ&ドロウ)" (구축함: 슈퍼 라이노 비스트)
    32. 43화: "슈엔(シュエン)" (구축함: 슈퍼 라이노 파이어)
    33. 44화: "코우(コウ)" (구축함: 와일드 킹 라이노)
    34. 45화: "고유(ゴウユ)" (구축함: 와일드바이올렛)
    35. 46화: "히소(ヒソ)" (구축함: 와일드 킹 라이노, 와일드 비스트 울프, 와일드 파이어)
    36. 47화: "론&산요(ロン&サンヨ)" (구축함: 와일드 킹 라이노, 와일드 비스트 울프, 와일드 파이어)
    37. 48화: "무간룡(無間龍)" (구축함: 슈퍼 라이노 링 비스트)
    38. 49화(終): "론(ロン)" (구축함: 와일드레드)
- 2009년: "기계족 가이아크(蛮機族ガイアーク)" (파워레인저 엔진포스)
  - 기계족 가이아크의 멤버:
    1. "드러슈타인(ヨゴシュタイン)" (리더)
    2. "드러시마크리타인(ヨゴシマクリタイン)" (신 리더)
    3. "키레이즈키(キレイズキー)"
    4. "지저분하네(チラカソーネ)"
    5. "드러레시아(ケガレシア)"
    6. "드러레이스(キタネイダス)"
    7. "힐메키데스(ヒラメキメデス)"
    8. "우즈마키호테(ウズマキホーテ)
    9. "니골 조 아레룬브라(ニゴール・ゾ・アレルンブラ)"
    10. "우가츠(ウガッツ)" (병사)

  - 기계수(기계족 가이아크의 몬스터):
    1. 1화: "소각 반키(ショウキャクバンキ)" (구축함: 엔진킹)
    2. 2화: "파이프 반키(パイプバンキ)" (구축함: 엔진킹)
    3. 3화: "삽 반키(スコップバンキ)" (구축함: 엔진킹)
    4. 4화: "스프레이 반키(スプレーバンキ)" (구축함: 엔진킹, 바르카&건퍼드)
    5. 5화: "자석 반키(ジシャクバンキ)" (구축함: 엔진킹 바르카)
    6. 6화: "스피커 반키(スピーカーバンキ)" (구축함: 엔진킹 건퍼드)
    7. 7화: "가스용기 반키(ボンベバンキ)" (구축함: 캐리건킹)
    8. 8화: "보링 반키(ボーリングバンキ)" (구축함: 엔진킹&캐리건킹)
    9. 9화: "렌즈 반키(レンズバンキ)" (구축함: 엔진킹&캐리건킹)
    10. 10화: "거울 반키(カガミバンキ)" (구축함: 엔진킹 G6)
    11. 11화: "안테나 반키(アンテナバンキ)" (구축함: 캐리건킹)
    12. 12화: "발전기 반키(ハツデンバンキ)" (구축함: 엔진킹 G6)
    13. 13화: "화기 반키(ヒキガネバンキ)" (구축함: 엔진킹 G6)
    14. 14화: "목욕 반키(カマバンキ)" (구축함: 엔진킹 G6)
    15. 15화: "힐메키데스(ヒラメキメデス)" (구축함: 엔진킹 G6)
    16. 16화: "기름 반키(オイルバンキ)" (구축함: 트리콥터&젯타이거)
    17. 17화: "충전 반키(ハッパバンキ)" (구축함: 엔진골드)
    18. 18화: "청소기 반키(バキュームバンキ)" (구축함: 엔진킹 젯 트리콥터)
    19. 19화: "톱 반키(ノコギリバンキ)" (구축함: 스카이킹)
    20. 20화: "체인톱 반키(チェーンソーバンキ)" (구축함: 스카이킹)
    21. 21화: "풍선 반키(フーセンバンキ)" (구축함: 스카이킹)
    22. 22화: "방적기 반키(ボーセキバンキ)" (구축함: 엔진킹 G9)
    23. 23화 - 24화: "힐메키데스(ヒラメキメデス)" (구축함: 엔진킹 G9)
    24. 25화: "우즈마키호테(ウズマキホーテ)" (구축함: 엔진킹, 캐리건킹, 스카이킹)
    25. 26화: "니골 조 아레룬브라(ニゴール・ゾ・アレルンブラ)" (구축함: 엔진킹 G9)
    26. 27화: "다우징 반키(ダウジングバンキ)" (구축함: 엔진킹 G9)
    27. 28화: "맨홀 반키(マンホールバンキ)" (구축함: 엔진킹 G9)
    28. 29화: "해머 반키(ハンマーバンキ)" (구축함: 고롤링GT)
    29. 30화: "스트로 반키(ストローバンキ)" (구축함: 캐리건킹&스카이킹)
    30. 31화: "롬비아코(ロムビアコ)" (구축함: G3 프린세스)
    31. 32화 - 33화: "드릴 반키(ドリルバンキ)" (구축함: 다이노킹)
    32. 34화: "히터 반키(ヒーターバンキ)" (구축함: 다이노킹)
    33. 35화: "호론데르탈(ホロンデルタール)" (구축함: 엔진킹 G12)
    34. 36화: "드러슈타인(ヨゴシュタイン)" (구축함: 엔진킹 G12)
    35. 37화: "엔진 반키(エンジンバンキ)" (구축함: 엔진레드)
    36. 38화: "샤워 반키(シャワーバンキ)" (구축함: 캐리건킹&스카이킹)
    37. 39화: "야타이 반키(ヤタイバンキ)" (구축함: 엔진킹, 캐리건킹, 스카이킹)
    38. 40화: "라이라이켄&지옥표창(雷々剱&獄々丸)" (구축함: 엔진대장군)
    39. 41화: "와메이크루(ワメイクル)" (구축함: 캐리건킹&다이노킹)
    40. 42화: "병 반키(ビンバンキ)" (구축함: 다이노킹)
    41. 43화 - 44화: "키레이즈키(キレイズキー)" (구축함: 엔진킹 G12)
    42. 45화: "드러레시아(ケガレシア)" (구축함: 엔진킹 G12)
    43. 46화: "덤벨 반키(ダンベルバンキ)" (구축함: 스카이킹&고롤링GT)
    44. 47화: "지저분하네(チラカソーネ)" (구축함: 캐리건킹)
    45. 48화: "결정 반키(ケッテイバンキ)" (구축함: 엔진킹, 스카이킹, 다이노킹)
    46. 49화: "드러네이더스&드러레시아(キタネイダス&ケガレシア)" (구축함: 엔진킹 G12)
    47. 50화(終): "드러시마크리타인(ヨゴシマクリタイン)" (구축함: 엔진킹 G12)

2010년대
- 2010년: "도깨비족 오르그(鬼族オルグ)" (파워레인저 정글포스)
  - 도깨비족 오르그의 멤버:
    1. "오르그 마스터(オルグマスター)" (리더)
    2. "츠에츠에&야바이바(ツエツエ&ヤバイバ)"
    3. "하이네스 듀크 오르그(ハイネスデュークオルグ)(슈텐(シュテン), 우라(ウラ), 라세츠(ラセツ))"
    4. "로우키(狼鬼)"
    5. "프로플라&큐라라(プロプラ&キュララ)"
    6. "도로도로(ドロドロ)"
    7. "오르겟토(オルゲット)" (병사)

  - 오르그(도깨비족 오르그의 몬스터):
    1. 1화: "터빈 오르그&플러그마 오르그(タービンオルグ&プラグマオルグ)" (구축함: 정글라이온)
    2. 2화: "철사 오르그(ハリガネオルグ)" (구축함: 정글킹)
    3. 3화: "카메라 오르그(カメラオルグ)" (구축함: 정글킹)
    4. 4화: "범종 오르그(ツリガネオルグ)" (구축함: 정글킹)
    5. 5화: "타이어 오르그(タイヤオルグ)" (구축함: 정글킹 엘리펀트)
    6. 6화: "웨딩드레스 오르그(ウエディングドレスオルグ)" (구축함: 정글킹 엘리펀트)
    7. 7화: "범선 오르그(帆船オルグ)" (구축함: 정글킹 지라프)
    8. 8화: "시그널 오르그(シグナルオルグ)" (구축함: 정글킹 지라프)
    9. 9화: "휴대전화 오르그(携帯電話オルグ)" (구축함: 정글킹 베어&폴라)
    10. 10화: "불도저 오르그(ブルドーザーオルグ)" (구축함: 정글타이탄)
    11. 11화: "사무라이 인형 오르그(武者人形オルグ)" (구축함: 정글타이탄)
    12. 12화: "카피 오르그(コピーオルグ)" (구축함: 정글타이탄)
    13. 13화: "프리저 오르그(フリーザーオルグ)" (구축함: 정글타이탄)
    14. 14화: "하이네스 듀크 오르그 슈텐(ハイネスデュークオルグ・シュテン)" (구축함: 정글레드)
    15. 15화: "청소기 오르그(掃除機オルグ)" (구축함: 정글킹 엘리펀트)
    16. 16화: "듀크 오르그 로우키(デュークオルグ・狼鬼)" (구축함: 정글킹)
    17. 17화: "버스 오르그(バスオルグ)" (구축함: 정글킹)
    18. 18화: "시계 오르그(時計オルグ)" (구축함: 정글킹)
    19. 19화: "안경 오르그(メガネオルグ)" (구축함: 정글킹)
    20. 20화: "바이크 오르그(バイクオルグ)" (구축함: 정글타이탄)
    21. 21화: "인체표본 오르그(人体標本オルグ)" (구축함: 정글킹)
    22. 22화: "잔디깎이 오르그(芝刈機オルグ)" (구축함: 정글킹)
    23. 23화: "백귀환(百鬼丸)" (구축함: 정글 라이노&아르마딜로)
    24. 24화: "키마이라 오르그(キマイラオルグ)" (구축함: 정글킹 스트라이커&정글헌터)
    25. 25화: "가라오케 오르그(カラオケオルグ)" (구축함: 정글킹 스트라이커&정글헌터)
    26. 26화: "듀크 오르그 로우키(デュークオルグ・狼鬼)" (구축함: 정글킹 스트라이커&정글헌터)
    27. 27화: "단지 오르그(ツボオルグ)" (구축함: 정글타이탄 스트라이커)
    28. 28화: "볼링 오르그(ボーリングオルグ)" (구축함: 팔이 다른 정글킹)
    29. 29화: "묘석 오르그(墓石オルグ)" (구축함: 정글킹 디어스)
    30. 30화 - 31화: "슈퍼 야바이바&슈퍼 츠에츠에(装甲ヤバイバ&装甲ツエツエ)" (구축함: 정글 이카로스)
    31. 32화 - 33화: "프로플라&큐라라(プロプラ&キュララ)" (구축함: 정글 이카로스)
    32. 34화: "탄화소 오르그(炭火焼オルグ)" (구축함: 정글 이카로스)
    33. 35화: "대장장이 오르그(カジヤオルグ)" (구축함: 정글 이카로스)
    34. 36화: "마적 오르그(魔笛オルグ)" (구축함: 정글 이카로스)
    35. 37화: "저글링 오르그(ジャグリングオルグ)" (구축함: 정글킹)
    36. 38화: "맹수조련사 오르그(猛獣使いオルグ)" (구축함: 정글 이카로스)
    37. 39화: "모니터 오르그(モニターオルグ)" (구축함: 정글카이저)
    38. 40화: "양철 오르그(ブリキオルグ)" (구축함: 정글헌터&정글카이저)
    39. 41화: "크루시메마스 오르그(クルシメマスオルグ)" (구축함: 정글 이카로스)
    40. 42화 - 43화: "듀크 오르그 도로도로(デュークオルグ・ドロドロ)" (구축함: 정글 켄타우르스)
    41. 44화: "하이네스 듀크 오르그 라세츠(ハイネスデュークオルグ・ラセツ)" (구축함: 정글 켄타우르스)
    42. 46화: "정월 오르그(正月オルグ)" (구축함: 정글헌터&정글타이탄)
    43. 47화: "증기기관 오르그(蒸気機関オルグ)" (구축함: 슈퍼 정글 이카로스)
    44. 48화 - 49화: "하이네스 듀크 오르그(ヘルハイネスデュークオルグ)" (구축함: 정글포스)
    45. 50화 - 51화(終): "구극 오르그 센키(究極オルグ・センキ)" (구축함: 100마리의 파워애니멀)
- 2011년: "브라지라 신디케이트(悪しき魂)(우주학멸군단WARSTAR(宇宙虐滅軍団ウォースター)(1화 - 16화), 유마수(幽魔獣)(17화 - 32화), 기계어오제국 마트린티스(機械禦鏖帝国マトリンティス)(33화 - 45화), 라비린델(地球救星計画)(46화 - 50화))" (파워레인저 미라클포스)
  - 브라지라 신디케이트의 멤버:
    1. "혜성의 브레드런(彗星のブレドラン) → 추파카브라의 블레드런(チュパカブラの武レドラン) → 사이보그의 브레드RUN(サイボーグのブレドRUN) → 구성주의 브라지라(救星主のブラジラ)" (패러디 원본: 블레이드 러너(Blade Runner) (1982년), 여인의 음모(Brazil) (1985년)) (리더)
    2. "혹성의 몬스 드레이크(惑星のモンス・ドレイク)" (패러디 원본: 스타 트렉(Star Trek) (1966년 ~ 1969년))
    3. "유성의 데레프타(流星のデレプタ)" (패러디 원본: 프레데터(Predator) (1987년))
    4. "블롭의 마쿠인(ブロブの膜イン)" (패러디 원본: 블롭(The Blob) (1958년))
    5. "빅풋의 킹곤(ビッグフットの筋グゴン)" (패러디 원본: 킹콩(King Kong) (1933년))
    6. "황제 천재의 로보고그(10サイのロボゴーグ) (패러디 원본: 로보캅(Robocop) (1987년))
    7. "에이전트의 메탈A(エージェントのメタルA)" (패러디 원본: 메트로폴리스(Metropolis) (1927년))
    8. "비비(ビービ)" (패러디 원본: B급 영화(B movies)) (병사)

  - 성인&유마수&메트로이드&다크 헤더(브라지라 신디케이트의 몬스터):
    1. 1화: "덩어리의 미조그(塊のミゾーグ)" (패러디 원본: 미지와의 조우(Close Encounters Of The Third Kind) (1978년)) (구축함: 미라클포스)
    2. 2화: "UFO의 자르웍크(UFOのザルワック)" (패러디 원본: 혹성탈출(Planet of the Apes) (1968년)) (구축함: 미라클킹)
    3. 3화: "빙설의 유우세이크스(氷雪のユウゼイクス)" (패러디 원본: 괴물(The Thing) (1982년)) (구축함: 미라클킹)
    4. 4화: "뮤직의 마즈아타(ミューズィックのマズアータ)" (패러디 원본: 화성침공(Mars Attacks!) (1997년)) (구축함: 미라클킹)
    5. 5화: "유감의 우츄셀조(流感のウチュセルゾー)" (패러디 원본: 우주전쟁(The War of the Worlds) (1953년)) (구축함: 오셔닉 미라클킹)
    6. 6화: "위타천의 히도우(韋駄天のヒドウ)" (패러디 원본: 히든(The Hidden) (1988년)) (구축함: 랜딕 미라클킹)
    7. 7화: "연구의 아바우타(研究のアバウタ)" (패러디 원본: 아바타(Avatar) (2010년)) (구축함: 랜딕 미라클킹)
    8. 8화: "엉터리의 판다호(出鱈目のファンダホー)" (패러디 원본: 판타스틱 4(Fantastic Four) (2005년)) (구축함: 엑조틱 미라클킹)
    9. 9화: "여왕벌의 일리안(女王蜂のイリアン)" (패러디 원본: 에이리언(Alien) (1979년)) (구축함: 스카이 미라클킹)
    10. 10화: "5000°C의 크라스니고(5000°Cのクラスニーゴ)" (패러디 원본: 스타 파이어(Solar Crisis) (1990년)) (구축함: 오셔닉 미라클킹)
    11. 11화: "전격의 요크바방가(電撃のヨークババンガー)" (패러디 원본: 8번가의 기적(Batteries Not Included) (1988년)) (구축함: 데이터스 하이퍼)
    12. 12화: "유성의 데레프타(流星のデレプタ)" (패러디 원본: 프레데터(Predator) (1987년)) (구축함: 하이퍼 미라클킹)
    13. 13화: "변종의 파워드다크(変わり種のパワードダーク)" (패러디 원본: 하워드 덕(Howard The Duck) (1986년)) (구축함: 미스틱 미라클킹)
    14. 14화: "위성의 타게이트(衛星のターゲイト)" (패러디 원본: 스타게이트(Stargate) (1995년)) (구축함: 미스틱 미라클킹&데이터스 하이퍼)
    15. 15화: "혹성의 몬스 드레이크(惑星のモンス・ドレイク)&혜성의 브레드런(彗星のブレドラン)" (패러디 원본: 스타 트렉(Star Trek)(1966년 ~ 1969년)(몬스 드레이크), 블레이드 러너(Blade Runner)(1982년)(브레드런)) (구축함: 하이퍼 미라클킹)
    16. 16화: "유성의 데레프타(流星のデレプタ)" (패러디 원본: 프레데터(Predator)(1987년)) (구축함: 미라클레드)
    17. 17화: "쓰치노코의 토마레즈(ツチノコのト稀ヅ)" (패러디 원본: 불가사리(Tremors) (1990년)) (구축함: 미라클 그랜드)
    18. 18화: "미라의 제이브(ミイラのゼイ腐)" (패러디 원본: 화성인 지구 정복(They Live) (1989년)) (구축함: 하이퍼 미라클킹)
    19. 19화: "갓파의 기에므로우(河童のギエム郎)" (패러디 원본: 괴물(The Host) (2006년)) (구축함: 미라클 그랜드)
    20. 20화: "케사랑파사랑의 페사랑자(ケサランパサランのペサラン挫)" (패러디 원본: 오페라의 유령(Phantom of the Opera) (1943년)) (구축함: 미라클 그랜드&스카익 미라클킹)
    21. 21화: "그렘린의 와라이코조우(グレムリンのワライコ僧)" (패러디 원본: 환상특급(The Twilight Zone) (1960년 ~ 1964년)) (구축함: 미라클 그랜드&미라클킹)
    22. 22화: "네시의 우오보우즈(ネッシーのウオボ渦)" (패러디 원본: 워터 호스(The Water Horse: Legend of the Deep) (2008년)) (구축함: 그랜드 미라클킹)
    23. 23화: "스카이피쉬의 자이고(スカイフィッシュのザイ粉)" (패러디 원본: 싸이코(Psycho) (1960년)) (구축함: 그랜드 미라클킹)
    24. 24화: "브로켄요괴의 세맏타레이(ブロッケン妖怪のセマッタ霊)" (패러디 원본: 공포의 묘지(Pet Sematary) (1989년)) (구축함: 슈퍼 미라클포스)
    25. 25화: "요정의 사라와레테이르(妖精のサラワレテ居)" (패러디 원본: 페어리 테일(FairyTale: A True Story) (1998년)) (구축함: 그랜드 미라클킹)
    26. 26화: "덴구의 힏토(天狗のヒッ斗)" (패러디 원본: 피의 삐에로(It) (1991년)) (구축함: 미라클 그랜드&오셔닉 미라클킹)
    27. 27화: "인어의 죠곤(人魚のジョ言)" (패러디 원본: 검은 늪지대의 생명체(Creature from the Black Lagoon) (1954년)) (구축함: 랜딕 미라클킹)
    28. 28화: "차광기토우의 피카리메(遮光器土偶のピカリ眼)" (패러디 원본: 저주받은 도시(Village of the Damned) (1995년)) (구축함: 그랜드 미라클킹)
    29. 29화: "추파카브라의 블레드런(チュパカブラの武レドラン)" (패러디 원본: 블레이드 러너(Blader Runner) (1982년)) (구축함: 미라클 그랜드, 미라클킹, 미스틱 데이터스 하이퍼)
    30. 30화: "바쿠의 에르므가이므(獏のエルムガイ夢)" (패러디 원본: 나이트메어(A Nightmare on Elm Street) (1985년)) (구축함: 그랜드 미라클킹)
    31. 31화 - 32화: "블롭의 마쿠인(ブロブの膜イン)&빅풋의 킹곤(ビッグフットの筋グゴン)" (패러디 원본: 블롭(The Blob)(1958년)(마쿠인), 킹콩(King Kong)(1933년)(킹곤)) (구축함: 미라클 얼티밋)
    32. 33화: "실드의 잔KT(シールドのザンKT)" (패러디 원본: 조니 5 파괴 작전(Short Circuit) (1986년)) (구축함: 미라클 얼티밋)
    33. 34화: "슈트의 잔KT2(シュートのザンKT2)" (패러디 원본: 조니 5 파괴 작전 2(Short Circuit 2) (1988년)) (구축함: 미라클 얼티밋&미라클 그랜드)
    34. 35화: "마하의 즈테르S(マッハのズテルS)" (패러디 원본: 스텔스(Stealth) (2005년)) (구축함: 얼티밋 미라클킹)
    35. 36화: "스캔의 바자르소LJ(スキャンのバザルソLJ)" (패러디 원본: 유니버셜 솔져(Universal Soldier) (1992년)) (구축함: 얼티밋 미라클킹)
    36. 37화: "바이탈의 아도보르테G(バイタルのアドボルテG)" (패러디 원본: 아드레날린 24 2(Crank: High Voltage) (2009년)) (구축함: 미라클 얼티밋)
    37. 38화: "에이전트의 메탈A(エージェントのメタルA)" (패러디 원본: 메트로폴리스(Metropolis) (1927년)) (구축함: 원더 미라클킹)
    38. 39화 - 40화: "타이머의 바크트후지ER(タイマーのバクトフージER)" (패러디 원본: 백 투 더 퓨처(Back to the Future) (1985년)) (구축함: 그랜드 미라클킹)
    39. 41화: "뉴트럴의 아인I(ニュートラルのアインI)" (패러디 원본: A.I.(A.I.: Artificial Intelligence) (2001년)) (구축함: 미라클 얼티밋)
    40. 42화: "이미테이션의 사로게DT(イミテイションのサロゲDT)" (패러디 원본: 써로게이트(Surrogates) (2009년)) (구축함: 미라클 얼티밋&데이터스 하이퍼)
    41. 43화: "쇼트의 잔KT3(ショートのザンKT3)" (패러디 원본: 조니 5 파괴 작전(Short Circuit) (1986년)) (구축함: 미라클포스)
    42. 44화: "황제 천재의 로보고그(10サイのロボゴーグ)&에이전트의 메탈A(エージェントのメタルA)" (패러디 원본: 로보캅(Robocop)(1987년)(로보고그), 메트로폴리스(Metropolis)(1927년)(메탈A)) (구축함: 사이보그의 브레드RUN)
    43. 45화: "사이보그의 브레드RUN(サイボーグのブレドRUN)" (패러디 원본: 블레이드 러너(Blade Runner) (1982년)) (구축함: 미라클포스)
    44. 46화: "오르타우루스 헤더 나모노 가타리(オルトウロスヘッダーのナモノ・ガタリ)" (패러디 원본: 나니아 연대기(The Chronicles of Narnia) (2006년 ~ 2011년)) (구축함: 랜딕 미라클킹)
    45. 47화: "유니베로스 헤더 바리 볼 다라(ユニベロスヘッダーのバリ・ボル・ダラ)" (패러디 원본: 해리 포터(Harry Potter) (2002년 ~ 2011년)) (구축함: 오셔닉 미라클킹)
    46. 48화: "히드라판 헤더 로오자리(ヒドラパーンヘッダーのロー・オ・ザー・リ)&그랜디온 헤더 다크 미라클나이트(グランディオンヘッダーのダーク・ゴセイナイト)" (패러디 원본: 반지의 제왕(Lord of the Rings) (2002년 ~ 2004년)(로오자리)) (로오자리의 구축함: 미라클 얼티밋&데이터스 하이퍼)
    47. 49화 - 50화(終): "구성주의 브라지라(救星主のブラジラ)" (패러디 원본: 여인의 음모(Brazil) (1985년)) (구축함: 미라클포스)
- 2012년: "우주제국 잔갸크(宇宙帝国ザンギャック)" (파워레인저 캡틴포스)
  - 우주제국 잔갸크의 멤버:
    1. "왈즈 길(ワルズ・ギル)" (리더)
    2. "아크도스 길(アクドス・ギル)" (신 리더)
    3. "더말러스(ダマラス)"
    4. "인썬(インサーン)"
    5. "바리조그(バリゾーグ)"
    6. "바스코 타 조로키아(バスコ・タ・ジョロキア)"
    7. "사리(サリー)"
    8. "고민&스고민&도고민(ゴーミン&スゴーミン&ドゴーミン)" (병사)

  - 행동대장(우주제국 잔갸크의 몬스터&로봇):
    1. 1화: "시카바넨(シカバネン)" (구축함: 캡틴포스)
    2. 2화: "본건(ボンガン)" (구축함: 캡틴킹)
    3. 3화: "샐러맨덤(サラマンダム)" (구축함: 매직 캡틴킹)
    4. 4화: "조드마스(ゾドマス)" (구축함: 매직 캡틴킹)
    5. 5화: "브람드(ブラムド)" (구축함: S.P.D 캡틴킹)
    6. 6화: "나노나노다(ナノナノダ)" (구축함: S.P.D 캡틴킹)
    7. 7화: "파차카막크 13세(パチャカマック13世)" (구축함: 캡틴킹)
    8. 8화: "엘더&영거(エルダー&ヤンガー)" (구축함: S.P.D 캡틴킹)
    9. 9화: "바우자(バウザー)" (구축함: 정글 캡틴킹)
    10. 10화: "요크바리드(ヨクバリード)" (구축함: 정글 캡틴킹)
    11. 11화 - 12화: "데라츠에이가(デラツエイガー)" (구축함: 블레이드 캡틴킹)
    12. 13화: "잣가이(ザッガイ)" (구축함: 블레이드 캡틴킹)
    13. 14화: "제라싯트(ジェラシット)" (구축함: 블레이드 캡틴킹)
    14. 16화: "와텔(ワテル)" (구축함: 블레이드 캡틴킹)
    15. 17화: "아르마돈(アルマドン)" (구축함: 캡틴실버)
    16. 18화: "오소가인(オソガイン)" (구축함: 수호신)
    17. 19화: "워리안(ウオーリアン)" (구축함: 수호신)
    18. 20화: "츠키(ツッキー)" (구축함: 블레이드 캡틴킹)
    19. 21화: "류온(リュウオーン)" (구축함: 캡틴킹&트레저 메가조드)
    20. 22화: "스타글(スターグル)" (구축함: 블레이드 캡틴킹)
    21. 23화: "메란(メラン)" (구축함: 수호신)
    22. 24화: "센덴&제라싯트(センデン&ジェラシット)" (구축함: 블레이드 캡틴킹&수호신)
    23. 25화: "샌들 주니어(サンダールJr.)" (구축함: 수호신)
    24. 25화 - 26화: "새틀리쿨러 주니어(サタラクラJr.)" (구축함: 닌자 캡틴킹)
    25. 27화: "레가엘(レガエル)" (구축함: 캡틴킹&수호신)
    26. 28화: "키아이도(キアイドー)" (구축함: 캡틴킹)
    27. 29화: "다이얼(ダイヤール)" (구축함: 수호 캡틴킹)
    28. 30화: "자이엔(ザイエン)" (구축함: 닌자 캡틴킹)
    29. 32화: "실돈(シールドン)" (구축함: 닌자 캡틴킹)
    30. 33화: "자큐라(ザキュラ)" (구축함: 닌자 캡틴킹)
    31. 34화: "벤나인(ヴァンナイン)" (구축함: 닌자 캡틴킹)
    32. 35화: "어질러스티안(チラカシズキー)" (구축함: 캡틴포스)
    33. 35화 - 36화: "바밧치드(ババッチード)" (구축함: 엔진 캡틴킹)
    34. 37화 - 38화: "그레이트 왈즈(グレートワルズ)"  (구축함: 퍼펙트 캡틴킹)
    35. 39화: "모리린&드로린(モリリン&ドロリン)" (구축함: 퍼펙트 캡틴킹)
    36. 40화: "쇼트의 잔KT0(ショットのザンKT0)" (구축함: 수호신)
    37. 41화: "자츠리그(ザツリグ)" (구축함: 퍼펙트 캡틴킹)
    38. 42화 - 43화: "더말러스(ダマラス)" (구축함: 퍼펙트 캡틴킹)
    39. 44화: "비바브(ビバブー)" (구축함: 퍼펙트 캡틴킹)
    40. 46화: "쥬쥬(ジュジュ)" (구축함: 퍼펙트 캡틴킹)
    41. 47화: "리라&게론파(ソーラー&ゲロンパ)" (구축함: 퍼펙트 캡틴킹)
    42. 48화: "바스코 타 조로키아(バスコ・タ・ジョロキア)" (구축함: 캡틴레드)
    43. 49화: "그레이트 인썬(グレートインサーン)" (구축함: 캡틴 갤리온)
    44. 50화 - 51화(終): "다이랜드(ダイランドー)" (구축함: 캡틴포스)

  - 우주제국 잔갸크의 푸드, 리쿼, 온라인서비스, 음식점
    1. "Shlongway" (패러디 원본: 써브웨이(Subway))
    2. "Aggressive Insurance (패러디 원본: 프로그레시브(Progressive Insurance))
    3. "Tres Saques (패러디 원본: Dos Equis)
    4. "Whorbitz (패러디 원본:오빗(Orbit Gum))
- 2013년: "VAGLASS(ヴァグラス)" (파워레인저 고버스터즈)
  - VAGLASS의 멤버:
    1. "메사이어(メサイア) → 메사이어 셀(メサイアセル) → 메사이어 리부트(メサイア・リブート)" (리더)
    2. "엔터&에스케이프(エンター&エスケイプ)"
    3. "버그러&버그조드(バグラー&バグゾード)" (병사)

  - 메타로이드&메가조드(VAGLASS의 몬스터&로봇):
    1. 1화: "쇼벨로이드&쇼벨조드(ショベルロイド&ショベルゾード)" (메가조드 타입: 베타) (구축함: CB-01 고버스터 에이스)
    2. 2화: "버너로이드&버너조드(バーナーロイド&バーナーゾード)" (메가조드 타입: 알파) (구축함: CB-01 고버스터 에이스)
    3. 3화: "니들로이드&니들조드(ニードロイド&ニードルゾード)" (메가조드 타입: 베타) (구축함: GT-02 고릴라)
    4. 4화: "커터로이드&커터조드(カッターロイド&カッターゾード)" (메가조드 타입: 감마) (구축함: CB-01 고버스터 에이스)
    5. 5화: "타이어로이드&타이어조드(タイヤロイド&タイヤゾード)" (메가조드 타입: 알파) (구축함: CB-01 고버스터 에이스)
    6. 6화: "스프레이로이드&스프레이조드(スプレーロイド&スプレーゾード)" (메가조드 타입: 베타) (구축함: 고버스터킹)
    7. 7화: "전차로이드&전차조드(デンシャロイド&デンシャゾード)" (메가조드 타입: 알파) (구축함: 고버스터킹)
    8. 8화: "드릴로이드&드릴조드(ドリルロイド&ドリルゾード)" (메가조드 타입: 알파) (구축함: 고버스터킹)
    9. 10화: "탄환로이드&탄환조드(ダンガンロイド&ダンガンゾード)" (메가조드 타입: 감마) (구축함: 고버스터킹)
    10. 11화: "팬로이드&팬조드(ファンロイド&ファンゾード)"  (메가조드 타입: 베타) (구축함: GT-02 고릴라)
    11. 12화: "카피로이드&카피조드(コピーロイド&コピーゾード)" (메가조드 타입: 알파) (구축함: 고버스터킹)
    12. 13화: "튜바로이드&튜바조드(チューバロイド&チューバゾード)" (메가조드 타입: 알파) (구축함: CB-01 고버스터 에이스)
    13. 14화: "튜바로이드2&튜바조드2(チューバロイド2&チューバゾード2)" (메가조드 타입: 베타) (구축함: 고버스터킹)
    14. 15화: "청소기로이드&청소기조드(ソウジキロイド&ソウジキゾード)" (메가조드 타입: 감마) (구축함: 고버스터킹)
    15. 16화: "파라볼라로이드&파라볼조드(パラボラロイド&パラボラゾード)" (메가조드 타입: 알파) (구축함: BC-04 고버스터 비트&SJ-05 스태그비틀)
    16. 17화: "포크로이드&포크조드(フォークロイド&フォークゾード)" (메가조드 타입: 베타) (구축함: GT-02 고릴라&BC-04 고버스터 비트)
    17. 18화: "드릴로이드2&드릴조드2(ドリルロイド2&ドリルゾード2)" (메가조드 타입: 알파) (구축함: BC-04 고버스터 비트)
    18. 19화: "스패너로이드&스패너조드(スパナロイド&スパナゾード)" (메가조드 타입: 감마) (구축함: 버스터 헤라클레스)
    19. 20화: "필름로이드&필름조드(フィルムロイド&フィルムゾード)" (메가조드 타입: 베타) (구축함: 그레이트 고버스터)
    20. 21화: "덤벨로이드&덤벨조드(ダンベルロイド&ダンベルゾード)" (메가조드 타입: 베타) (구축함: GT-02 고릴라)
    21. 22화: "키로이드&키조드(キーロイド&キーゾード)" (메가조드 타입: 알파) (구축함: 그레이트 고버스터)
    22. 23화: "자석로이드&자석조드(ジシャクロイド&ジシャクゾード)" (메가조드 타입: 감마) (구축함: 고버스터킹)
    23. 24화: "솜사탕로이드&솜사탕조드(ワタアメロイド&ワタアメゾード)" (메가조드 타입: 베타) (구축함: CB-01 고버스터 에이스&SJ-05 스태그비틀)
    24. 25화: "양초로이드&양초조드(ロウソクロイド&ロウソクゾード)" (메가조드 타입: 알파) (구축함: 버스터 헤라클레스)
    25. 26화: "지우개로이드&지우개조드(ケシゴムロイド&ケシゴムゾード)" (메가조드 타입: 감마) (구축함: 고버스터킹)
    26. 27화: "곤충잡이통로이드&곤충잡이통조드(ムシカゴロイド&ムシカゴゾード)" (메가조드 타입: 베타) (구축함: 그레이트 고버스터)
    27. 28화: "스프레이로이드2&스프레이조드2(スプレーロイド2&スプレーゾード2)" (메가조드 타입: 알파) (구축함: 버스터 헤라클레스)
    28. 29화 - 30화: "메사이어 셀(メサイアセル)" (구축함: 고버스터즈)
    29. 31화: "탄환로이드2&탄환조드2(ダンガンロイド2&ダンガンゾード2)" (메가조드 타입: 감마) (구축함: 버스터 헤라클레스)
    30. 31화 - 32화: "라이노 더블러(ライノダブラー)" (구축함: 그레이트 고버스터)
    31. 33화 - 34화: "모래시계로이드&모래시계조드(スナドケイロイド&スナドケイゾード)" (메가조드 타입: 알파) (구축함: 버스터 헤라클레스)
    32. 34화: "퍼펫로이드&퍼펫조드(パペットロイド&パペットゾード)" (메가조드 타입: 감마) (구축함: 고버스터킹)
    33. 35화: "메가조드 엡실론(メガゾードϵ)" (구축함: LT-06 그레이트라이온)
    34. 36화: "불도우저로이드&불도우저조드(ブルドーザーロイド&ブルドーザーゾード)" (메가조드 타입: 델타) (구축함: 고버스터 라이온)
    35. 37화: "티아라로이드&티아라조드(ティアラロイド&ティアラゾード)" (메가조드 타입: 베타) (구축함: CB-01 고버스터 에이스&LT-06 그레이트라이온)
    36. 38화: "돔로이드&돔조드(ドームロイド&ドームゾード)" (메가조드 타입: 알파, 베타, 감마, 델타) (구축함: 고버스터 얼티밋)
    37. 39화: "가라테로이드&가라테조드(カラテロイド&カラテゾード)" (메가조드 타입: 베타) (구축함: CB-01 고버스터 에이스)
    38. 40화: "파라볼라로이드2&파라볼라조드2(パラボラロイド2&パラボラゾード2)" (메가조드 타입: 감마)  (구축함: CB-01 고버스터 에이스&고버스터 라이온)
    39. 41화: "루페로이드&루페조드(ルーペロイド&ルーペゾード)" (메가조드 타입: 알파) (구축함: 버스터 헤라클레스)
    40. 42화: "전차로이드2&전차조드2(デンシャロイド2&デンシャゾード2)" (메가조드 타입: 알파) (구축함: 버스터 헤라클레스&LT-06 그레이트라이온)
    41. 42화: "메가조드 로이드(メガゾードロイド)" (메가조드 타입: 알파) (구축함: 버스터 헤라클레스&LT-06 그레이트라이온)
    42. 43화: "검방패로이드(ケンタテロイド)" (구축함: 레드 버스터)
    43. 43화: "검조드&방패조드(ケンゾード&タテゾード)" (메가조드 타입: 감마&델타) (구축함: 버스터 헤라클레스&LT-06 그레이트라이온)
    44. 44화: "에스케이프 에볼브(エスケイプ・エボルブ)&메사이어 리부트(メサイア・リブート)" (구축함: 고버스터 라이온)
    45. 45화: "모찌로이드&모찌조드(オモチロイド&オモチゾード)" (메가조드 타입: 알파) (구축함: BC-04 고버스터 비트&LT-06 그레이트라이온)
    46. 46화: "사슴벌레로이드(クワガタロイド)" (구축함: 레드 버스터)
    47. 47화: "사슴벌레조드(クワガタゾード)" (메가조드 타입: 베타) (구축함: CB-01 고버스터 에이스, BC-04 고버스터 비트, LT-06 그레이트라이온)
    48. 48화: "에스케이프 제타(エスケイプζ)" (메가조드 타입: 제타) (구축함: 고버스터 얼티밋)
    49. 49화 - 50화(終): "엔터 유나이트(エンター・ユナイト)&메가조드 오메가(メガゾードω)" (메가조드 오메가 의구축함: 고버스터 얼티밋&버스터 헤라클레스) (엔터 유나이트 의구축함: 고버스터즈)
- 2014년: "데보스 군(デーボス軍)" (파워레인저 다이노포스)
  - 데보스 군의 멤버:
    1. "데보스(デーボス)" (지배자) (최고의 감정: 슬픔, 행복, 분노)
    2. "카오스(カオス)" (리더) (최고의 감정: 슬픔, 행복, 분노)
    3. "도골드(ドゴルド)" (최고의 감정: 분노)
    4. "캔드릴라(キャンデリラ)" (최고의 감정: 행복)
    5. "아이가론(アイガロン)" (최고의 감정: 슬픔)
    6. "라큐로(ラッキューロ)" (최고의 감정: 행복)
    7. "엔돌프(エンドルフ)" (최고의 감정: 분노)
    8. "아이스론도(アイスロンド)" (최고의 감정: 슬픔)
    9. "킬볼레로(キルボレロ)" (최고의 감정: 행복)
    10. "매드 토린(マッドトリン)"
    11. "D" (최고의 감정: 영맹)
    12. "조리마&캄브리마(ゾーリ魔&カンブリ魔)" (병사)

  - 데보 몬스터(데보스 군의 몬스터):
    1. 1화: "데보 아이스리(デーボ・ヒョーガッキ)" (조물주: 카오스) (구축함: 가브티라)
    2. 2화: "데보 납작쿵(デーボ・ペシャンゴ)" (조물주: 아이가론) (구축함: 티라노킹)
    3. 3화: "데보 가둬드림(デーボ・ローヤローヤ)" (조물주: 도골드) (구축함: 티라노킹 스테고치&작토르)
    4. 4화: "데보 루팡루팡(デーボ・ドロンボス)" (조물주: 아이가론) (구축함: 티라노킹 웨스턴)
    5. 5화: "데보 파티시에(デーボ・バティシエ)" (조물주: 캔드릴라) (구축함: 티라노킹)
    6. 6화: "데보 바이러슨(デーボ・ウイルスン)" (조물주: 카오스) (구축함: 티라노킹 마초)
    7. 7화: "데보 붕어빵빵(デーボ・ヤキゴンテ)" (조물주: 도골드) (구축함: 티라노킹 마초)
    8. 8화: "데보 미로미로(デーボ・ココドーコ)" (조물주: 아이가론) (구축함: 티라노킹 웨스턴)
    9. 9화: "惡의 프테라킹(惡のプテライデンオー)" (조물주: 도골드) (구축함: 티라노킹 파라사건&스테고치)
    10. 10화: "자이언트 캄브리마(巨大カンブリ魔)" (조물주: 카오스) (구축함: 프테라킹)
    11. 11화: "데보 등골빼기(デーボ・ホネヌッキー)" (조물주: 캔드릴라) (구축함: 티라노킹&프테라킹)
    12. 12화: "데보 분노의 안개(デーボ・タンゴセック)" (조물주: 도골드) (구축함: 라이덴 티라노킹)
    13. 13화: "데보 싹뚜기(デーボ・ジャキリーン)" (조물주: 아이가론) (구축함: 프테라킹 웨스턴)
    14. 14화: "데보 스파르타(デーボ・キビシーデス)" (조물주: 카오스) (구축함: 골드 다이노)
    15. 15화: "G-BO(世代ロボG-BO)" (조물주: 도골드) (구축함: 프테라킹 안키돈)
    16. 16화: "데보 트레저(デーボ・ザイホーン)" (조물주: 캔드릴라) (구축함: 라이덴 티라노킹)
    17. 17화 - 18화: "데보 슈팅스타(デーボ・ナガレボーシ)" (조물주: 카오스) (구축함: 티라노킹 쿵푸)
    18. 19화: "데보 귀요미(デーボ・キャワイーン)" (조물주: 아이가론) (구축함: 프테라킹 붐파키)
    19. 20화: "데보 소원의 별(デーボ・タナバンタ)" (조물주: 캔드릴라) (구축함: 티라노킹 쿵푸)
    20. 21화: "데보 슈팅스타(デーボ・ナガレボーシ)" (조물주: 카오스) (구축함: 프레즈킹)
    21. 22화: "데보 바이러슨(デーボ・ウイルスン)" (조물주: 카오스) (구축함: 라이덴 티라노킹, 데보스)
    22. 23화: "데보스(デーボス)" (구축함: 파워 티라노킹)
    23. 24화: "데보 아이스리(デーボ・ヒョーガッキ)" (조물주: 카오스) (구축함: 파워 티라노킹)
    24. 25화: "데보 악몽이(デーボ・アックムーン)" (조물주: 라큐로) (구축함: 프테라킹, 프레즈킹, 티라노킹 스테고치&작토르)
    25. 27화: "데보 그림자 닌자(デーボ・シノビンバ)" (조물주: 엔돌프) (구축함: 파워 티라노킹)
    26. 28화 - 29화: "데보 헌터스(デーボ・カリュードス)" (조물주: 엔돌프) (구축함: 다이노포스)
    27. 30화: "데보 트레저루팡(デーボ・ザイホドローン)" (조물주: 라큐로) (구축함: 파워 티라노킹)
    28. 31화: "데보 바캉스(デーボ・バーカンス)" (조물주: 캔드릴라) (구축함: 레드 다이노)
    29. 32화: "데보 스포콘(デーボ・スポコーン)" (조물주: 도골드) (구축함: 프테라킹, 파워 티라노킹)
    30. 33화: "데보 가을이니까뭐(デーボ・アキダモンネ)" (조물주: 아이가론) (구축함: 프테라킹 파라사건)
    31. 34화: "데보 낚시킹(デーボ・タイリョーン)" (조물주: 카오스) (구축함: 기간트 브라기오킹)
    32. 35화: "가드마(ガドマ)" (조물주: 데보스) (구축함: 기간트 티라노킹)
    33. 36화: "데보 납작쿵(デーボ・ペシャンゴ), 데보 가둬드림(デーボ・ローヤローヤ), 데보 파티시에(デーボ・バティシエ), 데보 붕어빵빵(デーボ・ヤキゴンテ), 데보 미로미로(デーボ・ココドーコ), 데보 등골빼기(デーボ・ホネヌッキー), 데보 분노의 안개(デーボ・タンゴセック), 데보 싹뚜기(デーボ・ジャキリーン), 데보 트레저(デーボ・ザイホーン), 데보 소원의 별(デーボ・タナバンタ), 데보 그림자 닌자(デーボ・シノビンバ), 데보 헌터스(デーボ・カリュードス), 데보 바캉스(デーボ・バーカンス)" (조물주: 아이가론, 도골드, 캔드릴라, 엔돌프) (구축함: 프테라킹, 파워 티라노킹)
    34. 37화: "데보 스파르타(デーボ・キビシーデス), 데보 악몽이(デーボ・アックムーン), 데보 스포콘(デーボ・スポコーン)" (조물주: 카오스, 라큐로, 도골드) (구축함: 기간트 티라노킹)
    35. 38화: "뷰티풀 조리마(ビューティフルゾリー魔ー)" (조물주: 아이가론&캔드릴라) (구축함: 프테라킹 드릴케라, 기간트 브라기오킹)
    36. 39화: "데블 다이노(デスリュウジャー)" (구축함: 스피노킹)
    37. 40화: "데보 감독몬(デーボ・カントック)" (조물주: 캔드릴라) (구축함: 기간트 티라노킹)
    38. 41화 - 42화: "데보 가짜산타(デーボ・ヤナサンタ)" (조물주: 도골드) (구축함: 프테라킹 안키돈, 프레즈킹 붐파키, 기간트 티라노킹)
    39. 46화: "아이스론도(アイスロンド)" (구축함: 블랙 다이노)
    40. 47화: "엔돌프(エンドルフ)" (구축함: 골드 다이노)
    41. 48화(終): "데보스(デーボス)" (구축함: 다이노포스)
- 2015년: "섀도우 라인(シャドー・ライン)"(파워레인저 트레인포스)
  - 쉐도우 라인의 멤버:
    1. 황제 제트
    2. 헤이 대공
    3. 모르크 후작
    4. 나일 백작
    5. 네로 남작
    6. 흑철장군 슈바르츠
    7. 어둠박사 마부로
    8. 노아 부인
    9. 그리타 양
    10. 크로우즈

  - 섀도우 괴인(쉐도우 괴인):
    1. 1화: 가방 쉐도우 (구축함: 트레인 1호, 트레인킹)
    2. 2화: 사벨 쉐도우 (구축함: 트레인킹)
    3. 3화: 체인 쉐도우 (구축함: 트레인킹)
    4. 4화: 스토브 쉐도우 (구축함: 트레인킹 실드)
    5. 5화: 양동이 쉐도우 (구축함: 트레인킹 카 캐리어)
    6. 7화: 도장 쉐도우 (구축함: 트레인킹 카 캐리어 탱크)
    7. 8화: 폭탄 쉐도우 (구축함: 트레인킹 탱크)
    8. 9화: 마리오네트 쉐도우 (구축함: 디젤킹)
    9. 10화: 키보드 쉐도우 (구축함: 디젤킹)
    10. 11화~12화: 램프 쉐도우 (구축함: 메가 트레인킹)
    11. 13화: 돋보기 쉐도우 (구축함: 디젤킹 파이어)
    12. 14화: 청소기 쉐도우 (구축함: 트레인킹 폴리스)
    13. 15화~16화: 해머 쉐도우 (구축함: 메가 트레인킹)
    14. 18화: 링 쉐도우 (구축함: 트레인킹 드릴)
    15. 19화: 펜스 쉐도우 (구축함: 크레인킹)
    16. 20화: 도깨비 상자 쉐도우 (구축함: 메가 트레인킹, 크레인킹)
    17. 극장판: 하운드 쉐도우 (구축함: 메가 트레인킹 폴리스 실드, 사파리킹)
    18. 21화: 비눗방울 쉐도우 (구축함: 메가 트레인킹, 크레인킹)
    19. 24화: 관리인 루크 (구축함: 울트라 트레인킹)
    20. 25화: 핀 스팟 쉐도우 (구축함: 트레인킹 크레인)
    21. 26화: 코인 쉐도우 (구축함: 메가 트레인킹 파이어)
    22. 27화: 관리인 비숍 (구축함: 울트라 트레인킹)
    23. 29화: 보틀 쉐도우 (구축함: 메가 트레인킹, 크레인킹)
    24. 30화: 가발 쉐도우 (구축함: 울트라 트레인킹)
    25. 31화~32화: 체어 쉐도우&테이블 쉐도우 (구축함: 하이퍼 트레인 엠페러)
    26. 33화: 주사기 쉐도우 (구축함: 크레인킹 탱크, 하이퍼 트레인 엠페러)
    27. 34화: 빌리야드 쉐도우 (구축함: 울트라 트레인킹, 하이퍼 트레인 엠페러)
    28. 36화: 만년필 쉐도우 (구축함: 레인보우 트레인킹)
    29. 37화: 관리인 나이트 (구축함: 레인보우 트레인킹)
    30. 38화: 필름 쉐도우 (구축함: 울트라 트레인킹, 하이퍼 트레인 엠페러)
    31. 39화: 묘비 쉐도우 (구축함; 울트라 트레인킹, 하이퍼 트레인 엠페러)
    32. 극장판: 클락 쉐도우 (구축함: 트레인포스, 다이노포스)
    33. 43화: 돌 하우스 쉐도우 (구축함: 울트라 트레인킹, 하이퍼 트레인 엠페러)
    34. 44화: 성 파수꾼 폰 (구축함: 하이퍼 트레인 엠페러, 울트라 트레인킹)
    35. V시네마: 탱크톱 쉐도우(구축함: 어린 트레인포스 5인방, 어른 트레인포스 7인방)
- 2016년:키바오니 군단(악귀 군단)(파워레인저 닌자포스)
  - 악귀 군단 멤버:
    1. 악귀 환월
    2. 6보름의 구위호
    3. 새벽의 카타
    4. 악귀 만월
    5. 그믐의 흑영
    6. 아로스

  - 요괴:
    1. 1화: 사슬족제비(구축함: 닌자킹)
    2. 2화: 갓빠(구축함: 닌자킹 드래곤)
    3. 3화: 불가마(구축함: 닌자킹)
    4. 4화: 땅거미(구축함: 닌자킹 엘리펀)
    5. 5화: 전파거울(구축함: 닌자킹 UFO)
    6. 6화: 천구(구축함: 닌자킹)
    7. 7화~ 8화: 시간냥(구축함: 닌자킹)
    8. 9화: 양탄목면(구축함: 바이슨킹)
    9. 10화: 바위거인(구축함: 바이슨킹)
    10. 11화: 연기연기(구축함: 닌자킹, 바이슨킹)
    11. 13화: 달림꾸러기(구축함: 바이슨 닌자킹)
    12. 14화: 메아리 전화기(구축함: 바이슨 닌자킹)
    13. 15화: 악덕 여사장(구축함: 바이슨 닌자킹)
    14. 16화: 외눈우산(구축함: 바이슨 닌자킹)
    15. 17화: 바다장군(구축함: 닌자킹 서퍼)
    16. 18화: 조종종(구축함: 닌자킹)
    17. 19화~20화: 누에(구축함: 라이온 엠페러)
    18. 21화: 맥(구축함: 바이슨킹, 닌자킹,라이온 엠페러)
    19. 22화: 축축벽(구축함: 라이온 닌자킹)
    20. 23화: 설녀(구축함: 라이온 닌자킹)
    21. 24화~25화,27화: 서양 3대 요괴(구축함: 라이온 닌자킹)
    22. 26화: 시계냥(구축함: 라이온 닌자킹)
    23. 28화: 요괴 매(구축함: 라이온 닌자킹)
    24. 29화: 요괴 코뿔소(구축함: 라이온 닌자킹)
    25. 30화: 요괴 흑개미(구축함: 라이온 닌자킹)
    26. 31화~32화: 요괴 너구리(구축함: 바이슨킹 드래곤)
    27. 33화: 악귀 말벌(구축함: 볼케이노킹)
    28. 34화: 아이영감(구축함: 볼케이노킹)
    29. 35화: 전기지네(구축함: 볼케이노킹)
    30. 36화: 환영수레(구축함: 라이온 볼케이노킹)
    31. 37화: 백뉸보트(구축함: 라이온 볼케이노킹)
    32. 38화: 싹둑싹둑(구축함: 라이온 닌자킹)
    33. 40화: 거지신(구축함: 라이온 볼케이노킹)
    34. 41화~42화: 주정쟁이(구축함: 라이온 닌자킹)
    35. 43화: 타로타로, 그외 괴인(구축함: 라이온 닌자킹)
    36. 46화: 불가마(구축함: 라이온 닌자킹)
    37. 47화: 모든 요괴(구축함: 라이온 닌자킹)
    38. 극장판: 불수레(구축함: 라이온 닌자킹, 트레인킹, 크레인킹)
- 2017년:데스 가리안 (파워레인저 애니멀포스)
  - 데스 가리안의 멤버:
    1. 지니스
    2. 져그드
    3. 어절드
    4. 나리아
    5. 쿠펄
    6. 뱅글레이

  - 플레이어:
    1. 2화: 하르바고이(구축함: 애니멀킹)
    2. 3화: 보우건스(구축함: 애니멀킹)
    3. 4화: 아미가르드(구축함: 애니멀킹)
    4. 5화~6화: 가브리오(구축함: 애니멀킹)
    5. 8화: 야바이커(구축함: 와일드킹)
    6. 9화: 플라워리어(구축함: 와일드킹)
    7. 12화: 핫테나(구축함: 와일드 애니멀킹)
    8. 13화: 오르기존(구축함: 와일드 애니멀킹)
    9. 14화: 도두기&헌터영감(구축함: 와일드 애니멀킹)
    10. 16화: 망토르(구축함: 와일드 애니멀킹)
    11. 17화~18화: 트럼패스&악의 라이드킹(구축함: 와일드 애니멀킹)
    12. 19화~20화: 볼링건(구축함: 라이드킹)
    13. 21화: 프리즈너블(구축함: 라이드킹, 와일드킹, 애니멀킹)
    14. 22화: 일루지온(구축함: 와일드 라이드킹)
    15. 23화: 크루저(구축함: 와일드 라이드킹)
    16. 24화: 아미가르드, 헌터영감, 트럼패스(구축함: 와일드 라이드킹)
    17. 극장판: 드미도르&콘돌 와일드(구축함: 애니멀킹, 라이드킹)
    18. 25화: 셔터보이(구축함: 와일드 라이드킹)
    19. 26화: 하르바고이, 야바이커(구축함: 와일드 라이드킹)
    20. 28화~29화: 우주제국 쟌가트&보우건스(구축함: 와일드 라이드킹)
    21. 30화: 가브리오, 일루전스(구축함: 와일드킹 3456, 큐브 웨일)
    22. 32화: 더블페이스(구축함: 오션엠페러, 와일드 라이드킹)
    23. 33화: 씨르머(구축함: 와일드 라이드킹, 오션엠페러)
    24. 34화: 아미가르드, 트럼패스(구축함: 와일드 라이드킹)
    25. 36화: 삼바바(구축함: 와일드 라이드 오션킹)
    26. 37화: 스키핑 브라더스(구축함: 애니멀킹 옥토퍼스)
    27. 39화: 셰프돈(구축함: 와일드 라이드 오션킹)
    28. 40화: 무스킬(구축함: 와일드 라이드 오션킹)
    29. 41화: 모든 괴인(구축함: 와일드 라이드 오션킹)
    30. 43화: 패인터(구축함: 와일드 라이드 오션킹)
    31. 극장판: 킬머더(구축함: 와일드 라이드 닌자킹)
    32. V시네마: 포카네 다니로(구축함: 와일드 라이드킹)

- 2018년:우주막부 자크매터 (파워레인저 갤럭시포스)
  - 자크메터 멤버:
    1. 돈 아르마게
    2. 찬드라
    3. 엘리드론
    4. 스콜피오
    5. 마게라
    6. 운제트
    7. 주모츠
    8. 데스곤
    9. 아캄바
    10. 그로분
    11. 징어O
    12. 문어G
    13. 개블러&도균
    14. dr.안톤
    15. 게스 인더베이
    16. 찬드라

  - 가로, 기타 세력, 다이칸
    1. 2화: 리저드맨(구축함: 갤럭시킹)
    2. 3화: 무지센 초 인더베이(구축함: 갤럭시킹)
    3. 4화~5화: 드림이터(구축함: 갤럭시킹)
    4. 6화: 프테로불(구축함: 갤럭시킹)
    5. 7화: 투미(구축함: 갤럭시킹)
    6. 8화: 무지키는 초 인더베이, 무지강한 초 인더베이, 무지뺏는 초 인더베이(구축함: 갤럭시킹)
    7. 9화: 무지막치 초 인더베이, 무지무지 초 인더베이(구축함: 갤럭시킹, 드래곤 커맨더)
    8. 10화: 모스맨(구축함: 갤럭시킹)
    9. 13화: 무지무시 초 인더베이(구축함: 드래곤 엠페러, 갤럭시킹)
    10. 14화: 유남생(구축함: 드래곤 갤럭시킹)
    11. 15화: 가넷시(구축함: 드래곤 갤럭시킹)
    12. 17화: 샤이도우(구축함: 드래곤 갤럭시킹)
    13. 19화: 올메카(구축함: 드래곤 갤럭시킹)
    14. 22화: 러너블(구축함: 기간트 피닉스)
    15. 23화: 미디어 초 인더베이(구축함: 드래곤 갤럭시킹, 기간트 피닉스)
    16. 31화: 마이크로 초 인더베이(구축함: 유니버스킹, 오리온 베틀러)
- 2019년:전투민족 드루이든 (파워레인저 다이노소울)
  - 드루이든의 멤버:
    1. 와이즐
    2. 클레온
    3. 까칠레스
    4. 탱크죠
    5. 프레셔스
    6. 우덴
    7. 샤덴
    8. 에라스

  - 마이너소어:
    1. 1화: 바실리스크 마이너소어(구축함: 다이노소울 킹 쓰리나이츠)
    2. 2화: 유니콘 마이너소어(구축함: 다이노소울 킹)
    3. 3화: 메두사 마이너소어(구축함: 다이노소울 킹 쓰리나이츠)
    4. 4화: 크라켄 마이너소어(구축함: 다이노소울 킹 타이거랜스)
    5. 5~6화: 케르베로스 마이너소어(구축함: 다이노소울 킹 파이브나이츠)
    6. 7~8화: 코카트리스 마이너소어(구축함: 다이노소울 킹 파이브나이츠)
    7. 9화: 상자 마이너소어(구축함: 다이노소울 킹 트리케소드)
    8. 10화: 트롤 마이너소어(구축함: 다이노소울 킹 안킬로제)
    9. 11~12화: 신 마이너소어(구축함: 다이노소울 킹 디메볼케이노)
    10. 13화: 미라 마이너소어(구축함: 다이노소울 킹 파이브나이츠)
    11. 14화: 바실리스크 마이너소어, 켈피 마이너소어(구축함: 다이노소울 킹 파이브나이츠, 소울 골드)
    12. 15화: 판 마이너소어(구축함: 다이노소울 킹 파이브나이츠, 모사렉스)
    13. 17화: 고스트쉽 마이너소어(구축함: 다이노소울 킹 파이브나이츠, 스피노선더)
    14. 18화: 골렘 마이너소어(구축함: 기간트 다이노소울 킹)
    15. 19화: 아라크네 마이너소어(구축함: 기간트 다이노소울 킹)
    16. 극장판: 시조 마이너소어(구축함: 다이노소울 킹, 다이노소울 나이트, 소울 골드)
    17. 20화: 그리모어 마이너소어(구축함: 기간트 다이노소울 킹)
    18. 22화: 네크로멘서 마이너소어(구축함: 다이노소울 킹 코스모랩터)
    19. 24화: 드워프 마이너소어(구축함: 다이노소울 킹 파이브나이츠, 다이노소울 넵튠 코스모랩터)
    20. 25화: 사신 마이너소어(구축함: 다이노소울 킹 파이브나이츠, 다이노소울 넵튠)
    21. 26~27화: 백목 마이너소어(구축함: 다이노소울 킹 펀치가루, 다이노소울 넵튠)
    22. 28화: 벨제붐 마이너소어(구축함: 다이노소울 킹 파이브나이츠, 다이노소울 넵튠)
    23. 29화: 폴터가이스트 마이너소어(구축함: 다이노소울 킹 파이브나이츠, 다이노소울 넵튠)
    24. 30화: 듀라한 마이너소어(구축함: 다이노소울 킹 파이브나이츠, 다이노소울 넵튠)
    25. 31화: 페어리 마이너소어(구축함: 프테라소울 킹)
    26. 32화: 잭 오 랜턴 마이너소어(구축함: 다이노소울 킹 제트)
    27. 34화: 바실리스크 마이너소어(구축함: 다이노소울 킹 제트)
    28. 35화: 판 마이너소어(구축함: 다이노소울 카이저)
    29. 36화: 실프 마이너소어(구축함: 다이노소울 카이저)
    30. 37화: 노움 마이너소어(구축함: 다이노소울 카이저)
    31. 38화: 카리브디스 마이너소어(구축함: 다이노소울 킹 파이브나이츠, 다이노소울 넵튠)
    32. 39화: 위저드 마이너소어(구축함: 다이노소울 킹 파이브나이츠, 다이노소울 넵튠, 프테라소울 킹)
    33. 40화: 사탄 마이너소어(구축함: 다이노소울 킹 파이브나이츠, 다이노소울 넵튠, 프테라소울 킹)
    34. 42화: 팬텀 마이너소어(구축함: 다이노소울 킹 파이브나이츠, 다이노소울 넵튠)
    35. 47화: 사탄 마이너소어(구축함: 다이노소울 킹 펀치가루, 프테라소울 킹, 다이노소울 넵튠 코스모랩터)
- 2020년:이세계 범죄자 집단 갱글러 (파워레인저 루팡포스 VS 패트롤포스)
  - 갱글러 멤버:
    1. 도글라니오 야뷴
    2. 데스트라 마초
    3. 고슈 드 메듀
    4. 자미고 델마

  - 갱글러 괴인:
    1. 1화: 룰레타 게로, 캐러트 냐오, 다르팽 바초, 라부름 죠우즈(구축함:루팡포스, 패트롤포스)
    2. 2화: 캐러트 냐오(구축함: 루팡카이저)
    3. 3화: 다르팽 바초(구축함: 패트롤카이저, 루팡카이저)
    4. 4화: 라브름 죠즈(구축함: 루팡카이저 사이클론,패트롤카이저)
    5. 5~6화: 훔치르트 페키(구축함: 루팡카이저, 패트롤카이저)
    6. 7화: 메고 개미타(구축함: 루팡카이저 나이트, 패트롤카이저)
    7. 9~10화: 브리츠(구축함: 루팡카이저, 패트롤카이저 바이커)
    8. 11화: 피치콜(구축함: 루팡카이저, 패트롤카이저 스트롱)
    9. 12화: 플리가 벼루기노(구축함: 루팡카이저, 패트롤카이저)
    10. 13화: 요에니 아정오사(구축함: 루팡카이저, 패트롤카이저)
    11. 14화: 폭시노스키 브라더즈&가시로 찌르성게(구축함: 루팡카이저, 패트롤카이저)
    12. 16화: 만타 보이저(구축함: 루팡카이저 나이트 사이클론, 패트롤카이저 스트롱 바이커)
    13. 17화: 자라 인나지마(구축함: 루팡카이저, 패트롤카이저)
    14. 19화: 옥토퍼(구축함: 루팡카이저, 패트롤카이저)
    15. 20화: 자르댕 호우(구축함: 루팡카이저, 패트롤카이저, X)
    16. 21화: 커버트 커버밧치(구축함: 루팡카이저, 패트롤카이저, 엑스엠페러)
    17. 22화: 포포이 뻐끔뻐끔(구축함: 루팡카이저, 패트롤카이저, 엑스엠페러)
    18. 23화: 라이몬 크하펑클, 소바르크 더 블로우, Dr.키위 누지(구축함: 루팡카이저, 패트롤카이저, 엑스엠페러)
    19. 24화: Dr.키위 누지(구축함: 루팡카이저, 패트롤카이저, 엑스엠페러)
    20. 26화: 에이콘 엔스쿼럴(구축함: 슈퍼 카이저 VSX)
    21. 27화: 삐요도르(구축함: 슈퍼 카이저 VSX)
    22. 28화: 용궁 불가사리(구축함: 루팡카이저 매직)
    23. 30화: 컹크스(구축함: 루팡카이저 매직 스플래시)
    24. 31화: 올바 삐뚜러, 고슈 실험체(구축함: 루팡매그넘, 슈퍼 카이저 VSX)
    25. 32화: 고슈 실험체(구축함: 루팡매그넘, 슈퍼 카이저 VSX)
    26. 33화: 스왈로(구축함: 슈퍼 카이저 VSX, 루팡매그넘)
    27. 34화: 캐르베로 컹컹(구축함: 슈퍼 카이저 VSX, 루팡매그넘)
    28. 35화: 두더 산부(구축함: 슈퍼 카이저 VSX)
    29. 36화: 페커 채플린(구축함: 슈퍼 카이저 VSX)
    30. 37화: 자비 고홈(구축함: 사이렌 루팡카이저)
    31. 38화: 스네이크 오페, 새우로브 스타프라이드(구축함: 빅토리 루팡카이저)
    32. 39화: 새우로브 스타프라이드(구축함: 루팡매그넘, 빅토리 루팡카이저, 사이렌 패트롤카이저)
    33. 40화: 듀공 메너티(구축함: 루팡매그넘, 빅토리 루팡카이저, 사이렌 패트롤카이저, 엑스엠페러)
    34. 43화: 리자테일 사라지크, 스누핑(구축함: 루팡매그넘, 빅토리 루팡카이저, 사이렌 패트롤카이저, 엑스엠페러)
    35. 44화: 스누핑(구축함: 루팡매그넘, 빅토리 루팡카이저, 사이렌 패트롤카이저, 엑스엠페러)
    36. 45화: 새먼 연어스타크산틴(구축함: 루팡매그넘, 빅토리 루팡카이저, 사이렌 패트롤카이저, 엑스엠페러)
    37. 51화: 킹 피셔(구축함: 루팡포스, 패트롤포스)
    38. 극장판: 가니마 올라 가지마(구축함: 슈퍼 카이저 VSX, 루팡매그넘, 다이노소울 킹 파이브나이츠, 다이노소울 넵튠)
- 2021년:클로젠트 왕조(파워레인저 젠카이저)
  - 클로젠트 멤버:
    1. 부스와우스
    2. 흐트러티라
    3. 어지르탱
    4. 게게

  - 월드:
    1. 2화: 버섯 월드(구축함: 젠카이킹 무적정글)
    2. 3화: 얼음 월드(구축함: 젠카이킹 무적매직)
    3. 4화: 복싱 월드(구축함: 젠카이킹 블루매직)
    4. 5화: 초밥 월드(구축함: 젠카이킹 무적정글, 블루매직)
    5. 6화: 쓰레기 월드(구축함: 젠카이킹 무적정글, 블루매직)
    6. 8화: 도어 월드(구축함: 젠카이킹 무적정글, 블루매직, 투카이저)
    7. 9화: 망개떡 월드(구축함: 젠카이킹 무적정글, 블루매직, 투카이저)
    8. 10화: 쨍쨍 월드(구축함: 젠카이킹 무적정글, 블루매직, 투카이저)
    9. 11화: 술래잡기 월드(구축함: 젠카이킹 무적정글, 블루매직, 투카이저)
    10. 12화: 달팽이 월드(구축함: 젠카이킹 무적정글, 블루매직, 투카이킹 소드)
    11. 13화: 재활용 월드(구축함: 젠카이킹 무적정글, 블루매직, 투카이킹 리키)
    12. 15화: 레트로 월드(구축함: 젠카이킹 무적정글, 블루매직, 투카이킹 리키)
    13. 16화: 자석 월드(구축함: 젠카이킹 무적정글, 블루매직, 투카이킹 소드)
    14. 17화: 투명 월드(구축함: 젠카이킹 무적정글, 블루매직, 투카이킹 소드)
    15. 18화: 연애 월드(구축함: 젠카이킹 무적정글, 블루매직, 투카이킹 리키)
    16. 19화: 장수풍뎅이 월드(구축함: 젠카이킹 무적정글, 블루매직, 투카이킹 리키)
    17. 21화: 카피 월드(구축함: 젠카이쥬킹, 젠카이킹 무적정글, 블루매직, 투카이킹 리키)
    18. 22화: 투우 월드(구축함: 젠카이쥬킹, 젠카이킹 무적정글, 블루매직, 투카이킹 소드)
    19. 24화: 바캉스 월드(구축함: 슈퍼 젠카이킹 무적, 젠카이킹 블루매직, 투카이킹 리키)
    20. 25화: 해시계 월드(구축함: 젠카이킹 무적정글, 블루매직, 젠카이쥬킹, 투카이킹 소드)
    21. 28화: 만화 월드(구축함: 젠카이킹 무적정글, 블루매직, 젠카이쥬킹, 투카이킹 소드)
    22. 29화: 테니스 월드(구축함: 젠카이킹 무적정글, 블루매직, 젠카이쥬킹, 투카이킹 리키)
    23. 30화: 곶감 월드(구축함: 젠카이킹 무적정글, 블루매직, 젠카이쥬킹, 투카이킹 리키, 전력전개 이글)
    24. 31화: 우유 월드(구축함: 전력 젠카이킹, 슈퍼 투카이킹)
    25. 32화: 거꾸로 월드(구축함: 전력 젠카이킹, 슈퍼 투카이킹)
    26. 33화: 학교 월드(구축함: 전력 젠카이킹, 슈퍼 투카이킹)
    27. 34화: 핼러윈 월드(구축함: 전력 젠카이킹, 슈퍼 투카이킹)
    28. 35화: 다이아 월드(구축함: 전력 젠카이킹, 슈퍼 투카이킹)
    29. 36화: 깜짝상자 월드(구축함: 전력 젠카이킹, 슈퍼 투카이킹)
    30. 37화: 무 월드(구축함: 전력 젠카이킹, 슈퍼 투카이킹)
    31. 38화: 추석 월드&설날 월드(구축함: 전력 젠카이킹, 슈퍼 투카이킹)
    32. 39화: 설날 월드(구축함: 전력 젠카이킹, 슈퍼 투카이킹)
    33. 41화: 면 월드(구축함: 전력 젠카이킹, 슈퍼 투카이킹)
    34. 42화: 탁자난로 월드(구축함: 돈 젠카이킹)
    35. 43화: 역풍 월드(구축함: 전력 젠카이킹, 슈퍼 투카이킹)
    36. 44화: SD 월드(구축함: 전력 젠카이킹, 슈퍼 투카이킹)
    37. 45화: 운세 월드(구축함: 전력 젠카이킹, 슈퍼 투카이킹)
    38. 46화: 당근 월드, 박쥐 월드, 사파이어 월드(구축함: 전력 젠카이킹, 슈퍼 투카이킹)
- 2022년:뇌인, 인귀 몬스터(파워레인저 돈브라더즈)
  - 뇌인 멤버:
    1. 원로원
    2. 가온
    3. 나온
    4. 다온
    5. 라온
    6. 마온
    7. 바온
    8. 사온
    9. 아온

  - 인귀(괄호는 변신자):
    1. 1화: 시소츠귀(박동민), 기사룡귀(윤남규)(구축함: 돈 젠카이킹)
    2. 2화: 열차귀(오영아)(구축함: 돈 젠카이킹)
    3. 3화: 쾌도귀(흑곰) (구축함: 돈 젠카이킹)
    4. 4화: 초력귀(김자반) (구축함: 돈 젠카이킹)
    5. 5화: 경찰귀(마태구) (구축함: 돈 젠카이킹)
    6. 6화: 동물귀(김민하) (구축함: 돈 젠카이킹)
    7. 7화: 지구귀(독각고등학교 교장) (구축함: 돈 젠카이킹)
    8. 8화: 마진귀(신기광) (구축함: 돈 젠카이킹)
    9. 9화: 특명귀(박일남) (구축함: 돈 젠카이킹, 로보타로)
    10. 10화: 해적귀 (문일평) (구축함: 로보타로 전원)
    11. 11화: 수리검귀(장대풍) (구축함: 로보타로 전원)
    12. 12화: 우주귀(광팬) (구축함: 돈 버스터킹)
    13. 13화: 수전귀(진상옥) (구축함: 돈 버스터킹)
    14. 14화: 고속귀(장기 기사) (구축함: 돈 버스터킹, 돈 드래곤오공/타이거볼트)
    15. 14~15화: 격주귀(노장기) (구축함: 돈 버스터킹(노장기를 제외한 돈브라더즈 멤버 4명), 돈 드래곤오공/타이거볼트)
    16. 16화: 무적귀(게이머) (구축함: 돈 버스터킹, 돈 드래곤오공/타이거볼트)
    17. 17화: 조인귀(한유리) (구축함: 돈 버스터킹, 돈 드래곤오공/타이거볼트)
    18. 19화: 염신귀(서소천) (구축함: 돈 버스터킹, 돈 드래곤오공/타이거볼트)
    19. 20화: 오성귀(표두호) (구축함: 돈 버스터킹, 돈 드래곤오공/타이거볼트)
    20. 21화: 무사귀(조석대) (구축함: 돈 버스터킹, 돈 드래곤오공/타이거볼트)
    21. 22화: 전자귀(구자경) (구축함: 돈 버스터킹, 돈 드래곤오공/타이거볼트)
    22. 23화: 수권귀(신경민) (구축함: 타이거 드래곤킹)
    23. 24화: 닌자귀(채운찬) (구축함: 돈 버스터킹, 타이거 드래곤킹)
    24. 25화: 대귀(부장) (구축함: 돈 버스터킹, 타이거 드래곤킹)
    25. 27화: 마법귀(장대풍) (구축함: 돈 버스터킹, 타이거 드래곤킹)
    26. 28화: 과학귀(임향안) (구축함: 슈퍼 돈 버스터킹)
    27. 29화: 폭룡귀(주광남) (구축함: 슈퍼 돈 버스터킹)
    28. 30화: 초신성귀(마라준) (구축함: 슈퍼 돈 버스터킹)
    29. 31화: 천장귀(안견우, 대식가) (구축함: 슈퍼 돈 버스터킹)
    30. 32화: 굉굉귀(장대풍) (구축함: 슈퍼 돈 버스터킹)
    31. 33화: 태양귀(차원승, 도가비, 노장기) (구축함: 슈퍼 돈 버스터킹(차원승, 도가비, 노장기를 제외한 나머지 멤버 2명), 골드 레드 피치)
    32. 34화: 특수귀(어묵아저씨) (구축함: 슈퍼 돈 버스터킹, 골드 레드 피치)
    33. 35화: 초수귀(청춘을 모르는 학생) (구축함: 골드 돈 버스터킹)
    34. 36화: 구급귀(소방훈) (구축함: 파이널 돈 버스터킹)
    35. 37화: 성수귀(장대풍, 라온) (구축함: 파이널 돈 버스터킹)
    36. 38화: 전자귀 2(장금영) (구축함: 파이널 돈 버스터킹)
    37. 39화: 사귀(이새롬) (구축함: 파이널 돈 버스터킹)
    38. 40화: 미래귀(강사) (구축함: 파이널 돈 버스터킹)
    39. 41화: 광귀(산타클로스) (구축함: 파이널 돈 버스터킹)
    40. 42화: 비밀귀(윤보성) (구축함: 파이널 돈 버스터킹)
    41. 44화: 초전자귀(나관조) (구축함: 파이널 돈 버스터킹)
    42. 45화: 백수귀(노장기) (구축함: 돈 킹오저)
    43. 47~48화: 전격귀(이새롬), 세계귀(양다님) (구축함: 파이널 돈 버스터킹)
    44. 49화: 임금님귀(장대풍) (구축함: 파이널 돈 버스터킹)
- 2024년:지제국 바그나라크, 슈갓덤 정권, 우충왕 군단(파워레인저 킹덤포스)
  - 바그나라크 멤버
    1. 데즈나라크 8세
    2. 린제버그
    3. 코프리스

  - 슈갓덤 정권 멤버 
    1. 두가
    2. 보시마르

  - 우충왕 군단
    1. 우충왕 다그데드 두자르단
    2. 알락 로자리아
    3. 히르디니아
    4. 미논간 모즈
    5. 글로디 로이코디움

  - 카이짐
    1. 1화: 공버그(구축함: 갓 엠페러)
    2. 2화: 반디버그(구축함: 갓 엠페러)
    3. 3화: 똥구리버그(구축함: 갓 엠페러)
    4. 4화: 렁버그(구축함: 비틀 갓 엠페러)
    5. 5화: 앤트리버그(구축함: 비틀 갓 엠페러)
    6. 7화: 아미버그(구축함: 스콜피온 갓 엠페러)
    7. 8화: 살루하버그(구축함: 스콜피온 갓 엠페러)
    8. 10화: 데즈 카이짐스(구축함: 레전드 갓 엠페러)
    9. 11화: 바다리버그(구축함: 레전드 갓 엠페러)
    10. 14화: 폰드버그(구축함: 레전드 갓 엠페러, 타란튤라 나이트)
    11. 15화: 리파버그(구축함: 레전드 갓 엠페러, 타란튤라 나이트)
    12. 16화: 몰크리버그(구축함: 레전드 갓 엠페러, 타란튤라 나이트)
    13. 17화: 겐지 반디버그(구축함: 익스트림 갓 엠페러)
    14. 19화: 다이아몬드 공버그(구축함: 익스트림 갓 엠페러)
    15. 22화: 캐터버그(구축함: 익스트림 갓 엠페러)
    16. 24화: 크로버그(구축함: 익스트림 갓 엠페러)
    17. 32~33화: 도무신 데보스, 데보 전기킹 (구축함: 티라노킹, 갓 엠페러, 타란튤라 나이트, 킹 코카서스 타이탄)
    18. 34화: 리파킹버그 (구축함: 킹덤 티라노킹)
- 2025년:우주침략대주력단 갤로피안(파워레인저 붐붐포스)
  - 갤로피안 멤버
    1. 데코트라데
    2. 이타샤
    3. 쌔리쌔리 쌔리카
    4. 매드렉스
    5. 캐논보그
    6. 디스레이스
    7. 와일드 스핀도
    8. 그란츠 리스크
    9. 추적 대장
    10. 쌩쌩 쌔리카

  - 고마수
    1. 1화 : 웨딩드레스 고마(구축함 : 붐붐 킹)
    2. 2화 : 청소 고마(구축함 : 붐붐 킹)
    3. 3화 : 시계 고마(구축함 : 붐붐 킹 이도류)
    4. 4화 : 사우나 고마(구축함 : 붐붐 킹)
    5. 5화 : 다트 고마(구축함 : 붐붐 킹 폴리스)
    6. 6화 : 화장실 고마(구축함 : 붐붐 킹 폴리스)
    7. 7화 : 블록베이 고마(구축함 : 붐붐 킹 빌더)
    8. 10화 : 잉어연 고마(구축함 : 붐붐 킹 빌더&웨건)
    9. 11화 : 안테나 고마(구축함 : 붐붐 킹 나이트)
    10. 12화 : 나막신 고마(구축함 : 붐붐 킹, 엔진 킹)
    11. 14화 : 냉장고 고마(구축함 : 붐붐 킹 몬스터)
    12. 15화 : 화석 고마(구축함 : 붐붐 킹 몬스터)
    13. 16화 : 소드 고마(구축함 : 붐 바이올렛)
    14. 17화 : 헬스 고마(구축함 : 붐붐 킹, 붐붐 포뮬러 킹)
    15. 18화 : 소드 고마 리벤지(구축함 : 붐붐 킹, 붐붐 포뮬러 킹)
    16. 19화 : ATM 고마(구축함 : 윙 붐붐 킹)
    17. 20화 : 사발 고마(구축함 : 붐붐 킹 빌더)
    18. 21화 : 소화기 고마(구축함 : 윙 붐붐 킹 몬스터)
    19. 22화 : 텐트 고마(구축함 : 붐붐 레온)
    20. 23화 : 글러브 고마(구축함 : 붐붐 킹 119)
    21. 24화 : 어쿠스틱 기타 고마(구축함 : 붐붐 킹 119)
    22. 26화 : 화장실 고마 리미티드(구축함 : 붐붐 포뮬러 킹, 붐붐 킹 119)
    23. 27화 : 카펫 고마(구축함 : 붐붐 킹 119)
    24. 28화 : 네온 고마(구축함 : 붐붐 킹 폴리스)
    25. 29화 : 공 고마(구축함 : 윙 붐붐 킹 오프로드&마린)
    26. 31화 : 시계 고마 세컨드(구축함 : 붐붐 킹 119)
    27. 32화 : 레일 고마(구축함 : 붐붐 킹, 트레인킹)
    28. 33화 : 벽돌블록베이 고마, 맥반석 고마(구축함 : 붐붐 포뮬러 킹 트레인 커스텀)
    29. 34화 : 일렉트릭 기타 고마(구축함 : 챔피언 캐리어)
    30. 36화 : 합체 고마수 냉장청소 고마(구축함 : 붐붐 킹 챔피언)
    31. 37화 : 카메라 고마(구축함 : 붐붐 킹 챔피언)
    32. 38화 : 기타 고마 존 & 보비 브라더스(구축함 : 붐붐 포뮬러 킹 엔진 커스텀)
    33. 39화 : 스펀지 고마(구축함 : 붐붐 킹 챔피언 레오 레스큐 커스텀)
    34. 40화 : 체중계 고마(구축함 : 붐붐 포뮬러 킹 트레인 커스텀, 붐붐 킹 챔피언)
    35. 41화 : 축구공 고마, 슈퍼 그레이트 헬스 고마(구축함 : 붐붐 포뮬러 킹, 붐붐 킹 119)
    36. 42화 : 쓰레기통 고마(구축함 : 붐붐 킹, 붐붐 레온)
    37. 43화 : 보물상자 고마(구축함 : 붐붐 킹, 붐붐 포뮬러 킹 캡틴 커스텀)
    38. 46화 : 쌔리카 고마(구축함 : 붐붐포스)